# Nepetoideae
Nepetoideae Kostel., 1834 è una sottofamiglia di piante spermatofite dicotiledoni appartenenti alla famiglia delle Lamiaceae (ordine delle Lamiales).

## Etimologia
Il nome della sottofamiglia deriva da un suo genere Nepeta L., il cui nome è stato dedicato a "Nepet" una città dell'antica Etruria. L'etimologia di questo nome si fa risalire alla parola etrusca "nepa" ( = acqua). Il primo ad usare questo nome è stato Gaio Plinio Secondo (Como, 23 – Stabiae, 25 agosto 79]), scrittore, ammiraglio e naturalista romano, per descrivere una pianta aromatica originaria dell'Etruria.
Il nome scientifico della sottofamiglia è stato definito per la prima volta dal botanico boemo Vincenz Franz Kostelecky (1801 - 1887) nella pubblicazione "Allgemeine Medizinisch-Pharmazeutische Flora - 3: 752" del 1834.

## Descrizione

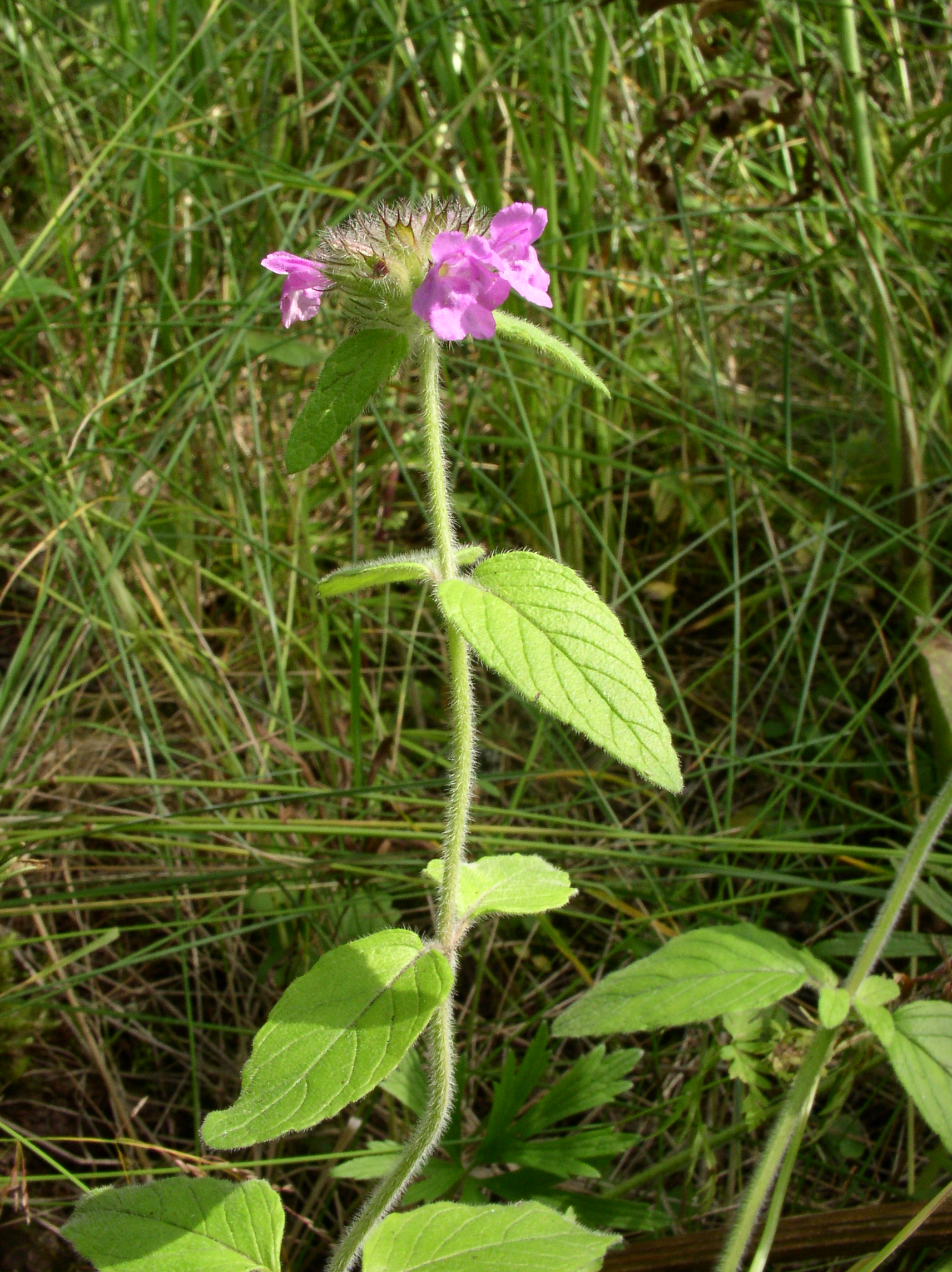
Il portamento
Clinopodium vulgare
(tribù Mentheae, sottotribù Menthinae)

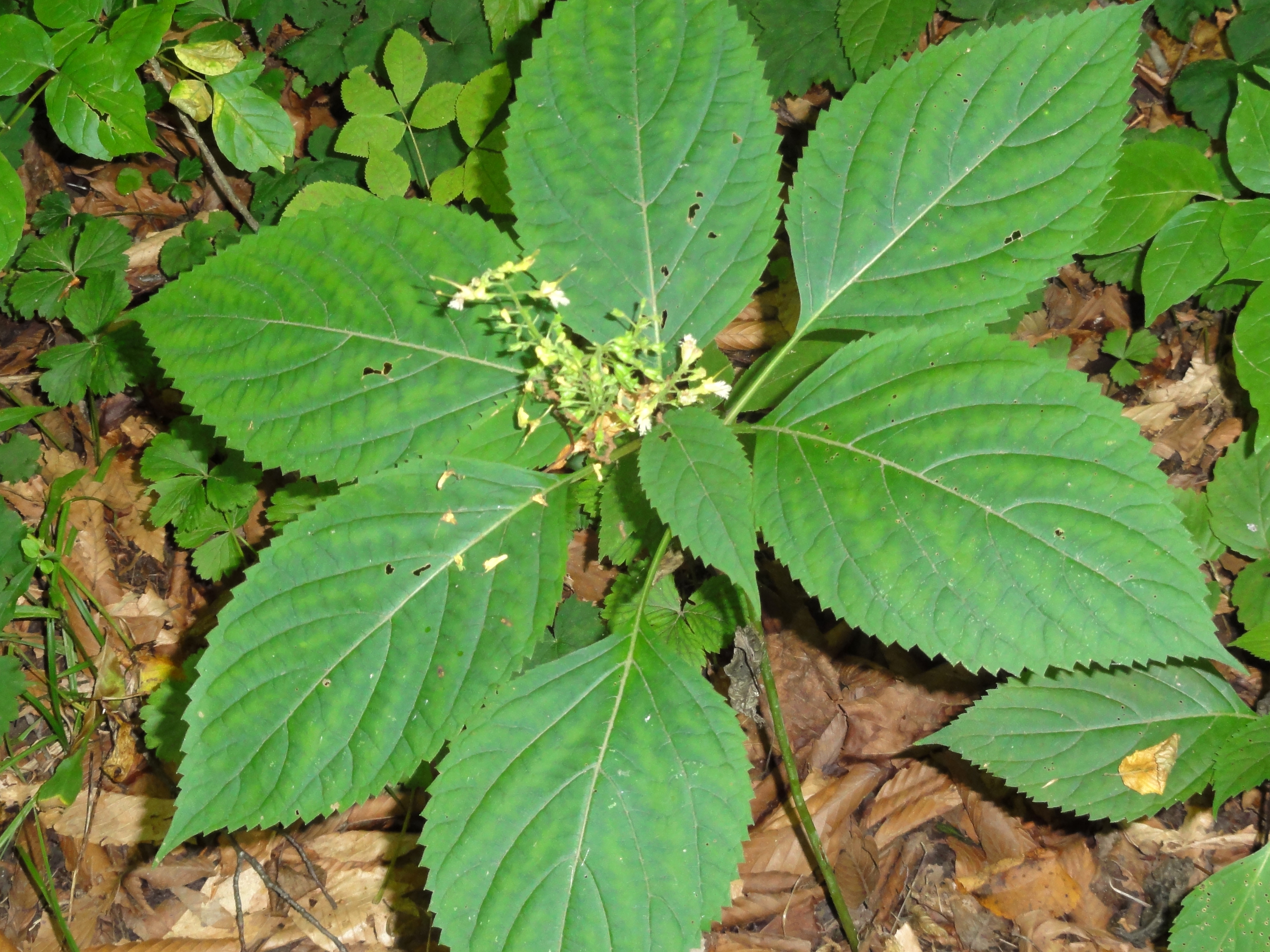
Le foglie
Collinsonia canadensis
(tribù Elsholtzieae)

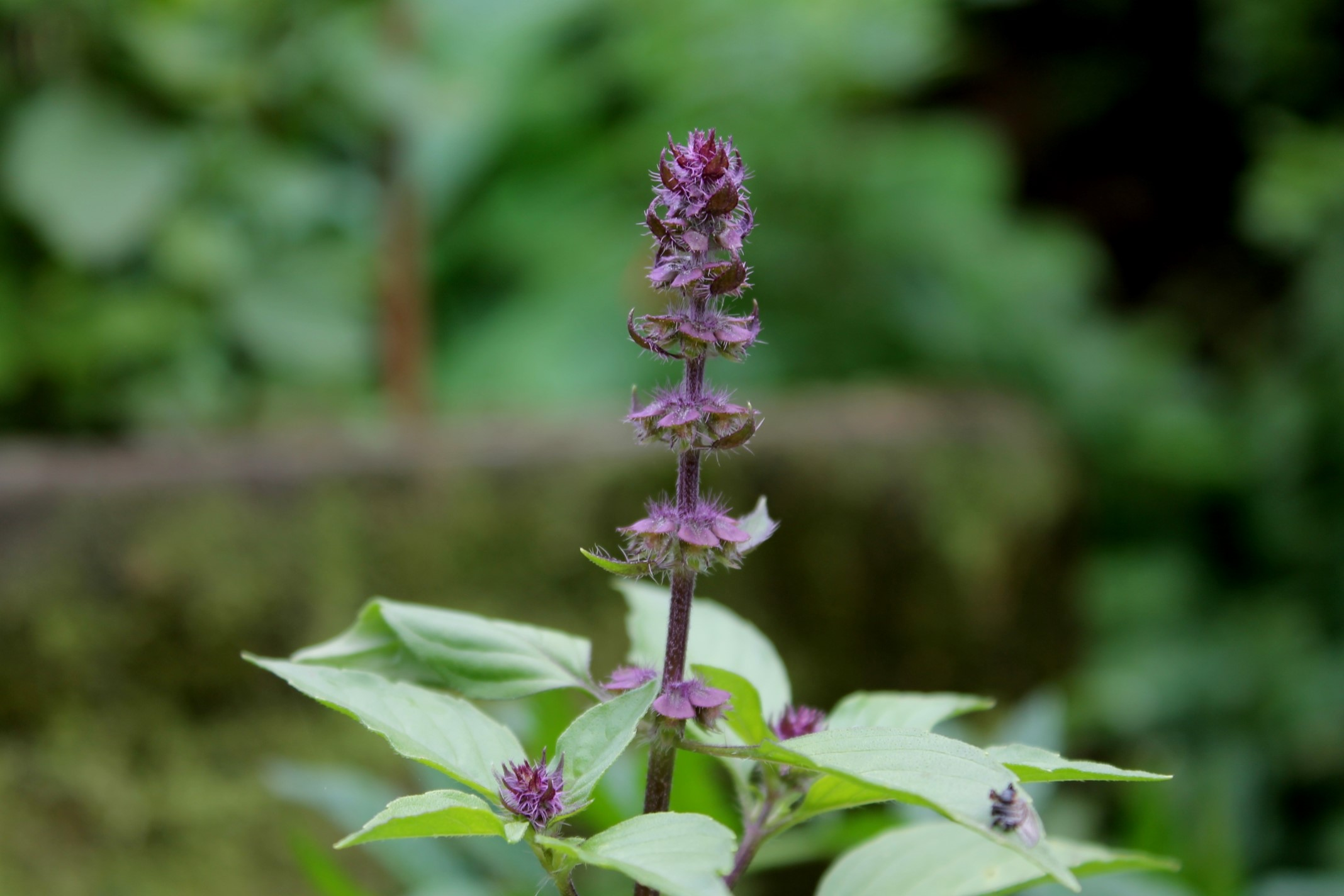
Infiorescenza
Ocimum basilicum
(tribù Ocimeae, sottotribù Ociminae)

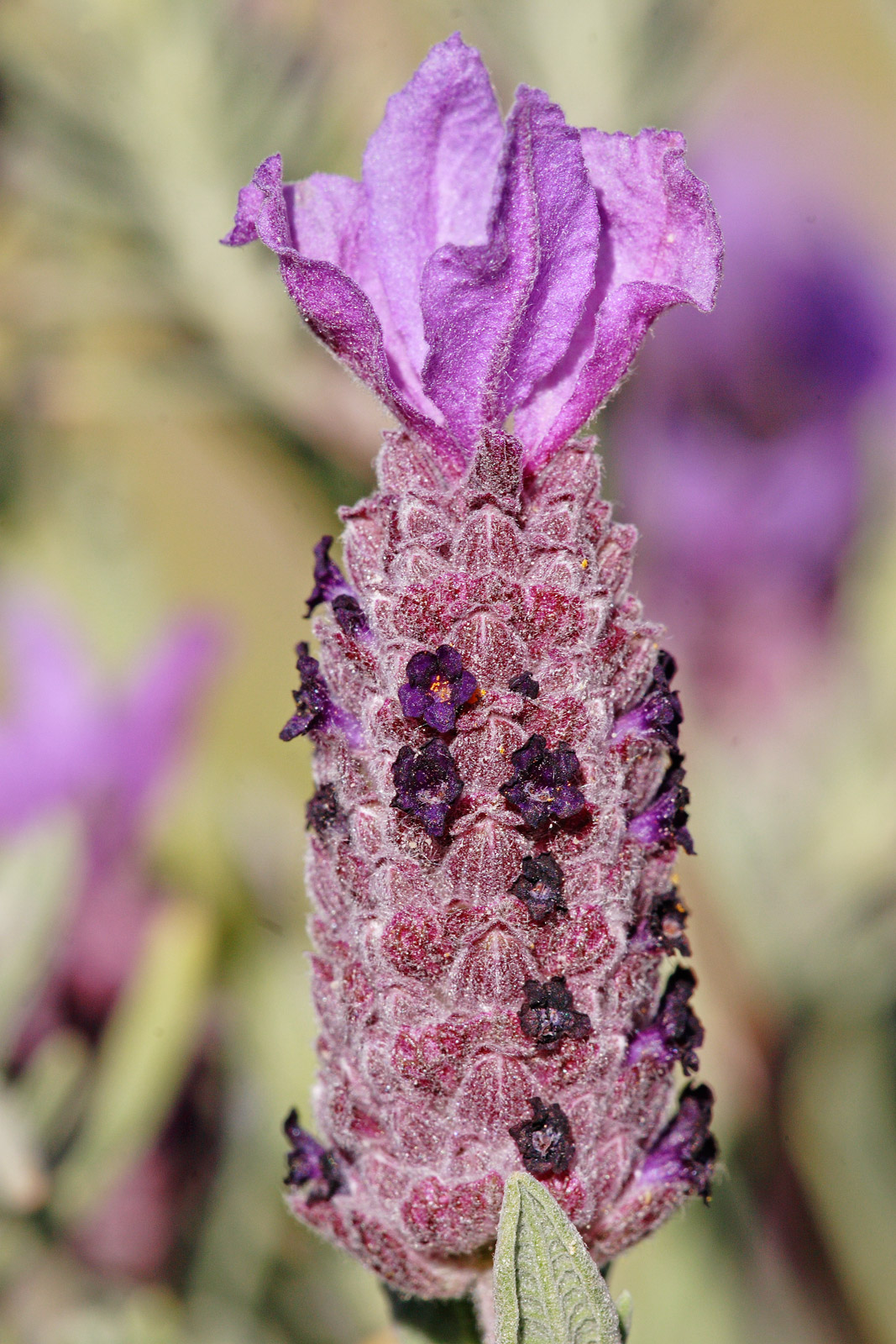
I fiori
Lavandula stoechas
(tribù Lavanduleae)

- Il portamento delle specie di questa sottofamiglia è erbaceo o arbustivo con cicli biologici sia annuali che perenni. Sono presenti anche piccoli alberi. Alcune specie sono fortemente aromatiche, oppure sono di tipo "geoxyle" (con una ampia struttura legnosa [= fusto] sotterranea); altre sono succulenti o carnose; altre ancora sono rizomatose, stolonifere, tuberose, ginodioiche, ginomonoiche e specie con fiori cleistogamici. Alcune specie hanno la sezione del fusto fortemente quadrangolare a causa della presenza di fasci di collenchima posti nei quattro vertici. Sui tessuti sono presenti ghiandole sessili o peli ghiandolari.[7][8][9][10]
- Le foglie lungo il fusto sono disposte in modo opposto (a due a due) e ogni verticillo è alternato rispetto al precedente; sono inoltre prive di stipole. La lamina è semplice oppure pennatosetta oppure da orbicolare a reniforme oppure a volte è ternata o con quattro foglioline. I bordi possono essere continui oppure dentati sia finemente che profondamente. La superficie può presentarsi rugosa o anche bollosa. I piccioli possono essere alati. In alcune specie la faccia abassiale è ricoperta da ghiandole punteggiate.
- Le infiorescenze hanno forme molto variabili; in genere sono cimose di tipo tirsoide. Sono sorrette da un peduncolo o sono subsessili; sono portate in vari verticilli ascellari sovrapposti lungo il fusto con ramificazioni di tipo dicasiale. Ogni verticillo è composto da uno a diversi fiori sessili disposti circolarmente a corona ed è poggiante su due brattee fogliose (o semplicemente delle foglie più piccole rispetto a quelle lungo il fusto). Le brattee hanno forme da ovate a lanceolate fino a pennatifide e possono essere anche spinose. Le bratteole sono assenti oppure no (se presenti possono essere subulate, intere o lobate; talvolta sono colorate). Sono presenti anche delle sinflorescenze, oppure delle infiorescenza di tipo panicolato o di tipo racemoide.
- I fiori sono ermafroditi, più o meno zigomorfi, tetrameri (4-ciclici), ossia con quattro verticilli (calice – corolla - androceo – gineceo) e pentameri (5-meri: la corolla e il calice sono a 5 parti).

- Formula fiorale. Per la famiglia di queste piante viene indicata la seguente formula fiorale:

X, K (5), [C (2+3), A 2+2] G (2), (supero), drupa, 4 nucule
- Calice: il calice è gamosepalo con base tubulosa (o cilindrica o campanulata) terminante da 2 a 5 lobi in modo zigomorfo. I lobi possono formare due labbra con raggruppamenti tipo 1/1 - 1/2 - 2/1 - 1/3 - 2/2 - 3/1 - 3/2 - 1/4. In alcune specie i lobi arrivano fino a 8 con struttura 3/5; in altre specie i lobi sono sinuati e il calice appare con 10 lobi, oppure possono essere tutti più o meno uguali (calice attinomorfo). Il tubo del calice può essere ristretto, oppure incurvato alla gola, altrimenti è diritto; in altre possono essere presenti delle gibbosità ventrali o una compressione laterale alla base del calice. La superficie del calice è percorsa da 5 - 15 o più nervi. I lobi hanno delle forme triangolari-lanceolate oppure sono subulati e possono terminare con delle spine; in alcuni casi la consistenza è carnosa. Il calice è persistente e a volte è ingrossato alla fruttificazione o declinato.

- Corolla: la corolla, gamopetala e zigomorfa, alla base ha la forma di un tubo sporgente dal calice e terminante nella maggior parte dei casi in modo bilabiato con 4 o 5 lobi con raggruppamento 1/3 - 3/1 - 2/3 - 4/1; in alcune specie i lobi sono più o meno uguali (corolla attinomorfa) ed embricati. La parte tubulosa può essere diritta o incurvata alla base e nella parte mediana può avere una gibbosità dorsale e spesso è dilatata verso la gola; può essere anche speronata. Il labbro posteriore (quello alto) in genere è intero (o appena bilobo), concavo o piatto; quello anteriore (quello basso) è trilobo ampio, più lungo e patente con il lobo centrale più grande dei due laterali.  In alcune specie all'antesi, gli stami che in un primo momento sono contenuti entro il labbro anteriore della corolla, vengono rilasciati in modo quasi esplosivo. Le fauci internamente sono, oppure no, circondate da un anello di peli obliqui per impedire l'accesso ad insetti più piccoli e non adatti all'impollinazione. I colori variano da rosso, purpureo, rosa, arancio a bianco, blu e lavanda (raramente giallo).

- Androceo: l'androceo possiede quattro stami divergenti didinami con i due anteriori più lunghi, oppure il paio posteriore è ridotto a staminoidi oppure sono assenti. In genere gli stami sporgono dal tubo corollino (non in tutte le specie). I filamenti sono adnati alla corolla (con inserzione basale o raramente mediana). Le antere hanno due teche con forme ellissoidi, o ampiamente ovoidi con appendici apicali, con portamento confluente, oppure da parallelo a divaricato. La deiscenza è longitudinale. I granuli pollinici sono del tipo tricolpato o esacolpato. Il disco nettario è intero, anche carnoso, o formato da 4 lobi subuguali ed è ricco di sostanze zuccherine. Nelle specie dioiche i fiori femminili sono privi di stami.

- Gineceo: l'ovario è supero formato da due carpelli saldati (ovario bicarpellare) ed è 4-loculare per la presenza di falsi setti divisori all'interno dei due carpelli. L'ovario è glabro. La placentazione è assile. Gli ovuli sono 4 (uno per ogni presunto loculo), hanno un tegumento e sono tenuinucellati (con la nocella, stadio primordiale dell'ovulo, ridotta a poche cellule). Lo stilo inserito alla base dell'ovario (stilo ginobasico) è del tipo filiforme, glabro o peloso. Lo stigma è bifido con due lobi ineguali a forma subulata (quello posteriore in genere è più corto) o anche clavata.

- Il frutto è uno schizocarpo composto da 1 - 4 nucule (talvolta ridotte a una per aborto delle altre) con forme globose, obovoido-oblunghe, a volte debolmente trigone, e superficie liscia (glabra o sparsamente pubescente) o alveolata o verrucosa e a volte a consistenza carnosa. La colorazione è marrone anche scuro. Spesso le nucule sono mucillaginose. I frutti in alcuni casi rilasciano i semi con facilità (sono fragili).

## Riproduzione
- Impollinazione: l'impollinazione avviene tramite insetti tipo ditteri e imenotteri (impollinazione entomogama).[10][13]
- Riproduzione: la fecondazione avviene fondamentalmente tramite l'impollinazione dei fiori (vedi sopra); alcuni fiori sono proterandri (Mentha - sottotribù Menthinae) per cui raramente avviene l'autoimpollinazione.[2]
- Dispersione: i semi cadendo a terra (dopo essere stati trasportati per alcuni metri dal vento – disseminazione anemocora) sono successivamente dispersi soprattutto da insetti tipo formiche (disseminazione mirmecoria).[14]  I semi hanno una appendice oleosa (elaisomi, sostanze ricche di grassi, proteine e zuccheri) che attrae le formiche durante i loro spostamenti alla ricerca di cibo.[15]

## Distribuzione e habitat
La distribuzione delle specie di questa sottofamiglia è cosmopolita con gli habitat più vari. Nella tabella seguente è indicata la distribuzione delle varie tribù:

| Tribù        | Distribuzione | Habitat |
| ------------ | --- | --- |
| Elsholtzieae | Emisfero settentrionale (sono escluse quindi Sud America, Africa e Australia)                                                         | Dai boschi alle foreste montane di latifoglie del Nord America, ma anche aree erbose mesofili aperte o ombrose |
| Lavanduleae  | Bacino del Mediterraneo (anche nell'areale della Macaronesia), nell'Africa del Nord e nell'Asia dalla Penisola Arabica fino all'India | Da temperato a subtropcale                                                                                     |
| Mentheae     | Cosmopolita per l'emisfero settentrionale                                                                                             | Prevalgono gli habitat temperati sia secchi che umidi                                                          |
| Ocimeae      | Cosmopolita | Zone calde e tropicali                                                                                         |

## Tassonomia
La famiglia di appartenenza della sottofamiglia (Lamiaceae), molto numerosa con circa 250 generi e quasi 7000 specie, ha il principale centro di differenziazione nel bacino del Mediterraneo e sono piante per lo più xerofile (in Brasile sono presenti anche specie arboree). Per la presenza di sostanze aromatiche, molte specie di questa famiglia sono usate in cucina come condimento, in profumeria, liquoreria e farmacia. La famiglia è suddivisa in 7 sottofamiglie; la sottofamiglia Nepetoideae è una di queste.

### Filogenesi

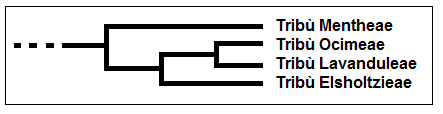
Cladogramma della sottofamiglia

Studi di tipo filogenetico sul DNA hanno permesso di ricostruire la filogenesi della sottofamiglia. Le Nepetoideae si sono formate nel Cretacico (circa 70 milioni di anni fa). Tra il Paleocene e l'Eocene (circa 55 milioni di anni fa) si sono separate le tribù Ocimeae e Elsholtzieae, mentre appena più tardi (45 milioni di anni fa) si è formata la tribù Mentheae. Per ultimo, circa 40 milioni di anni fa, la tribù Lavanduleae si è divisa dalla tribù Ocimeae.
Il cladogramma a lato, tratto dallo studio citato e semplificato, mostra la struttura interna della sottofamiglia.

### Composizione della sottofamiglia
La sottofamiglia comprende 4 tribù, 9 sottotribù, 112 generi e circa 3430 specie (sono da aggiungere 2 generi incertae sedis con 2 specie).

#### Tribù Elsholtzieae
La tribù Elsholtzieae R.W.Sanders & P.D.Cantino, 1984 comprende 6 generi e 56 specie:
- Collinsonia  L., 1753 (4 specie)
- Elsholtzia Willd., 1790 (35 specie)
- Keiskea  Miq., 1865 (5 specie)
- Mosla (Benth.) Buch.-Ham. ex Maxim., 1875 (10 specie)
- Perilla L., 1764 (Una specie: Perilla frutescens (L.) Britton)
- Perillula Maxim., 1875 (Una specie: Perillula reptans Maxim.)

#### Tribù Lavanduleae
La tribù Lavanduleae Caruel, 1884 comprende 1 generi e 39 specie:
- Lavandula  L. 1753 (39 specie)

#### Tribù Mentheae
La tribù Mentheae Dumort., 1827 comprende 5 sottotribù, 68 generi e circa 2240 specie:

Sottotribù Menthinae

La sottotribù Menthinae Endl., 1838 comprende 38 generi e circa 870 specie:
- Acanthomintha (A. Gray) Benth. & Hook. f., 1876 (3 specie)
- Blephilia Raph., 1819 (3 specie)
- Bystropogon L'Her., 1788 (7 - 10 specie)
- Clinopodium L., 1753 (Circa 100 specie)
- Conradina A. Gray, 1870 (6 specie)
- Cuminia Colla, 1986 (1 specie)
- Cunila D. Royen ex L., 1759 (Circa 15 specie)
- Cyclotrichium (Boiss.) Manden. & Scheng., 1953 (Circa 6 specie)
- Dicerandra Benth., 1830 (8-9 specie)
- Eriothymus (Benth.) Schmidt, 1858 (1 specie)
- Euhesperida Brullo & Furnari, 1979 (1 specie)
- Glechon Spreng., 1827 (Circa 6 specie)
- Gontscharovia Boriss., 1953 (1 specie)
- Hedeoma Pers., 1807 (Circa 38 specie)
- Hesperozygis Epling, 1936 (Circa 8 specie)
- Hoehnea Epling, 1939 (Circa 4 specie)
- Kurzamra Kuntze, 1891 (1 specie)
- Mentha L., 1753 (Circa 25 specie)
- Micromeria Benth., 1829 (Circa 90 specie)
- Minthostachys  (Benth.) Spach, 1840 (Circa 12 specie)
- Monarda L., 1753 (Circa 20 specie)
- Monardella Benth., 1834 (Circa 20 specie)
- Obtegomeria P.D. Cantino & Doroszenko, 1998 (1 specie)
- Origanum L., 1753 (Circa 36 specie)
- Pentapleura Hand.-Mazz., 1913 (1 specie)
- Piloblephis Raf., 1838 (1 specie)
- Pogogyne Benth., 1834 (6 specie)
- Poliomintha A. Gray, 1870 (7 specie)
- Pycnanthemum Michx., 1803 (17 - 21 specie)
- Rhabdocaulon (Benth.) Epling, 1936 (7 specie)
- Rhododon Epling, 1939 (1 specie)
- Saccocalyx Coss. & Durieu, 1853 (1 specie)
- Satureja L., 1753 (30 - 40 specie)
- Stachydeoma Small, 1903 (1 specie)
- Thymbra L., 1753 (4 specie)
- Thymus L., 1753 (Circa 350 specie)
- Zataria Boiss., 1884 (1 specie)
- Ziziphora L., 1753 (Circa 25 specie)

Sottotribù Nepetinae

La sottotribù Nepetinae Coss. & Germ., 1845 comprende 16 generi e circa 370 specie:
- Agastache Gronov., 1762 (Circa 22 specie)
- Cedronella Moench, 1794 (1 specie)
- Dracocephalum L., 1753 (Circa 46 specie)
- Drepanocaryum Pojark., 1954 (1 specie)
- Glechoma L., 1753 (10 specie)
- Heterolamium C.Y. Wu, 1965 (1 specie)
- Hymenocrater Fisch. & C.A. Mey., 1835 (Circa 12 specie)
- HyssopusL., 1753 (5 specie)
- Kudrjaschevia Pojark., 1953 (4 specie)
- Lallemantia Fisch. & C.A. Mey., 1839 (5 specie)
- Lophanthus Adans., 1763 (2 specie)
- Marmoritis Benth., 1833 (5 specie)
- Meehania Britton, 1894 (2 specie)
- Nepeta L., 1763 (Circa 250 specie)
- Pitardia Batt. ex Pit., 1918 (2 specie)
- Schizonepeta (Benth.) Briq., 1896 (3 specie)

Sottotribù Salviinae

La sottotribù Salviinae Endl., 1838 comprende 10 generi e circa 970 specie:
- Chaunostoma Donn. Sm., 1895 (1 specie)
- Dorystaechas Boiss. & Heldr. ex Benth., 1848 (1 specie)
- Lepechinia Willd., 1803 (Cira 55 specie)
- Melissa L., 1753 (3 specie)
- Meriandra Benth., 1829 (2 specie)
- Neoeplingia Ramam., Hiriart & Medrano, 1982 (1 specie)
- Perovskia Kar., 1841 (Circa 7 specie)
- Salvia L., 1753||Circa 900 specie)
- Rosmarinus L., 1753 (3 specie)
- Zhumeria Rech.f. & Wendelbo, 1967 (1 specie)

Sottotribù Lycopinae

La sottotribù Lycopinae B.T.Drew & Sytsma, 2012 comprende 1 genere e 19 specie:
- Lycopus L., 1753 (19 specie)

Sottotribù Prunellinae

La sottotribù Prunellinae Dumort., 1827 comprende 3 genere e circa 10 specie:
- Cleonia L., 1763 (1 specie)
- Prunella L., 1753 (Circa 8 specie)
- Horminum L., 1753 (1 specie)

#### Tribù Ocimeae
La tribù comprende 4 sottotribù, 37 generi e circa 1100 specie:

Sottotribù Ociminae

La sottotribù Ociminae J.A.Schmidt, 1858 comprende 13 generi e 250-300 specie:
- Basilicum Moench, 1802 (Circa 7 specie)
- Benguellia G. Taylor, 1931 (Una specie)
- Catoferia (Benth.) Benth., 1876 (4 specie)
- Endostemon N.E. Br., 1910 (Circa 17 specie)
- Fuerstia T.C.E. Fr., 1929 (6 specie)
- Haumaniastrum P.A.Duvign. & Plancke, 1939 (Circa 23 specie)
- Hemizygia (Benth.) Briq., 1897 (Circa 28 specie)
- Hoslundia Vahl, 1804 (2 specie))
- Ocimum L., 1753 (Circa 65 - 150 specie)
- Orthosiphon Benth., 1830 (Circa 40 specie)
- Platostoma P. Beauv., 1818 (Circa 5 specie)
- Puntia Hedge, 1983 (Una specie)
- Syncolostemon E. Mey., 1837 (10 specie)

Sottotribù Hanceolinae

La sottotribù Hanceolinae A.J. Paton, Ryding & Harley, 2003 comprende 3 generi e circa 100 specie:
- Hanceola Kudo, 1929 (3 -8 specie)
- Isodon (Schrader ex Benth.)  Spach, 1840 (Circa 100 specie)
- Siphocranion Kudò, 1929 (2 specie)

Sottotribù Hyptidinae

La sottotribù Hyptidinae Endl., 1838 comprende 7 generi e circa 380 specie:
- Asterohyptis Epling, 1932 (3 specie)
- Eriope Kunth ex Benth., 1833 (Circa 30 specie)
- Hypenia (Mart. ex Benth.) Harley, 1988 (24 specie)
- Hyptidendron Harley, 1988 (Circa 16 specie)
- Hyptis Jacq., 1786 (Circa 300 specie)
- Marsypianthes Mart. ex Benth., 1833 (6 specie)
- Peltodon Pohl, 1827 (5 - 6 specie)
- Rhaphiodon Schauer, 1844 (Una specie specie)

Sottotribù Plectranthinae

La sottotribù Plectranthinae Endl., 1838 comprende 14 generi e circa 320-420 specie:
- Aeollanthus Mart. ex Spreng., 1825 (Circa 43 specie)
- Alvesia Welw.,1869 (3 specie)
- Anisochilus Wall. ex Benth., 1830 (da 15 a 20 specie)
- Capitanopsis S. Moore, 1916 (2 - 3 specie)
- Capitanya Schweinf. ex Gurke, 1895 (Una specie)
- Dauphinea Hedge, 1983 (Una specie)
- Holostylon Robyns & Lebrun, 1929 (Una specie)
- Leocus A. Chev., 1909 (5 - 6 specie)
- Madlabium Hedge, 1998 (Una specie)
- Perrierastrum Guillaumin, 1930 (Una specie)
- Plectranthus L'Her., 1788 (200 - 300 specie)
- Pycnostachys Hook., 1826 (Circa 37 specie)
- Tetradenia Benth., 1830 (Circa 9 specie)
- Thorncroftia N.E. Br., 1912 (3 - 4 specie)

#### Generi incertae sedis
I seguenti generi (2 generi con 2 specie) allo stato attuale della descrizione della sottofamiglia (2015) non hanno ancora una collocazione ben definita:
- Bovonia Chiov., 1922 (Una specie: Bovonia diphylla Chiov.) (possibile sinonimo di Aeollanthus)
- Ombrocharis Hand.-Mazz., 1936 (Una specie: Ombrocharis dulcis Hand.-Mazz. - Distribuzione: Cina)

### Generi e specie della flora europea
In Europa (in Italia e nell'areale del Mediterraneo) sono presenti i seguenti generi e specie:
| Tribù/Sottotribù       | Genere        | Specie areale Euro-Mediterraneo             | Specie Italia |
| ---------------------- | ------------- | ------------------------------------------- | --- |
| Mentheae / Menthinae   | Bystropogon   | 7                                           | |
| Mentheae / Menthinae   | Clinopodium   | Circa 40                                    | 11 (tra cui Clinopodium acinos Clinopodium alpinum Clinopodium grandiflorum Clinopodium nepeta Clinopodium vulgare) |
| Mentheae / Menthinae   | Mentha        | 10                                          | 9 (tra cui Mentha arvensis Mentha aquatica L. Mentha longifolia (L.) Hudson)                                        |
| Mentheae / Menthinae   | Micromeria    | Circa 55                                    | 11 (tra cui Micromeria graeca (L.) Bentham Micromeria juliana (L.) Bentham)                                         |
| Mentheae / Menthinae   | Origanum      | Circa 30                                    | 3 (tra cui Origanum majorana L. Origanum vulgare L.)                                                                |
| Mentheae / Menthinae   | Satureja      | Circa 35                                    | 5 (tra cui Satureja montana L. Satureja subspicata Bartl.)                                                          |
| Mentheae / Menthinae   | Thymbra       | 4                                           | Thymbra capitata (L.) Cav.                                                                                          |
| Mentheae / Menthinae   | Thymus        | Circa 200                                   | 15 (tra cui Thymus praecox Opiz. Thymus pulegioides L. Thymus vulgaris L.)                                          |
| Mentheae / Menthinae   | Ziziphora     | 10                                          | Ziziphora capitata L.                                                                                               |
| Mentheae / Nepetinae   | Cedronella    | Cedronella canariensis (L.) Webb & Berthel. | |
| Mentheae / Nepetinae   | Dracocephalum | 9                                           | Dracocephalum austriacum L. Dracocephalum ruyschiana L.                                                             |
| Mentheae / Nepetinae   | Glechoma      | 4                                           | Glechoma hederacea L. Glechoma hirsuta Waldst. & Kit. Glechoma sardoa (Beg.) Beg.                                   |
| Mentheae / Nepetinae   | Hyssopus      | 1                                           | Hyssopus officinalis L.                                                                                             |
| Mentheae / Nepetinae   | Lallemantia   | 4                                           | |
| Mentheae / Nepetinae   | Nepeta        | Circa 80-90                                 | 7 (tra cui Nepeta cataria L. Nepeta nuda L.)                                                                        |
| Mentheae / Salviinae   | Melissa       | 1                                           | Melissa officinalis L.                                                                                              |
| Mentheae / Salviinae   | Salvia        | Circa 170                                   | 20 (tra cui Salvia officinalis L. Salvia pratensis L.)                                                              |
| Mentheae / Salviinae   | Rosmarinus    | 3                                           | Rosmarinus officinalis L.                                                                                           |
| Mentheae / Lycopinae   | Lycopus       | 2                                           | Lycopus europaeus L. Lycopus exaltatus L. fil.                                                                      |
| Mentheae / Prunellinae | Cleonia       | 1                                           | |
| Mentheae / Prunellinae | Prunella      | 7                                           | 4 (tra cui Prunella vulgaris L. Prunella grandiflora (L.) Scholler)                                                 |
| Mentheae / Prunellinae | Horminum      | 1                                           | Horminum pyrenaicum L.                                                                                              |
| Ocimeae / Ociminae     | Ocimum        | 2                                           | Ocimum basilicum L.                                                                                                 |
| Elsholtzieae           | Elsholtzia    | 1                                           | |
| Lavanduleae            | Lavandula     | 22                                          | 5 (tra cui Lavandula angustifolia Miller Lavandula stoechas L.)                                                     |

### Chiave per le tribù
Per meglio comprendere ed individuare le 4 tribù l'elenco seguente utilizza in parte il sistema delle chiavi analitiche (vengono cioè indicate solamente quelle caratteristiche utili a distingue una tribù dall'altra).
- Gruppo 1A: gli stami hanno un portamento declinato;

- Gruppo 2A: le infiorescenze sono congestionate di tipo spiciformi e terminali alla fine di un lungo asse; i lobi posteriori del calice spesso sono con appendici; gli stami sono inclusi nel tubo della corolla; i lobi del nettario sono disposti in posizione opposta ai lobi dell'ovario;

- Lavanduleae.

- Gruppo 2B: le infiorescenze sono di tipo tirsoide; i lobi posteriori del calice non hanno appendici; gli stami sporgono da tubo della corolla; i lobi del nettario in genere sono alternati ai lobi dell'ovario;

- Ocimeae.

- Gruppo 1B: gli stami hanno un portamento divergente o ascendente;

- Gruppo 3A: il calice normalmente ha 10 nervature; la corolla è debolmente bilabiata con lobi corti e sporgenti; il disco del nettario è asimmetrico con i lobi anteriori allargati; le nucule sono globose con minute cicatrici per abscissione;

- Elsholtzieae.

- Gruppo 3B: il calice normalmente ha 11 - 15 nervature; la corolla spesso è distintamente bilabiata ma anche no; il disco del nettario è simmetrico, se è asimmetrico allora i lobi anteriori sono allargati, la corolla è distintamente bilabiata e le nucule sono con forme varie, spesso ovoidi con cicatrici areolate per abscissione;

- Mentheae.

## Alcune specie

### Tribù Elsholtzieae

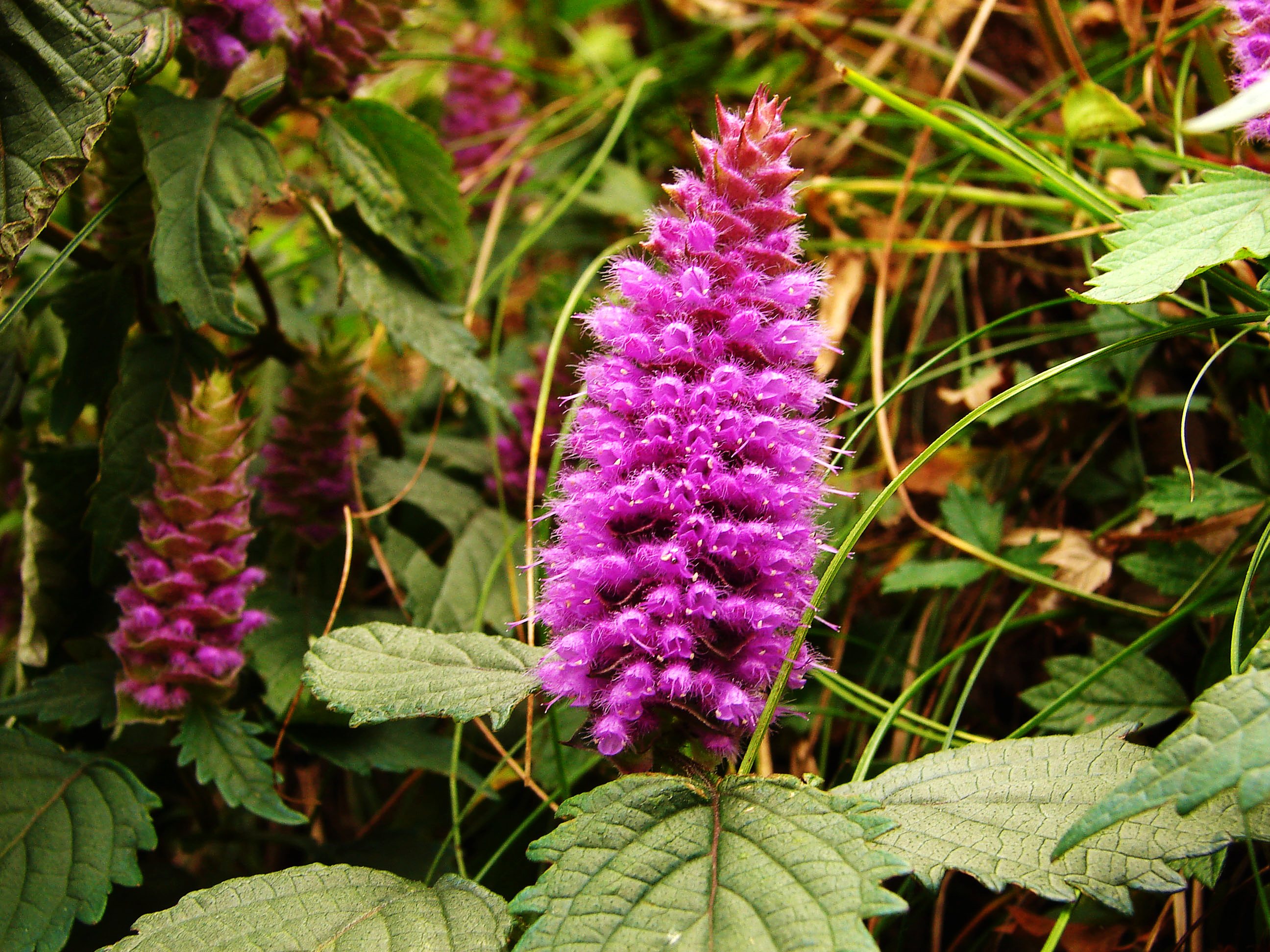
Elsholtzia splendens
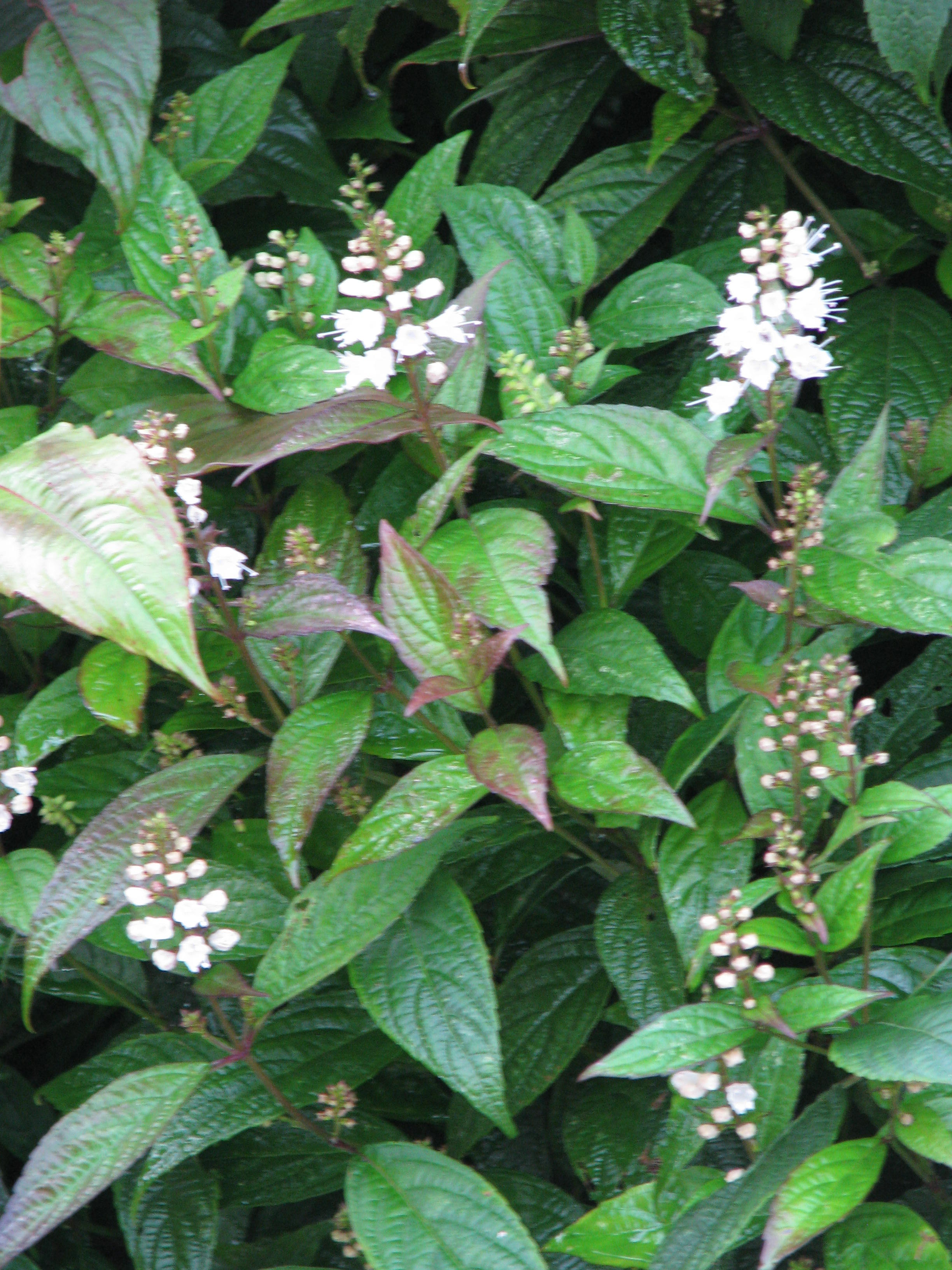
Collinsonia japonica
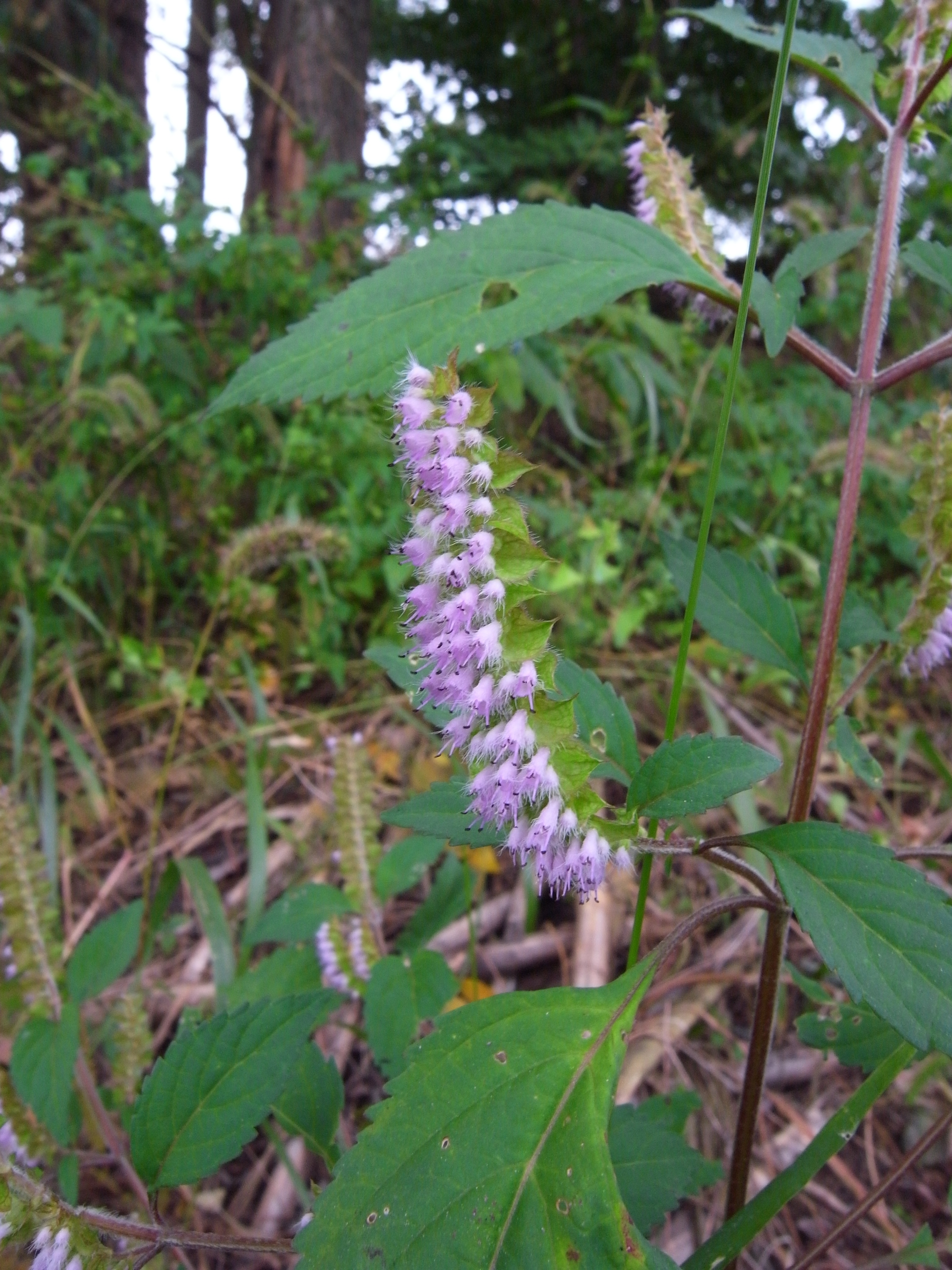
Elsholtzia ciliata
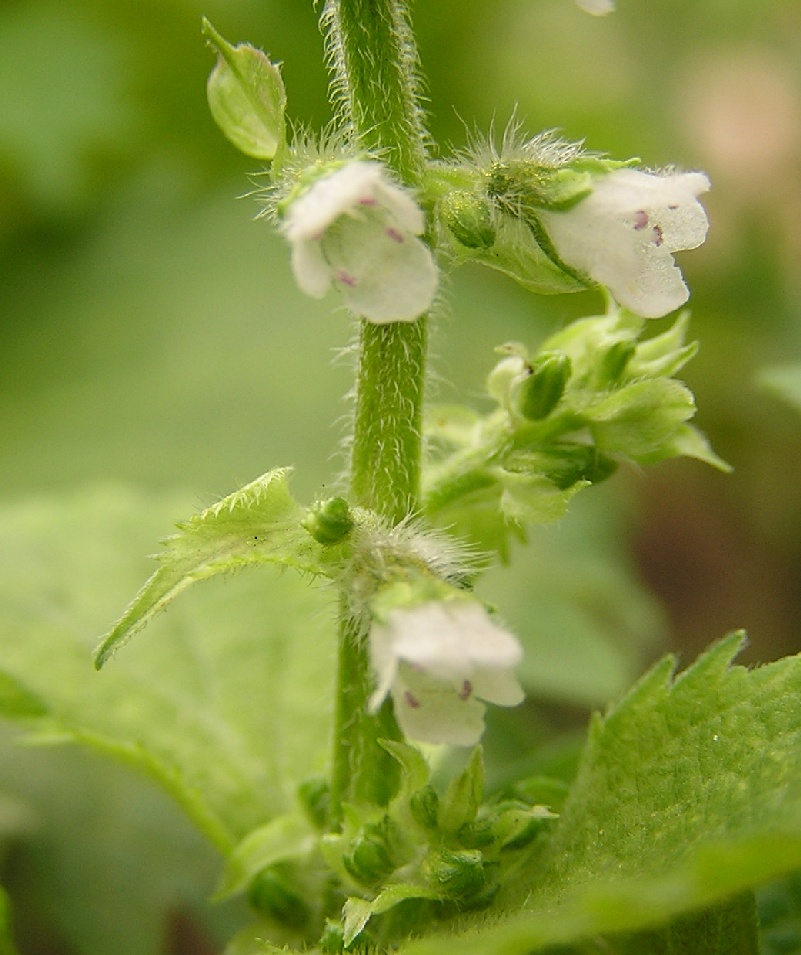
Perilla frutescens

### Tribù Lavanduleae

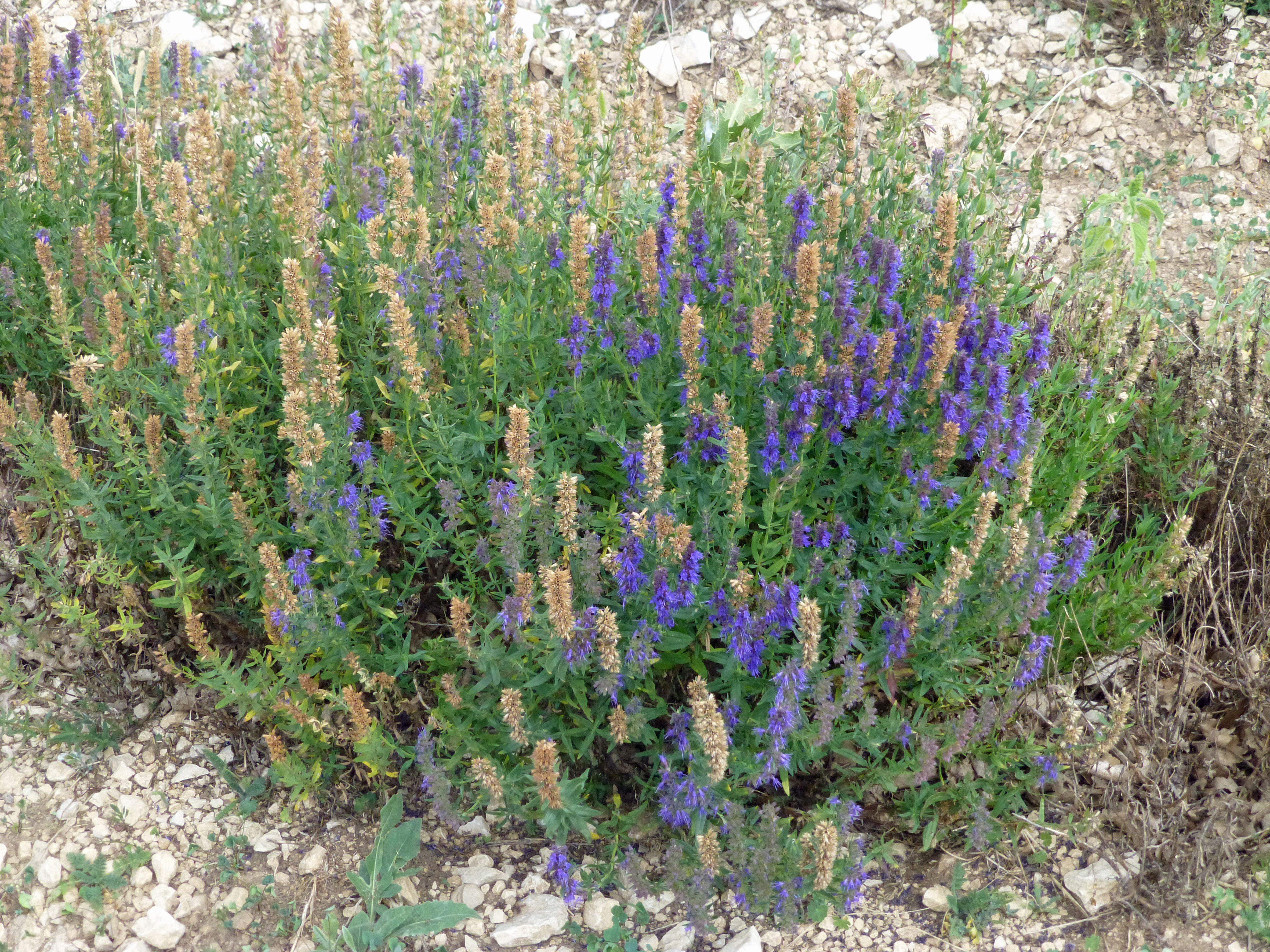
Lavandula latifolia
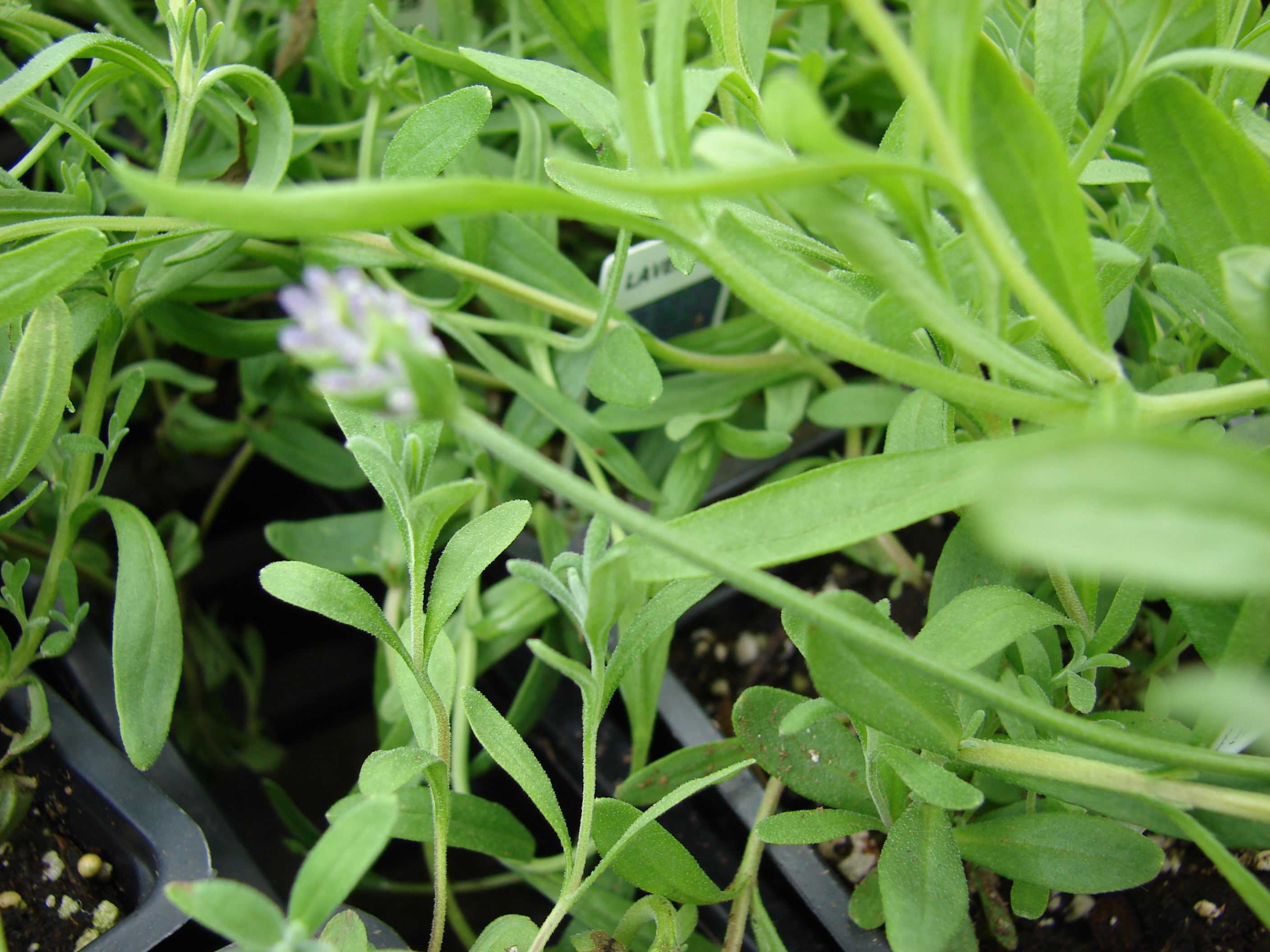
Lavandula angustifolia
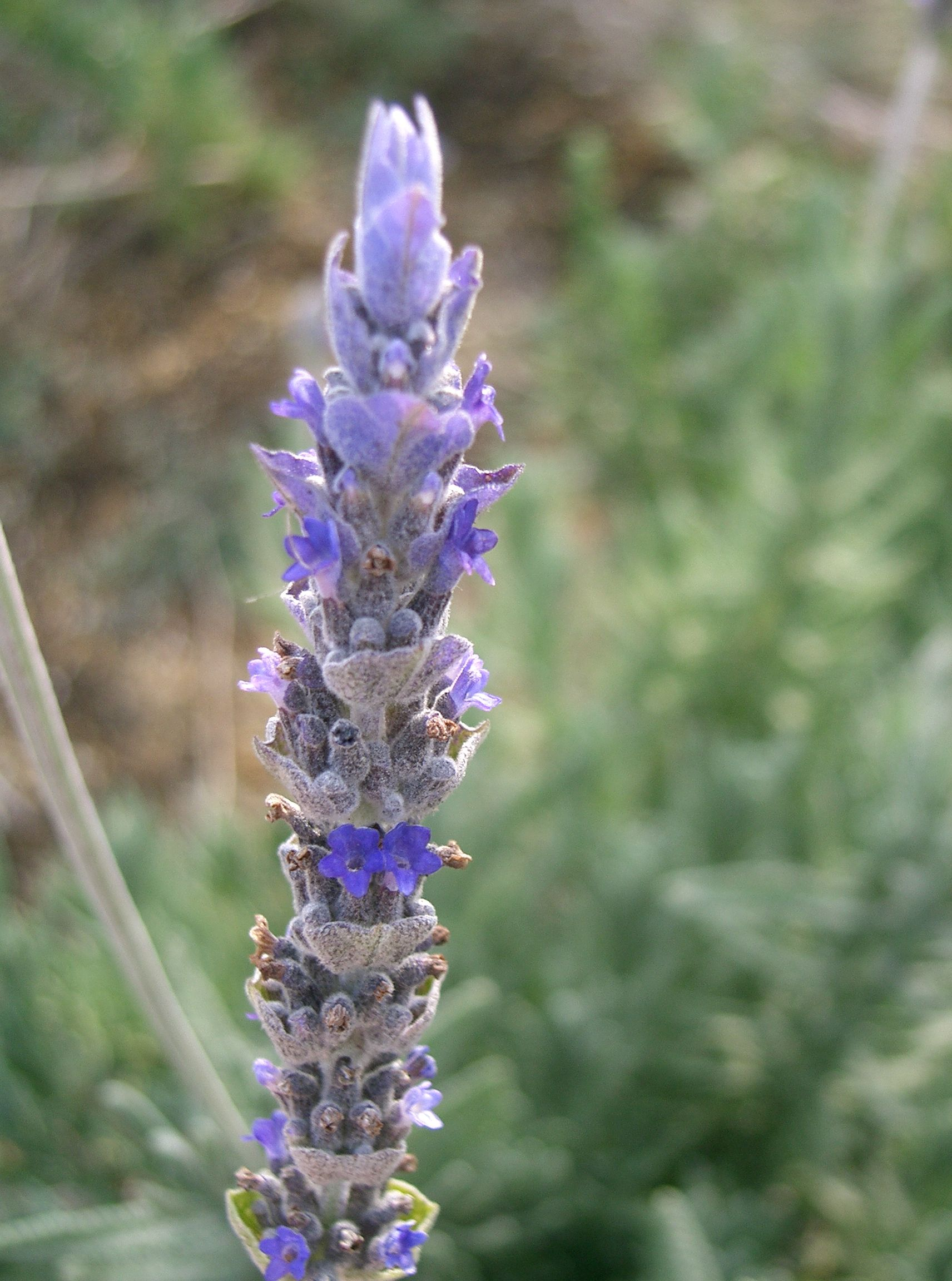
Lavandula dentata

### Tribù Mentheae

#### Sottotribù Menthinae

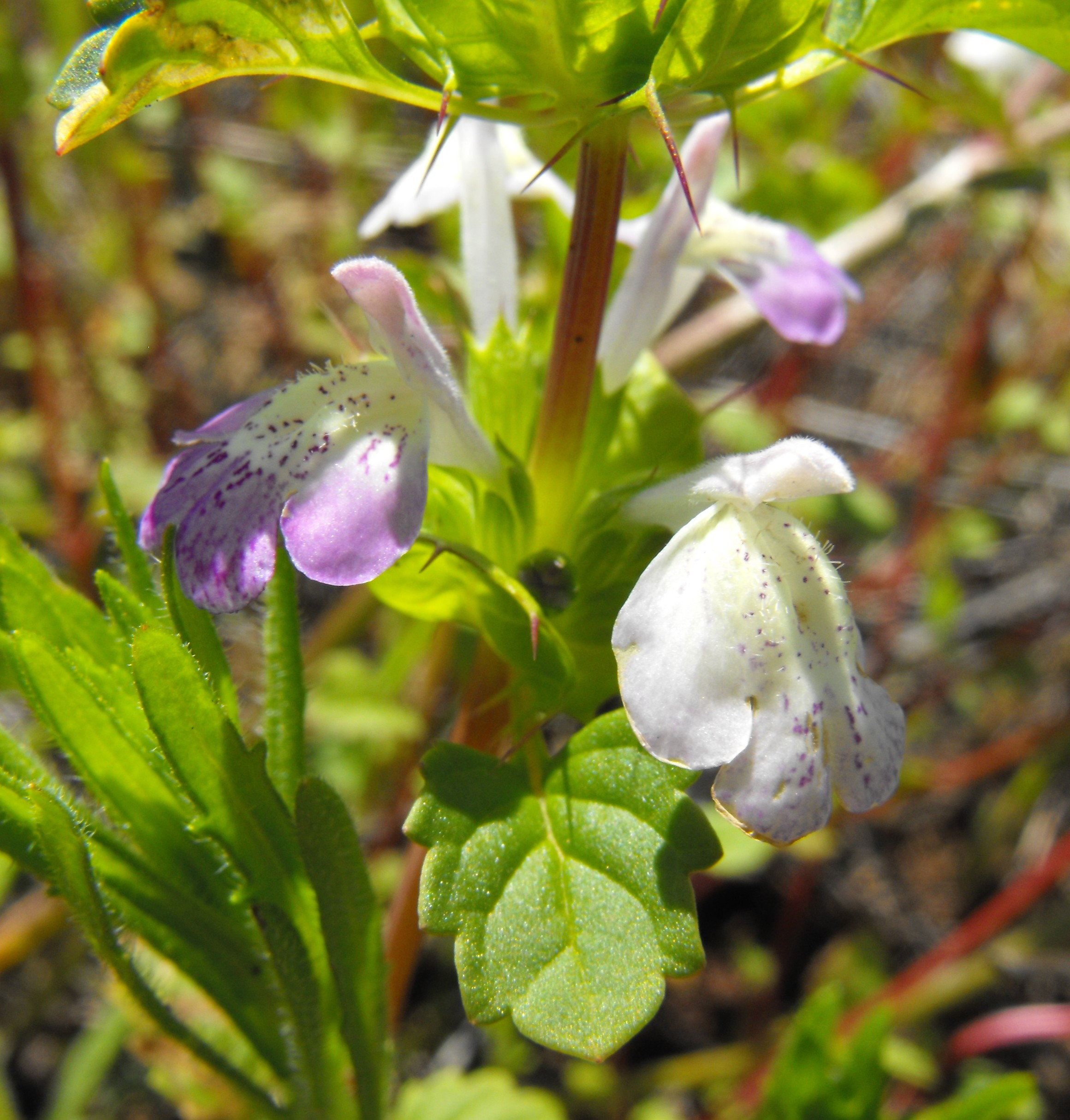
Acanthomintha ilicifolia
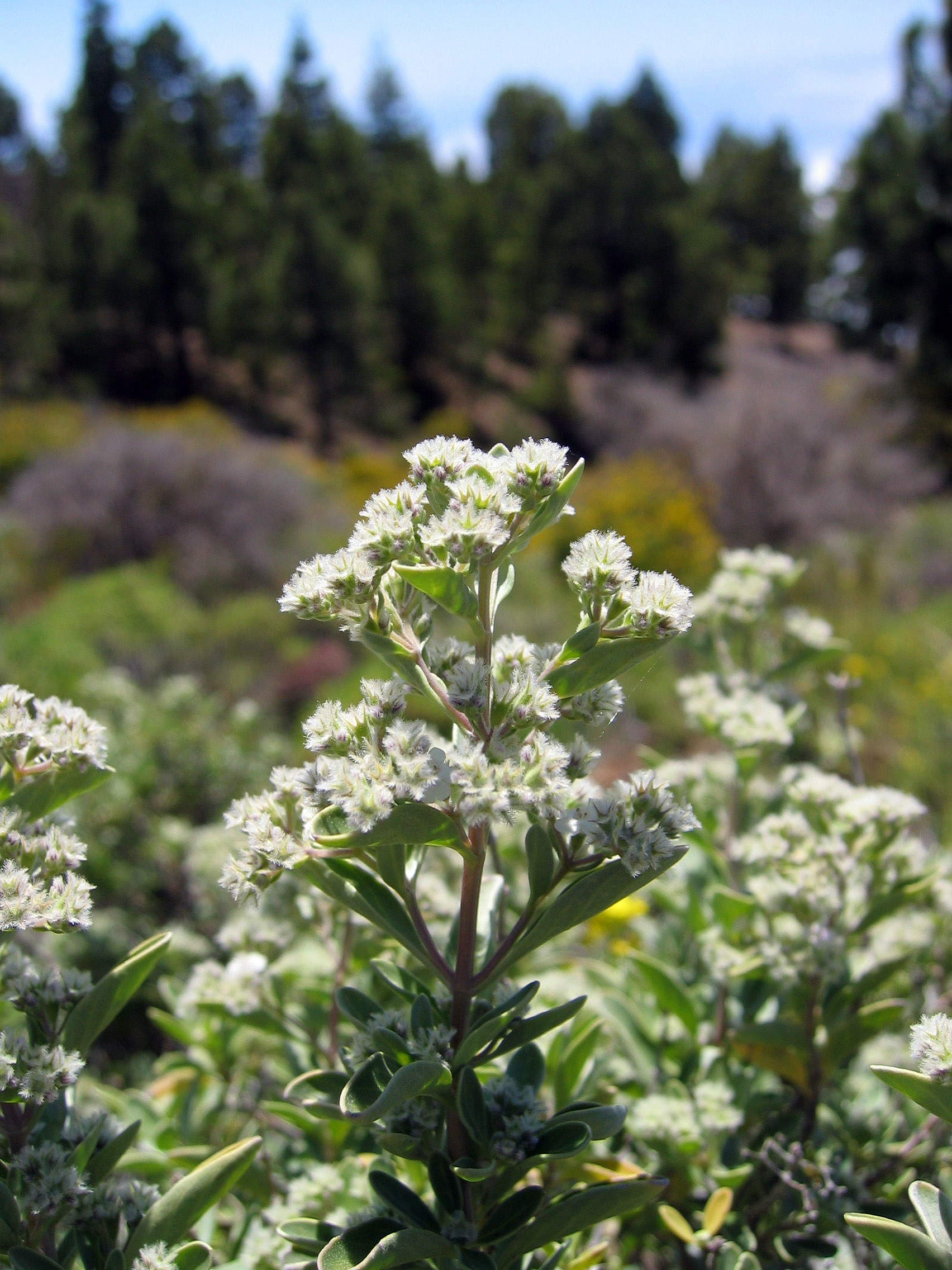
Bystropogon origanifolius
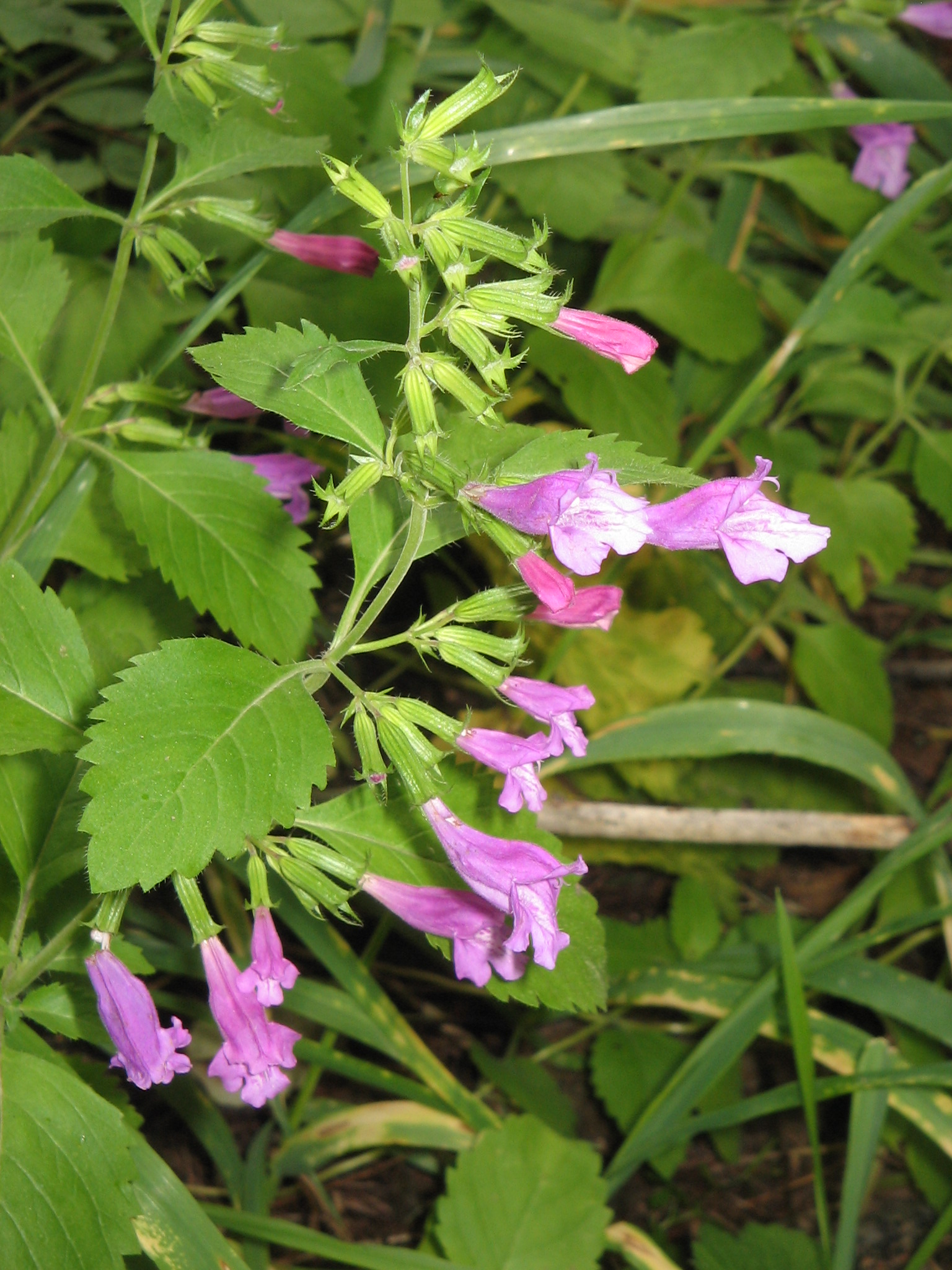
Clinopodium grandiflorum
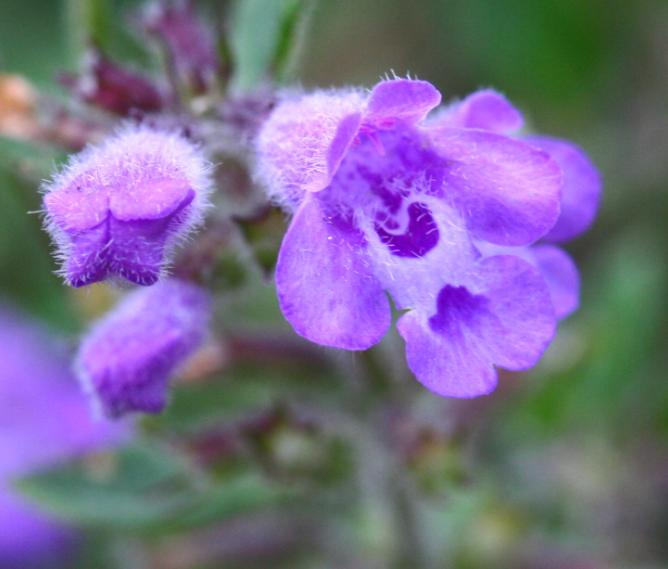
Clinopodium alpinum
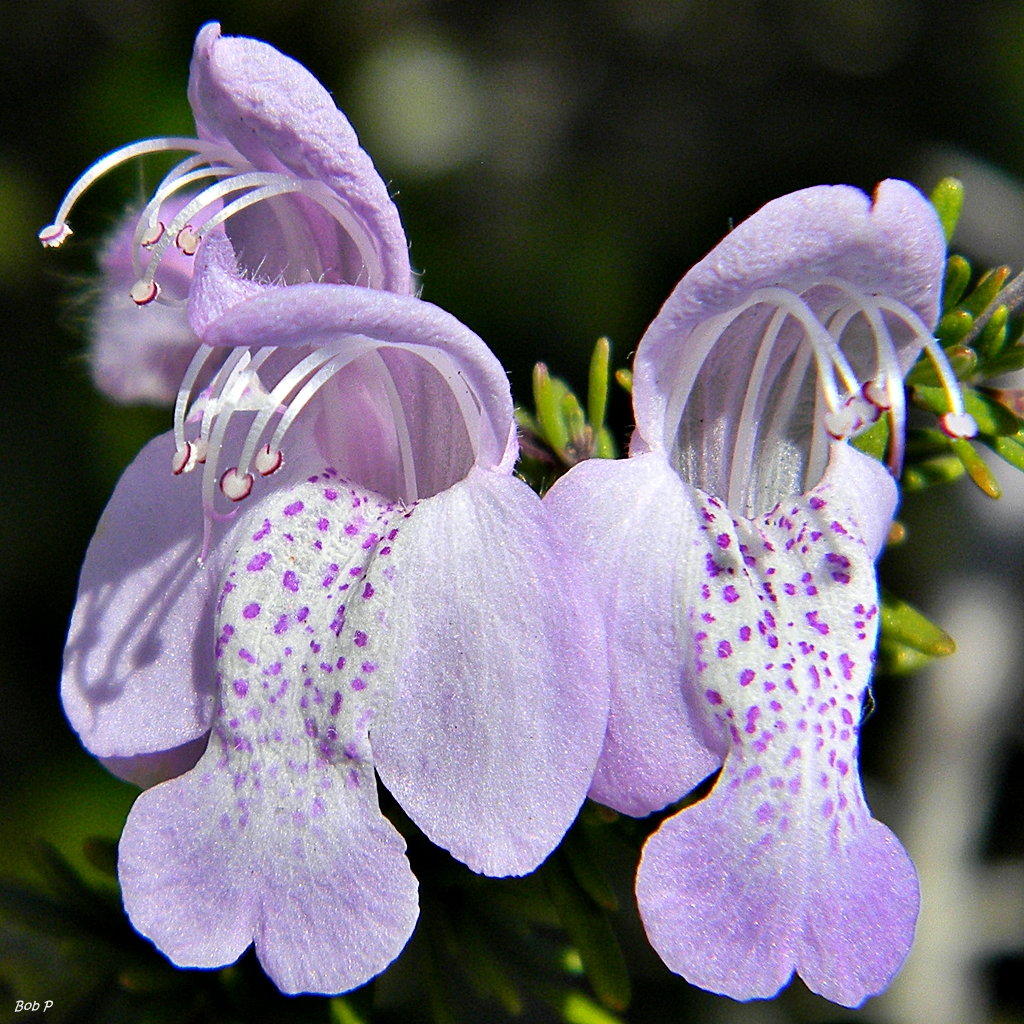
Conradina grandiflora
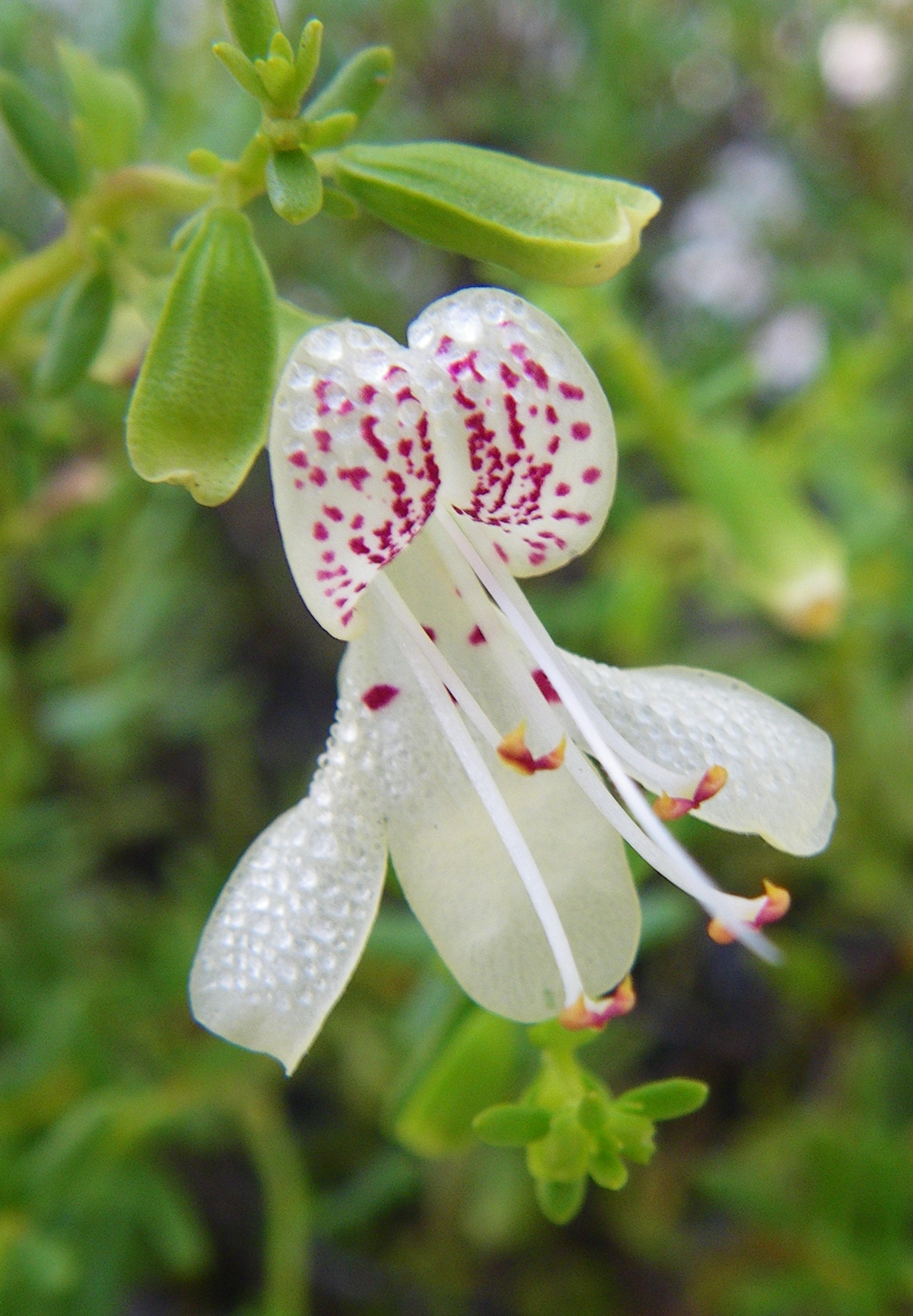
Dicerandra christmanii
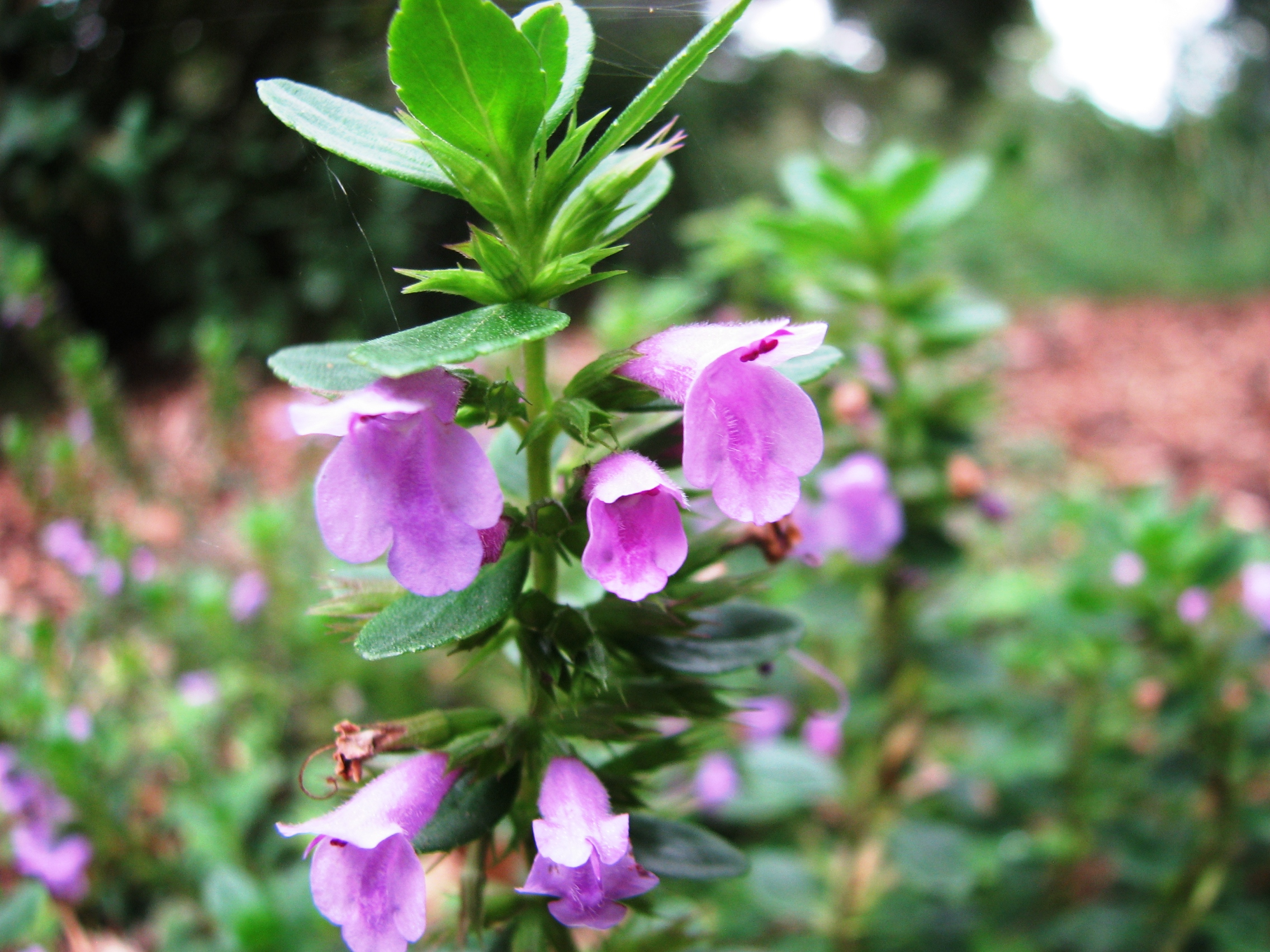
Hesperozygis dimidiata
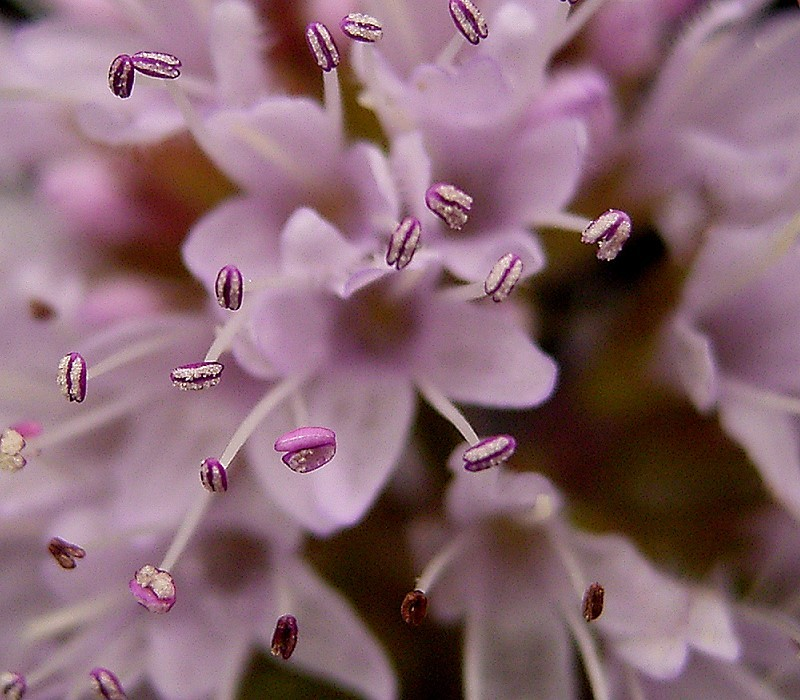
Mentha aquatica
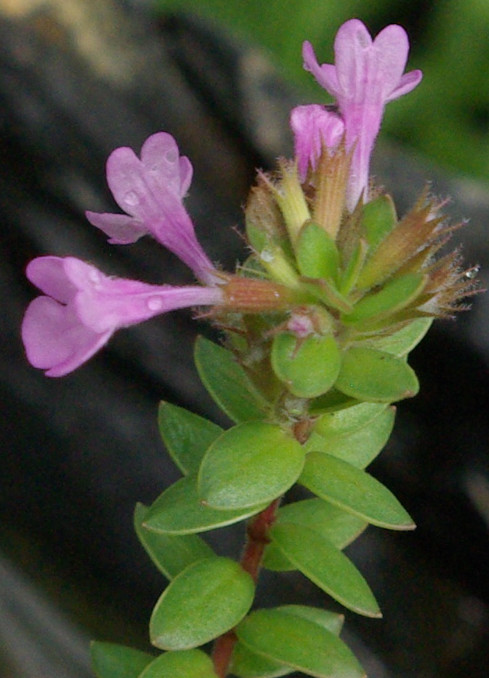
Micromeria glomerata
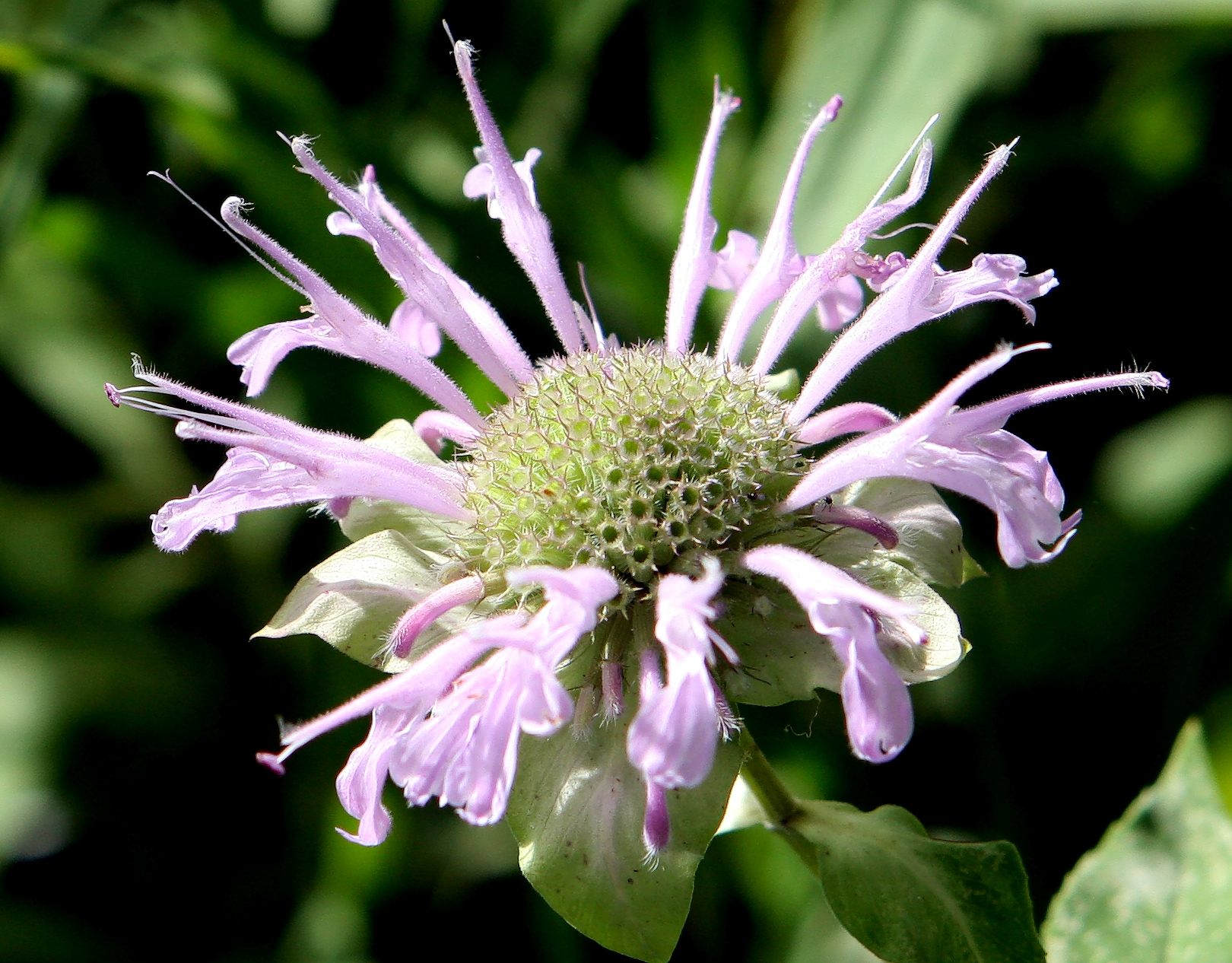
Monarda fistulosa
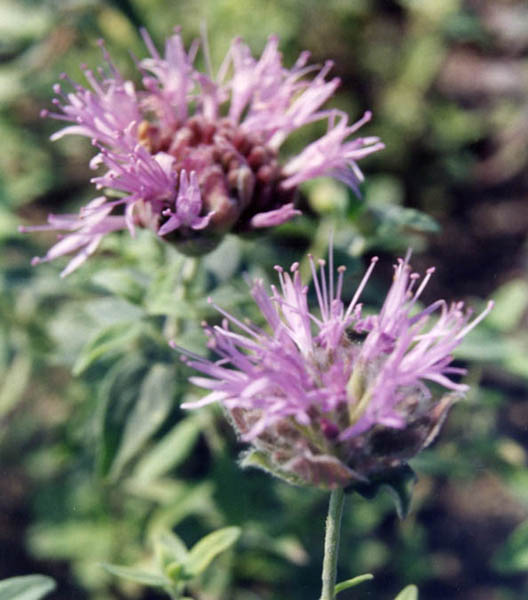
Monardella odoratissima
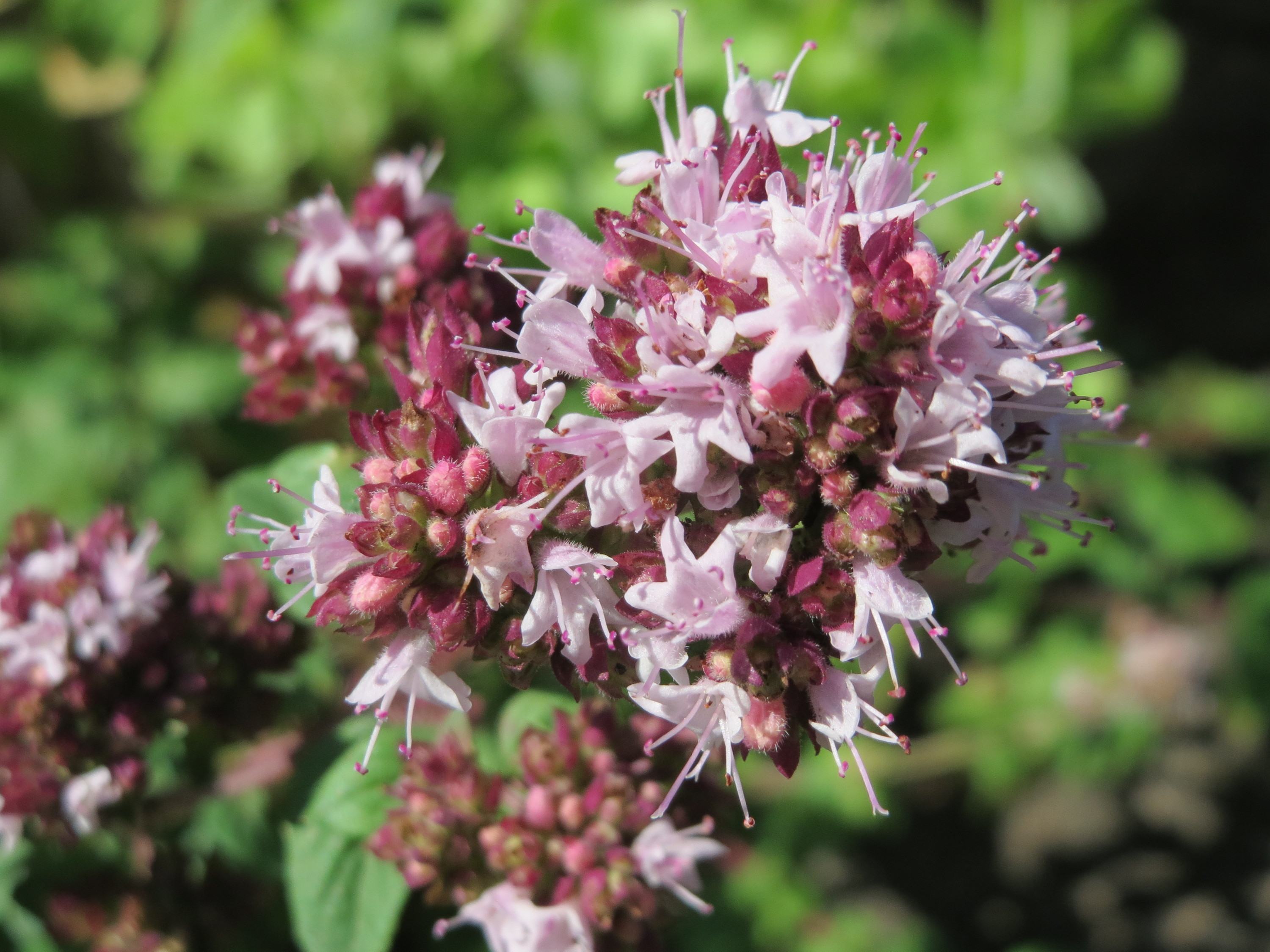
Origanum vulgare
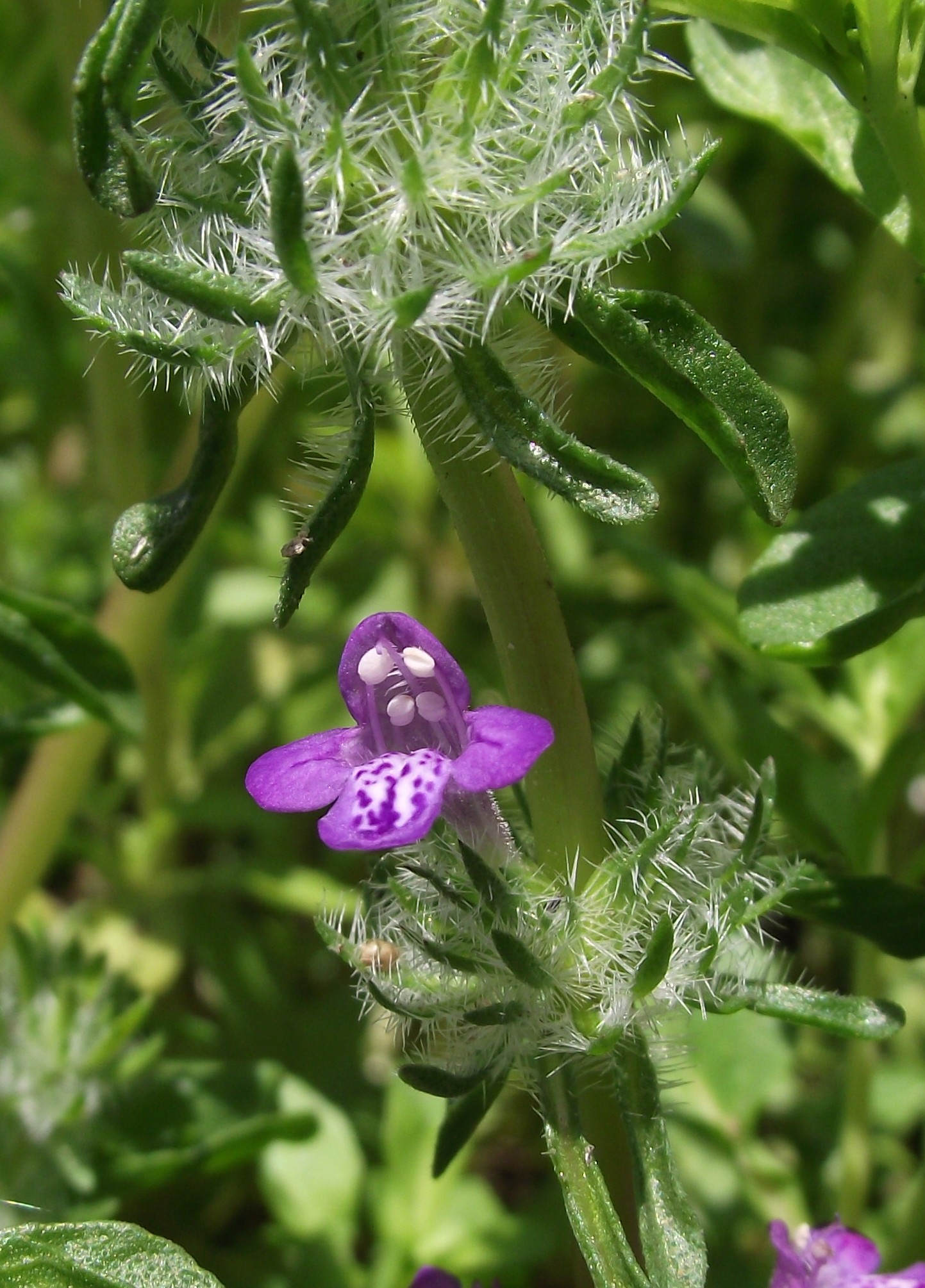
Pogogyne douglasii
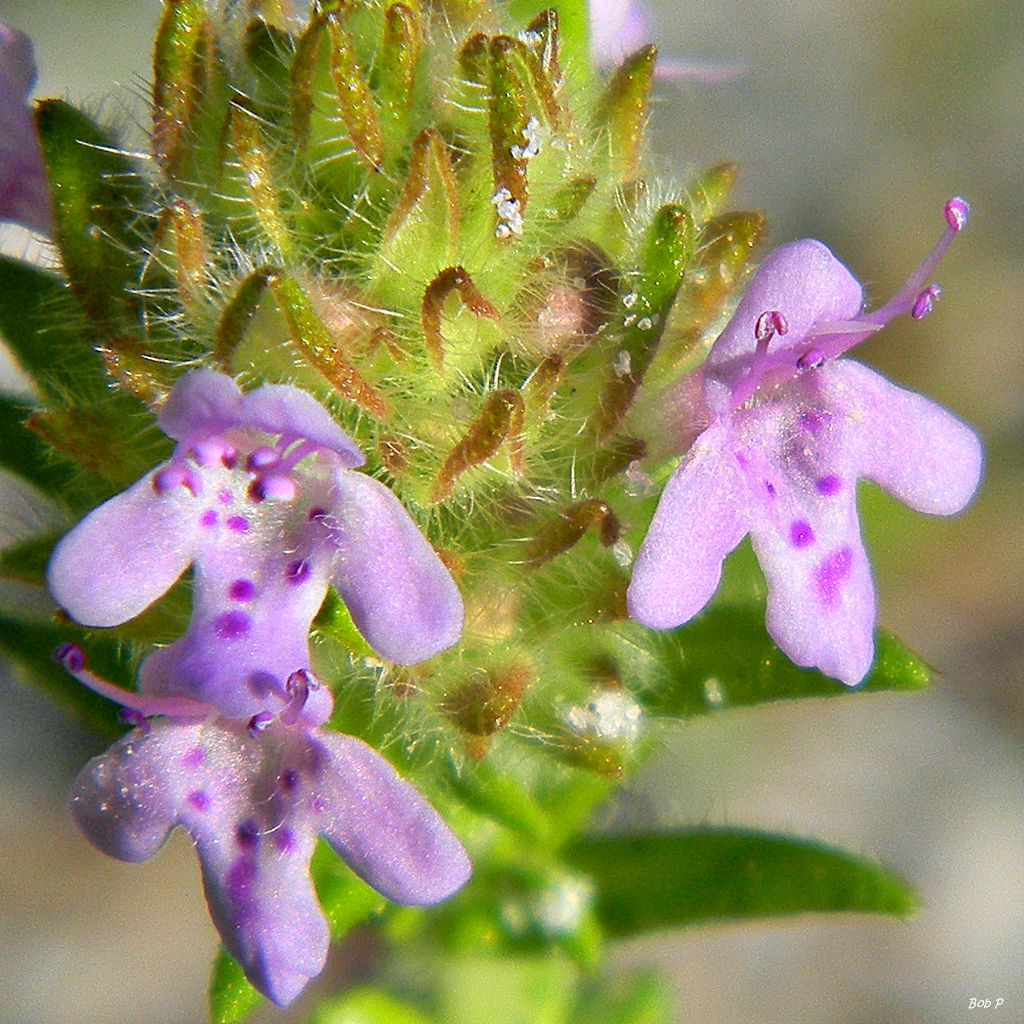
Piloblephis rigida
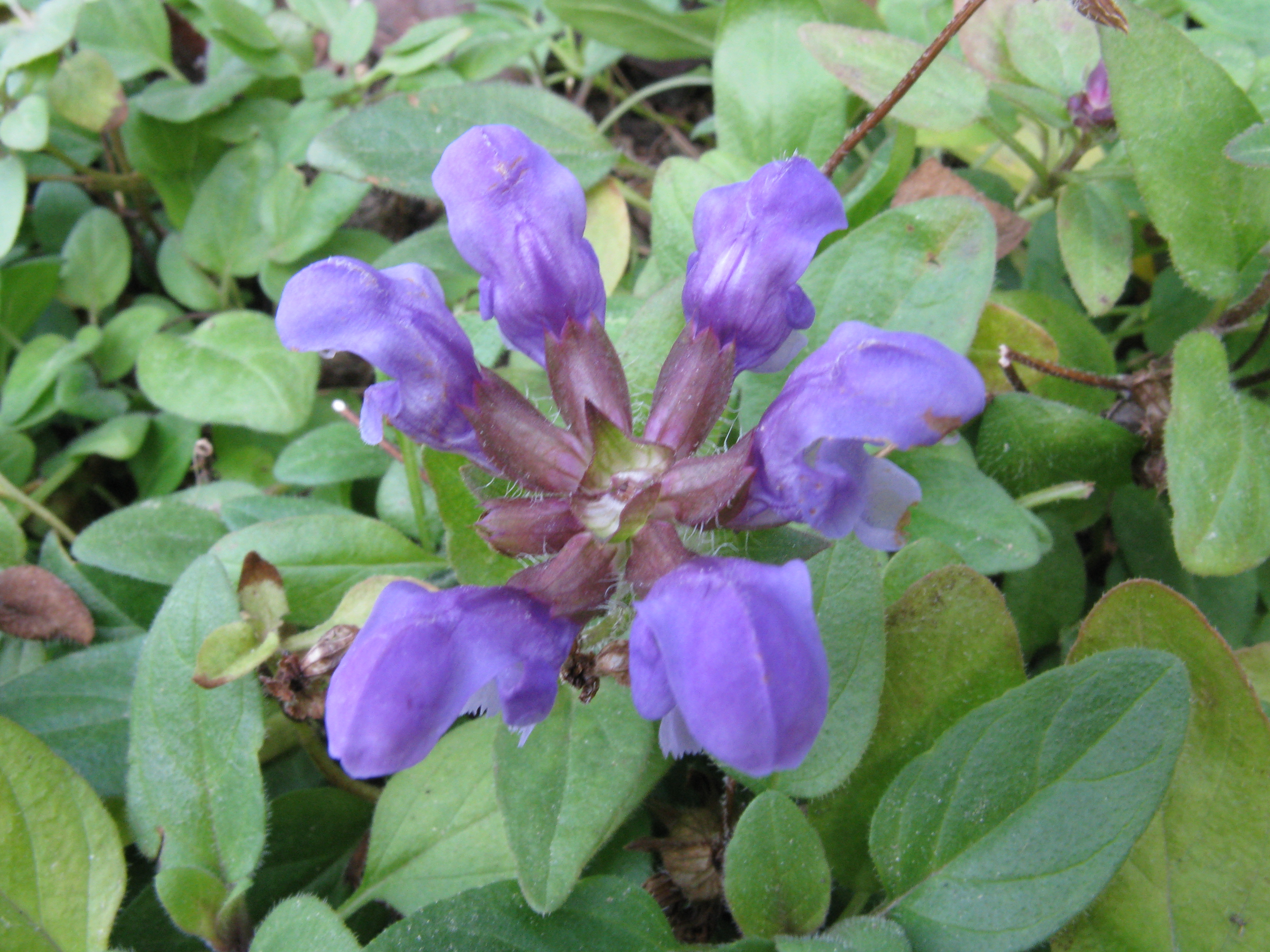
Prunella grandiflora
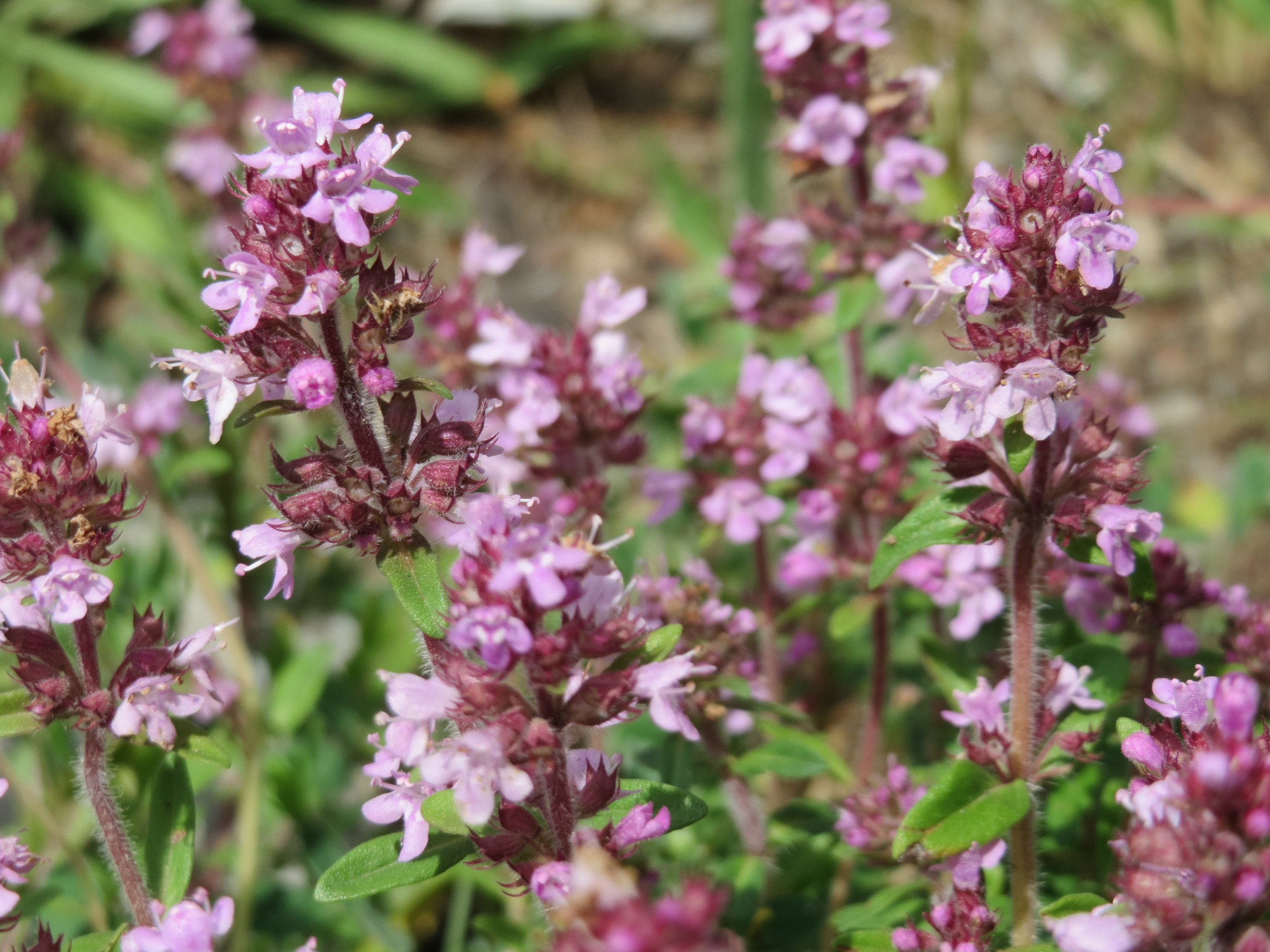
Thymus serpyllum

#### Sottotribù Nepetinae

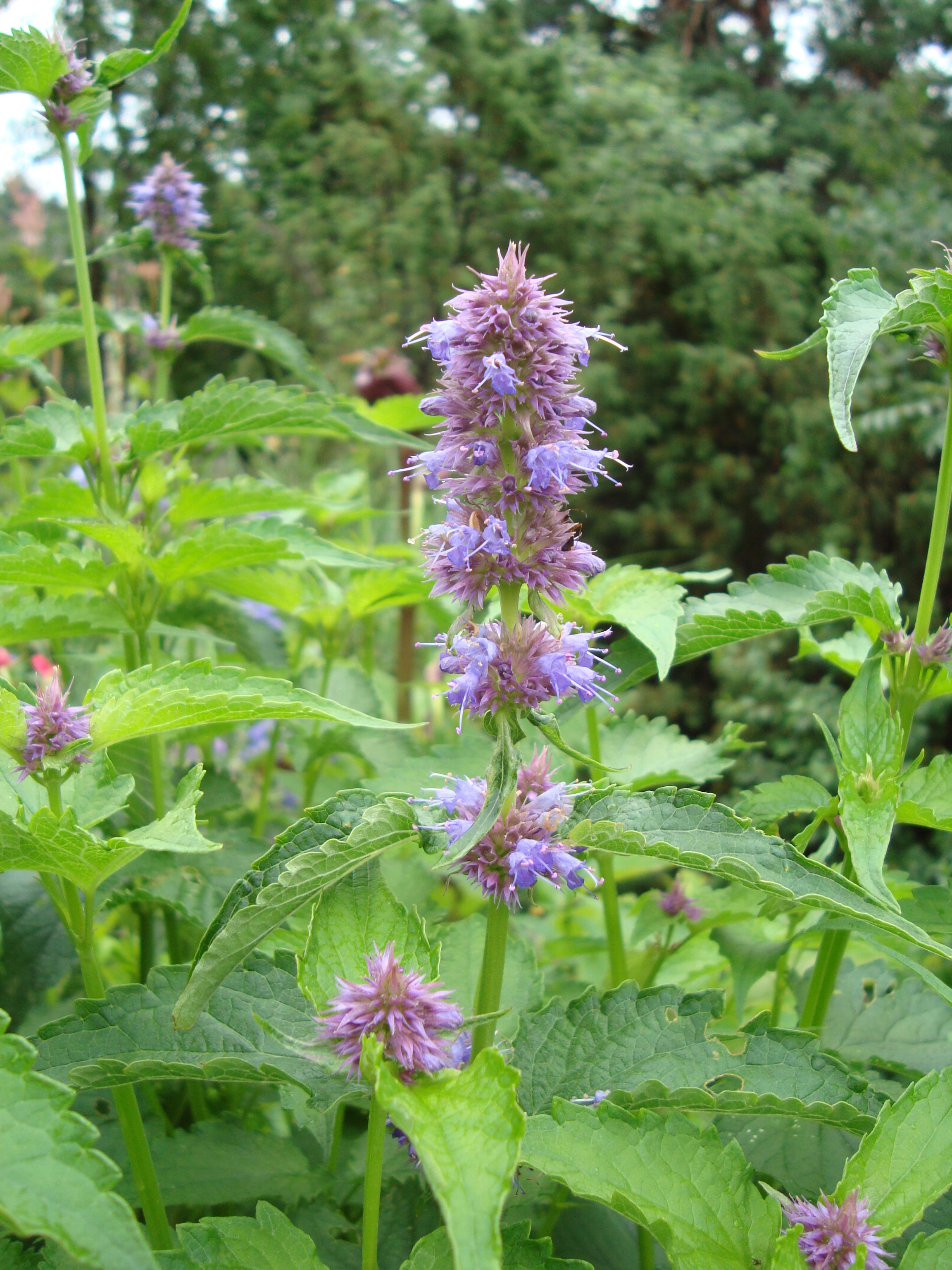
Agastache rugosa
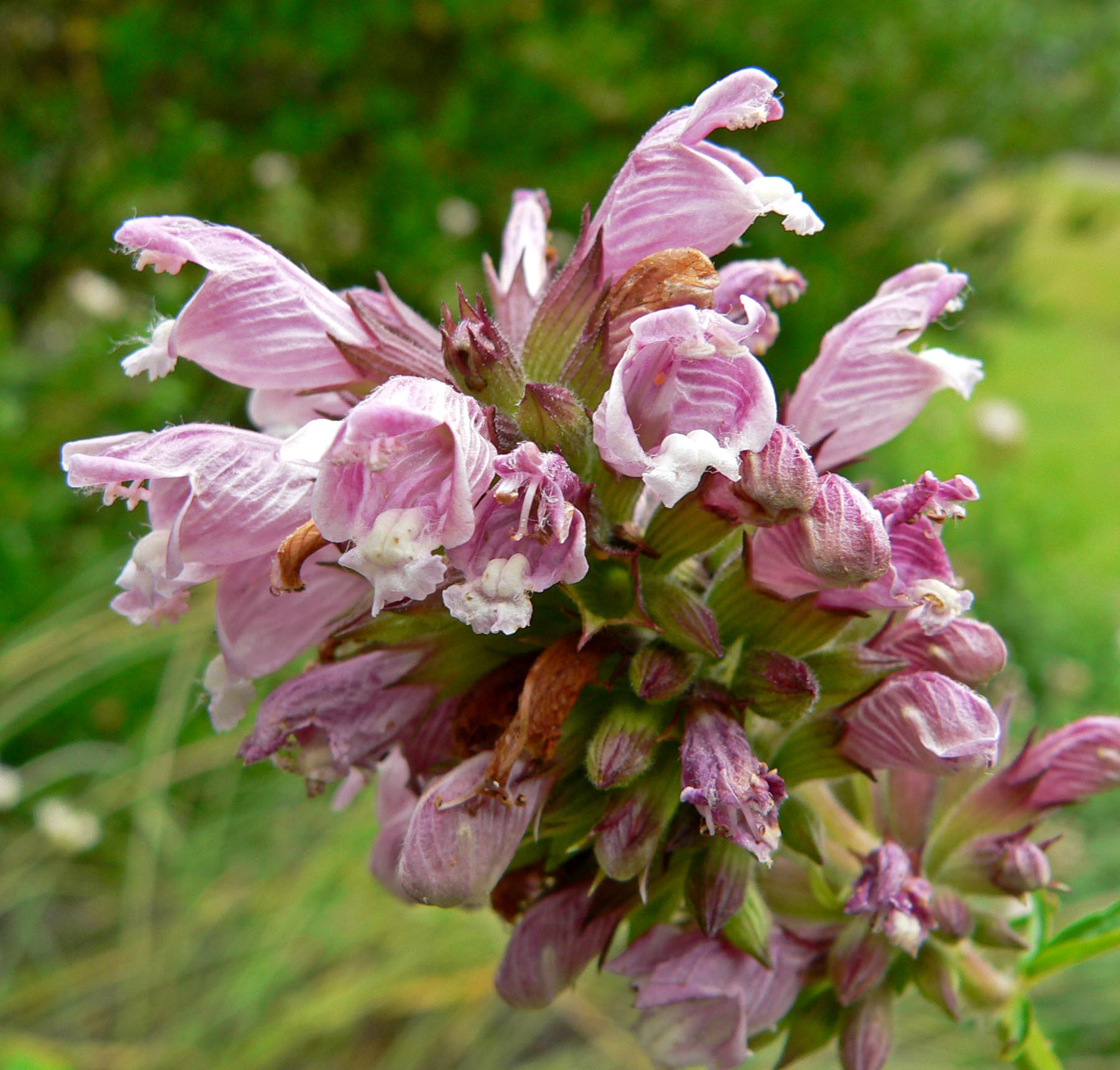
Cedronella canariensis
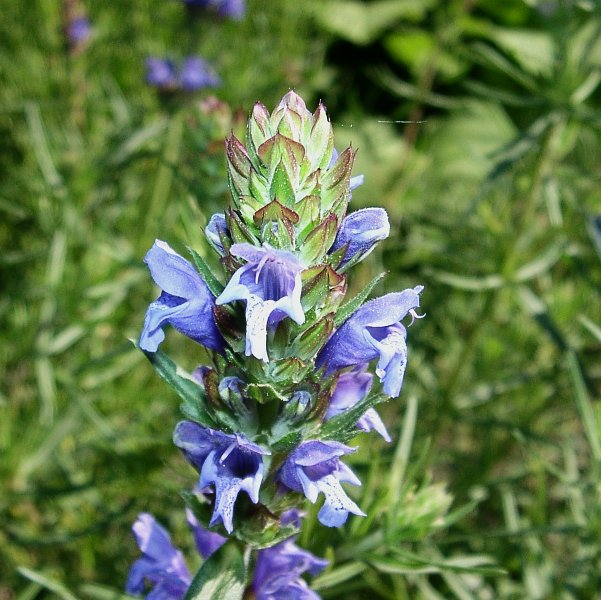
Dracocephalum austriacum
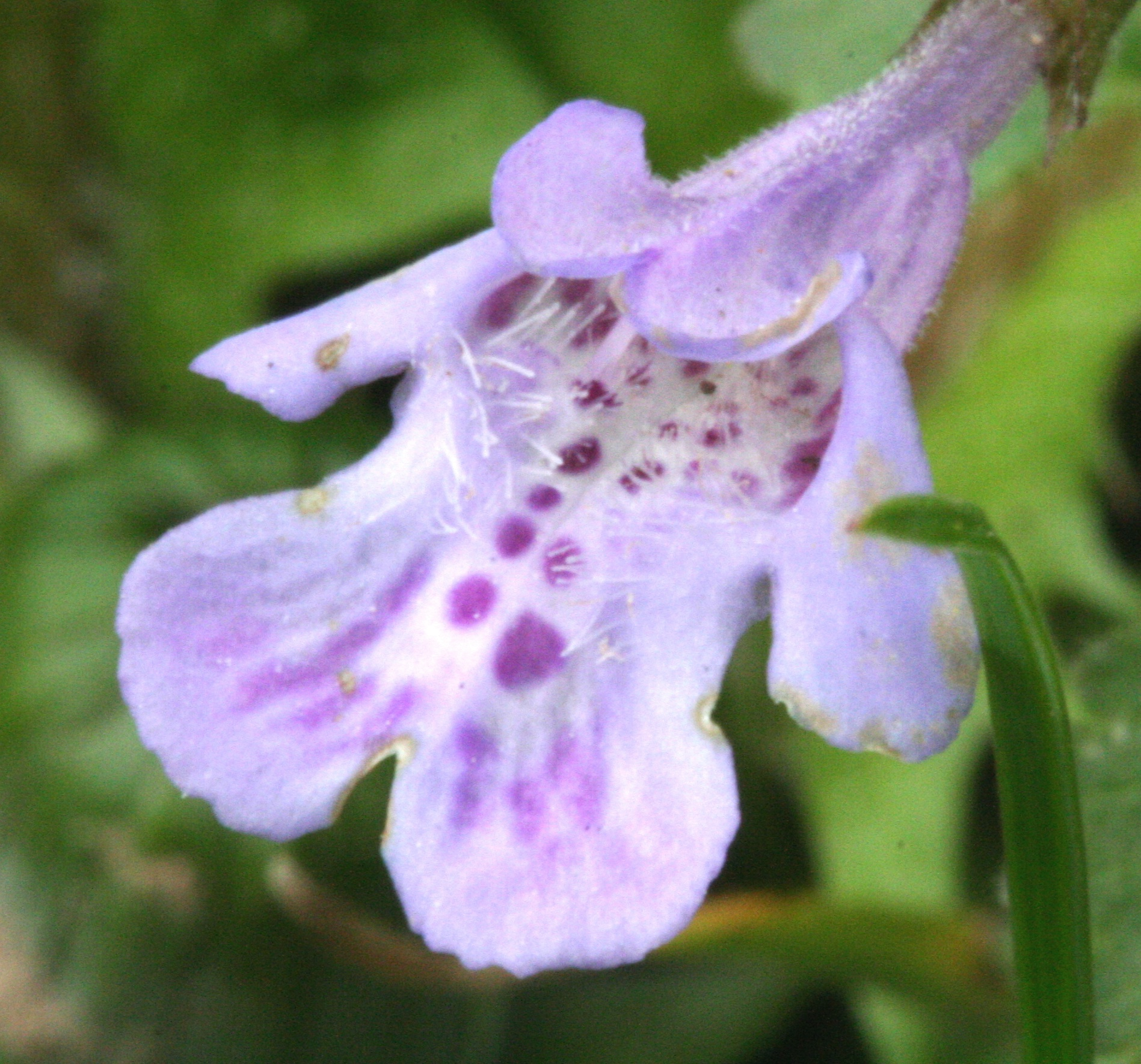
Glechoma hederacea
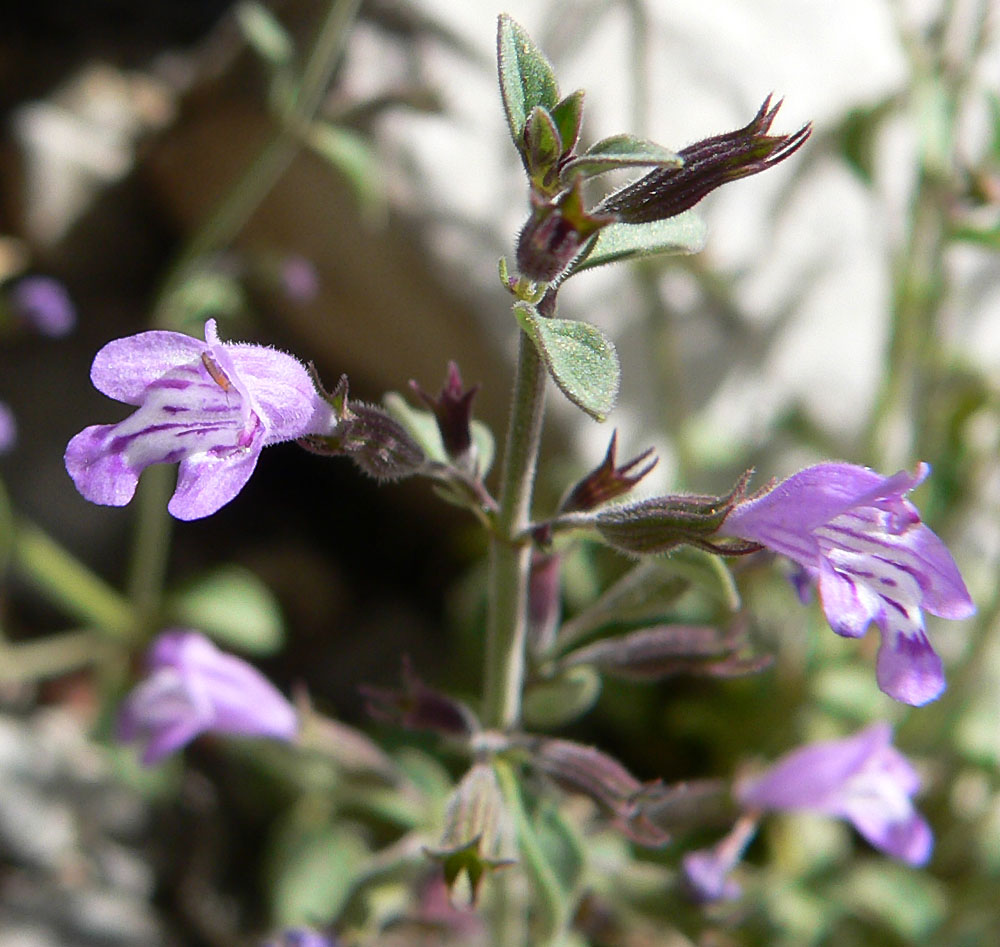
Hedeoma nana
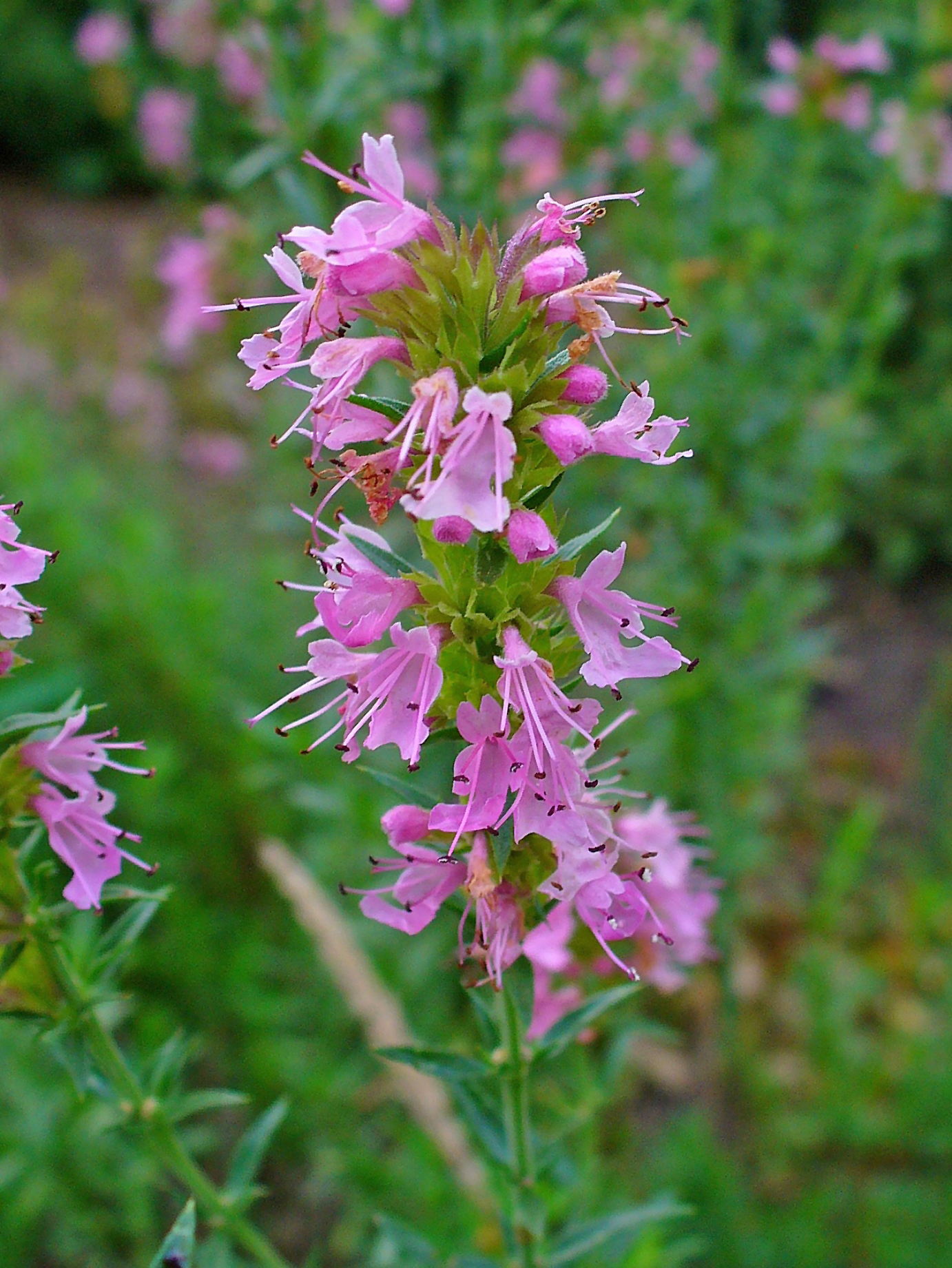
Hyssopus officinalis
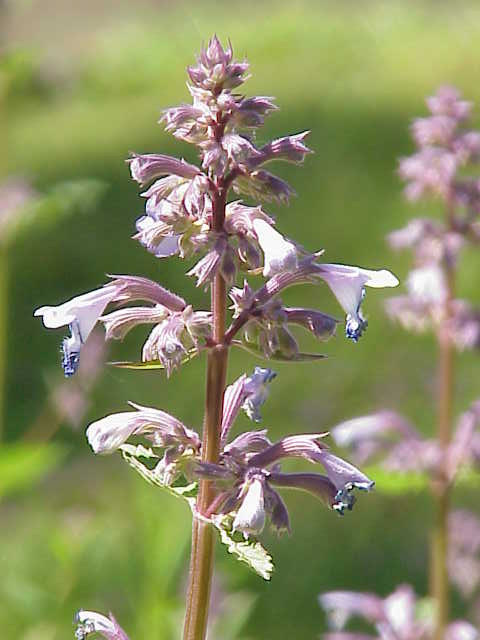
Nepeta grandiflora
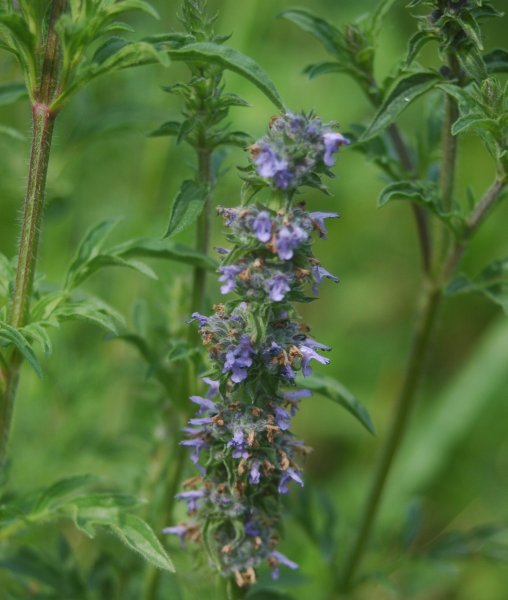
Schizonepeta multifida

#### Sottotribù Salviinae

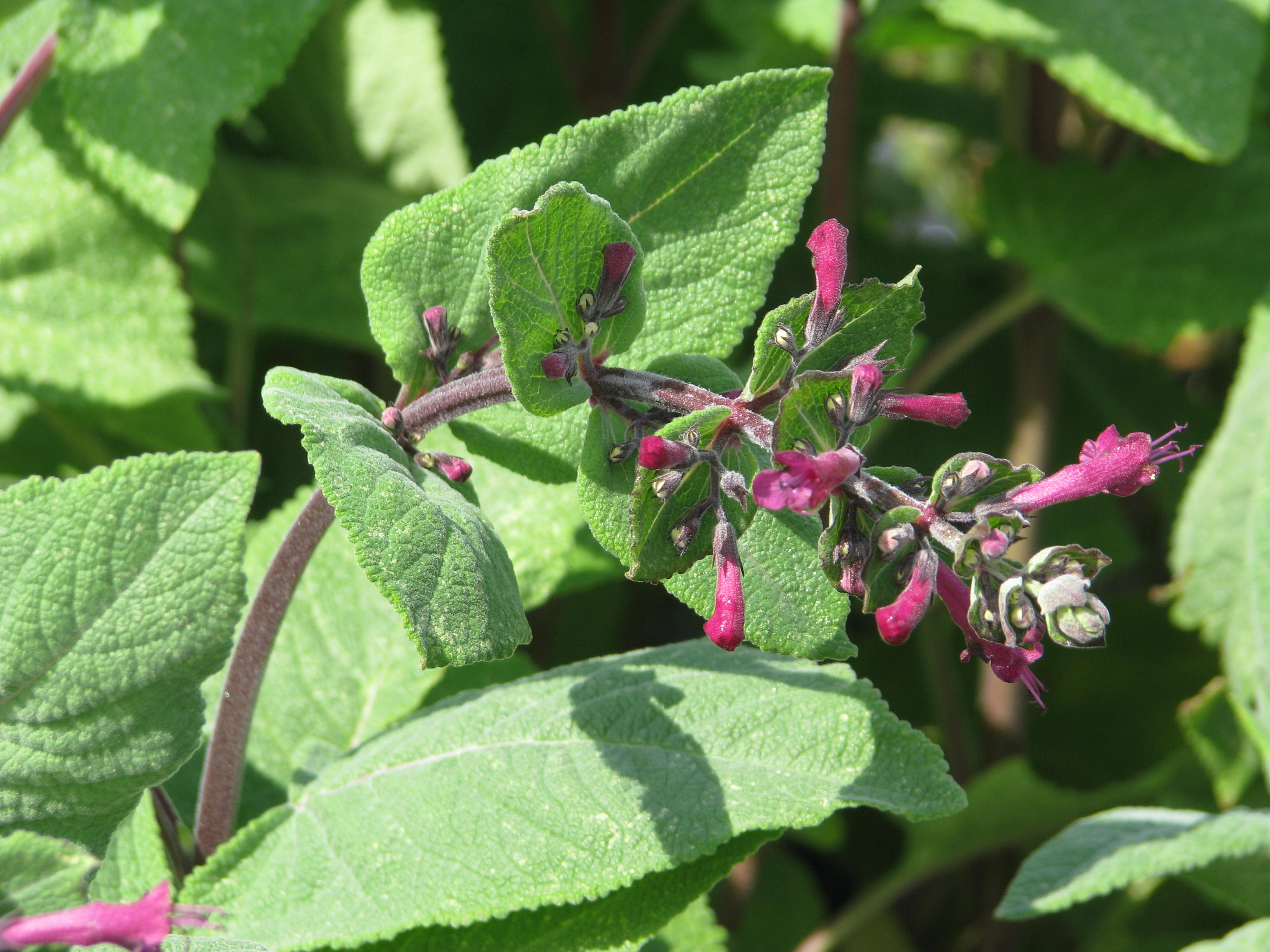
Lepechinia hastata
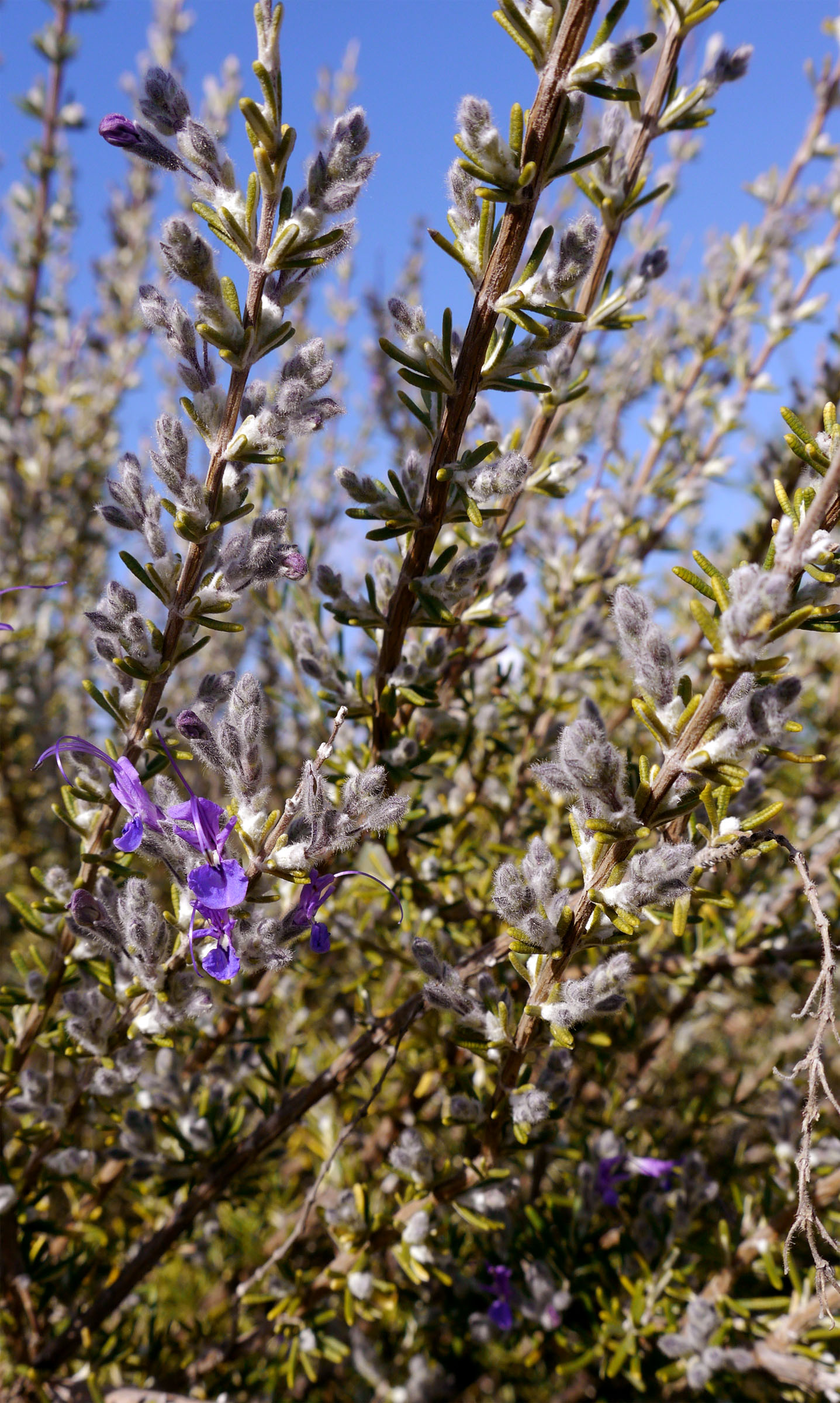
Rosmarinus eriocalyx
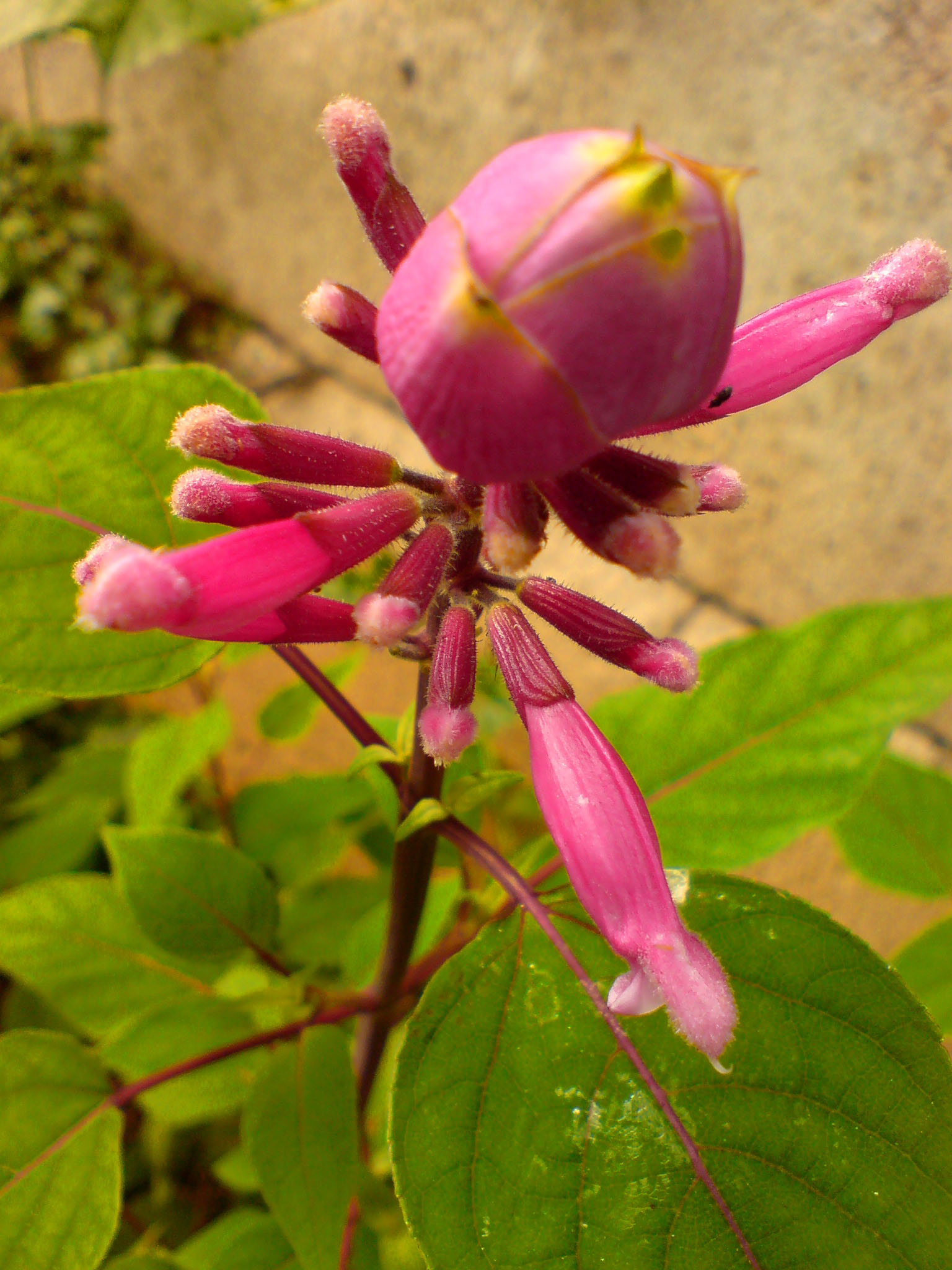
Salvia involucrata
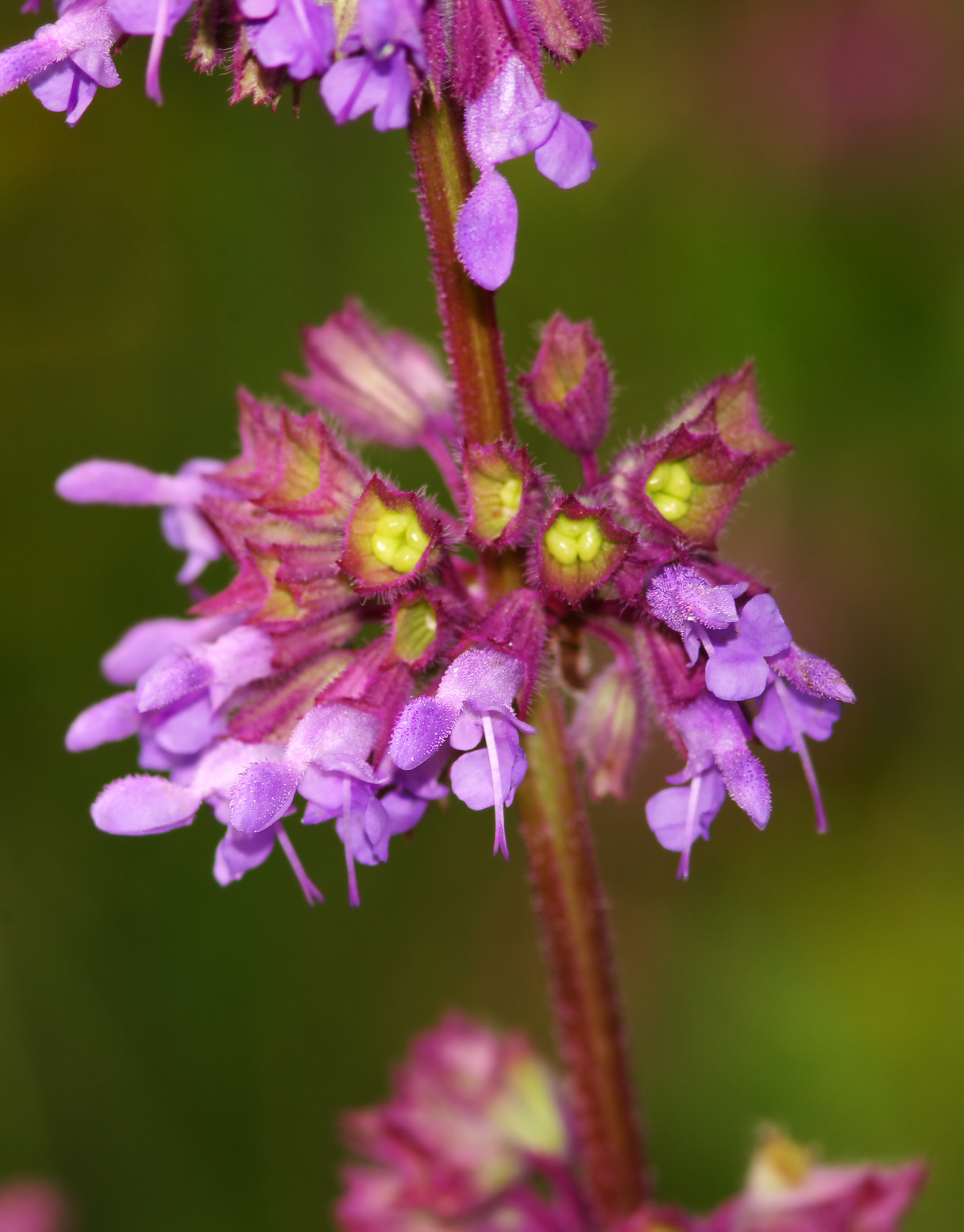
Salvia verticillata

#### Sottotribù Lycopinae

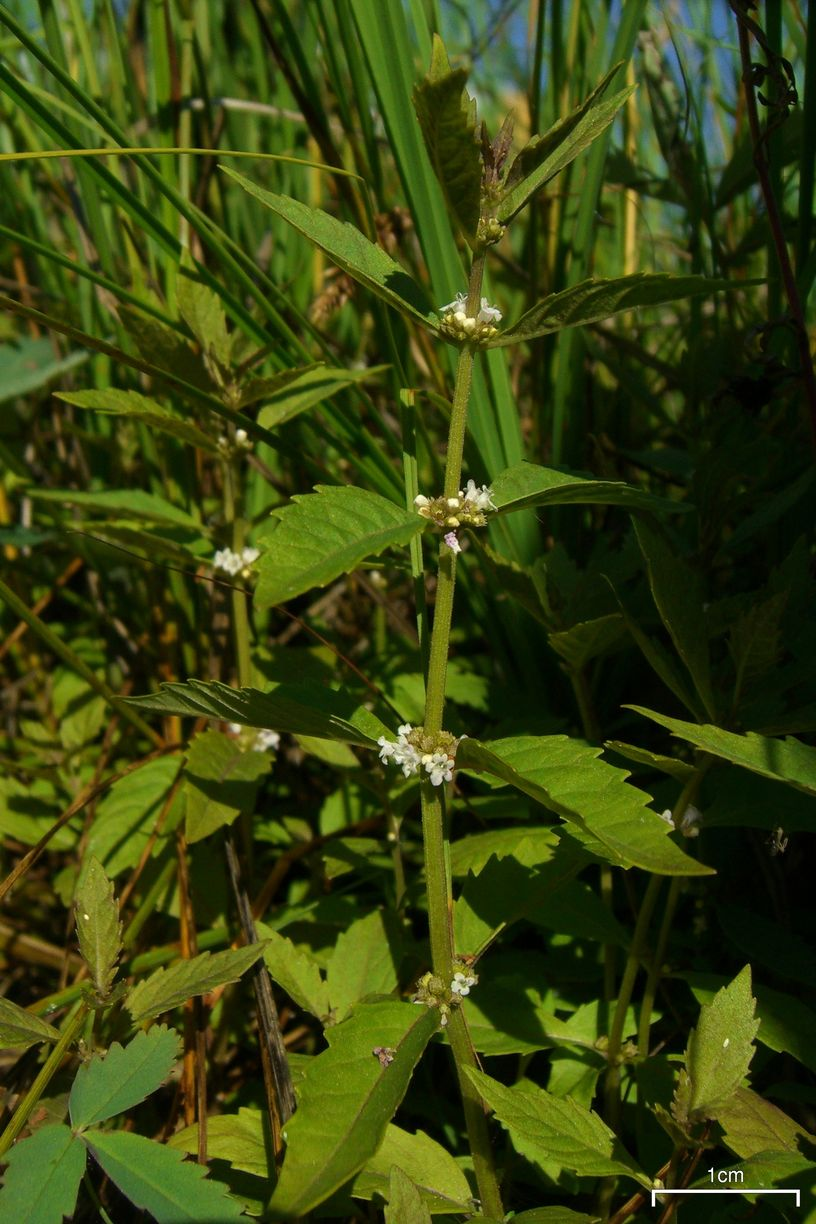
Lycopus americanus
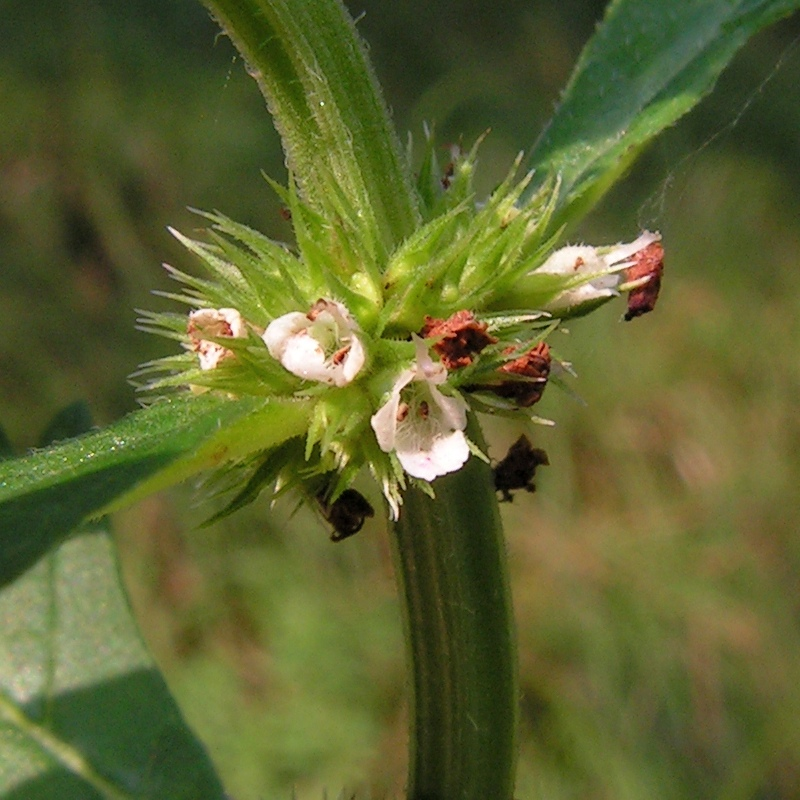
Lycopus europaeus

#### Sottotribù Prunellinae

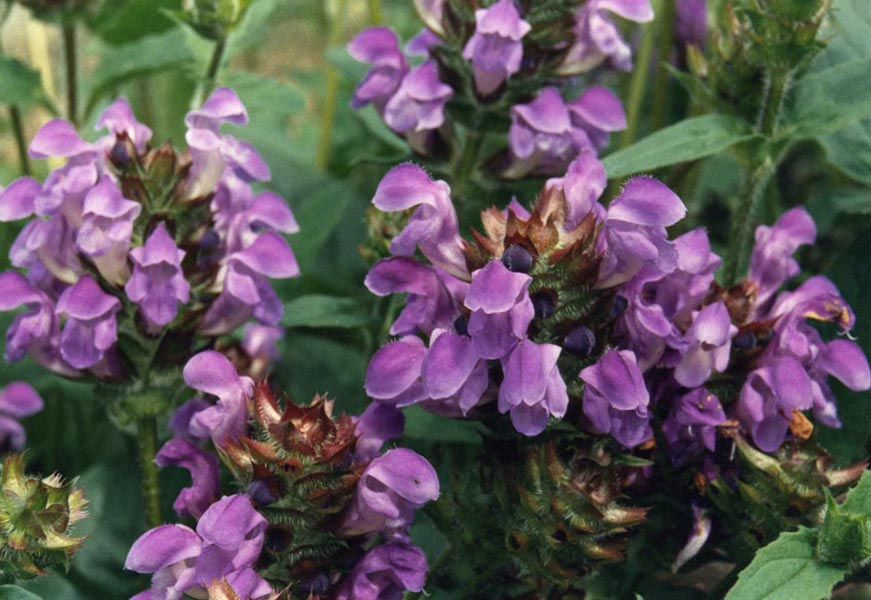
Prunella grandiflora
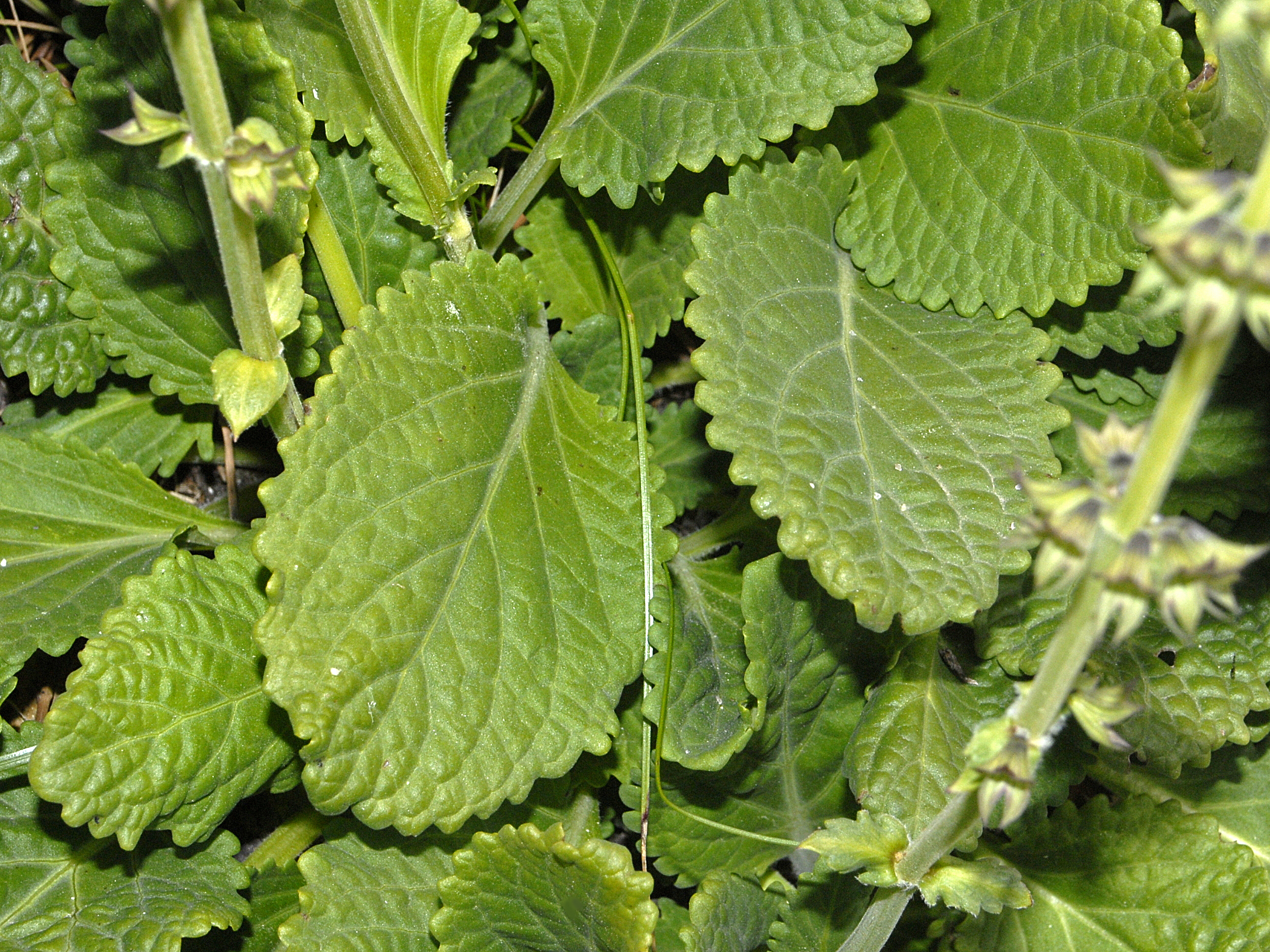
Horminum pyrenaicum
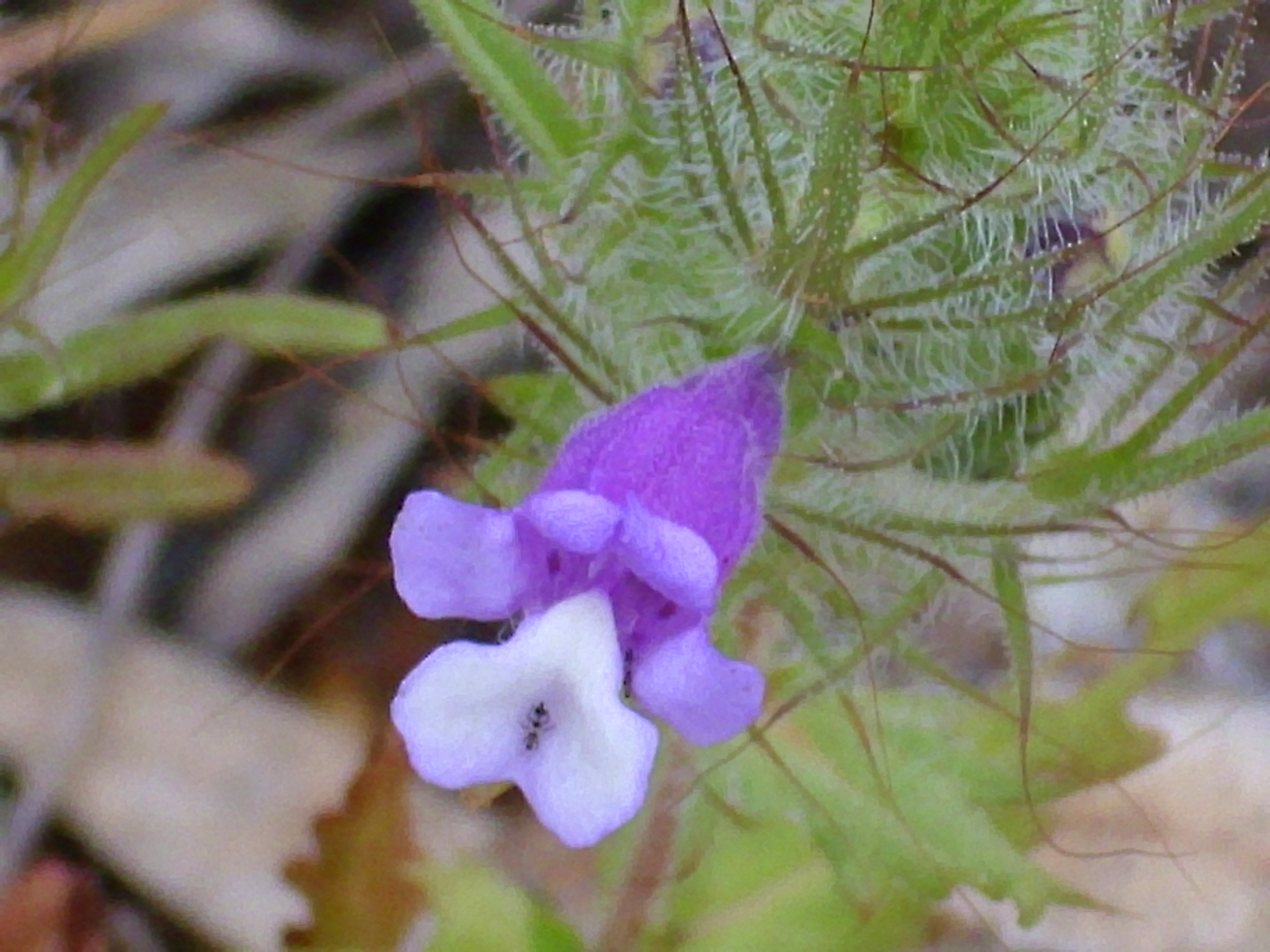
Cleonia lusitanica

### Tribù Ocimeae

#### Sottotribù Ociminae

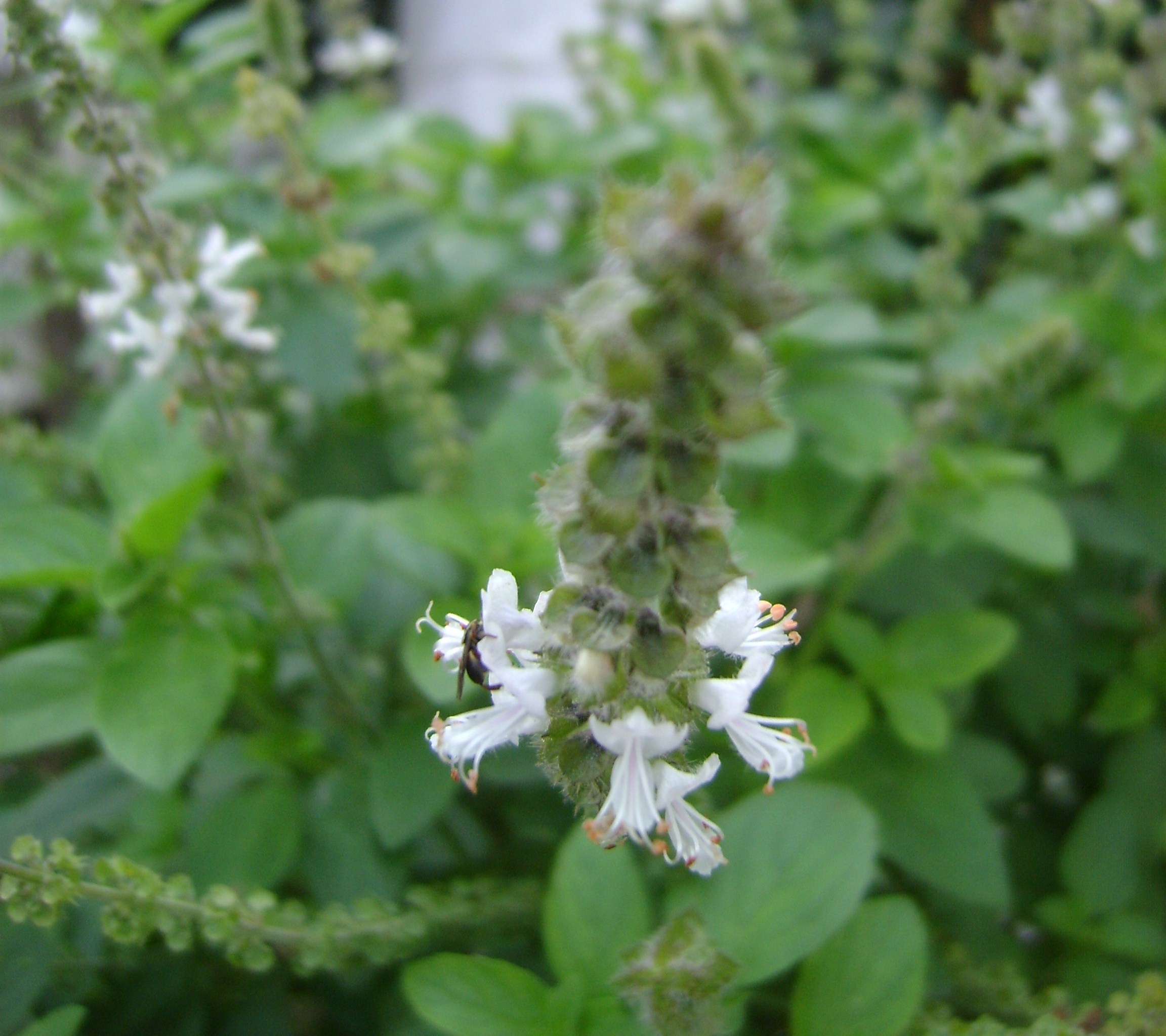
Ocimum gratissimum
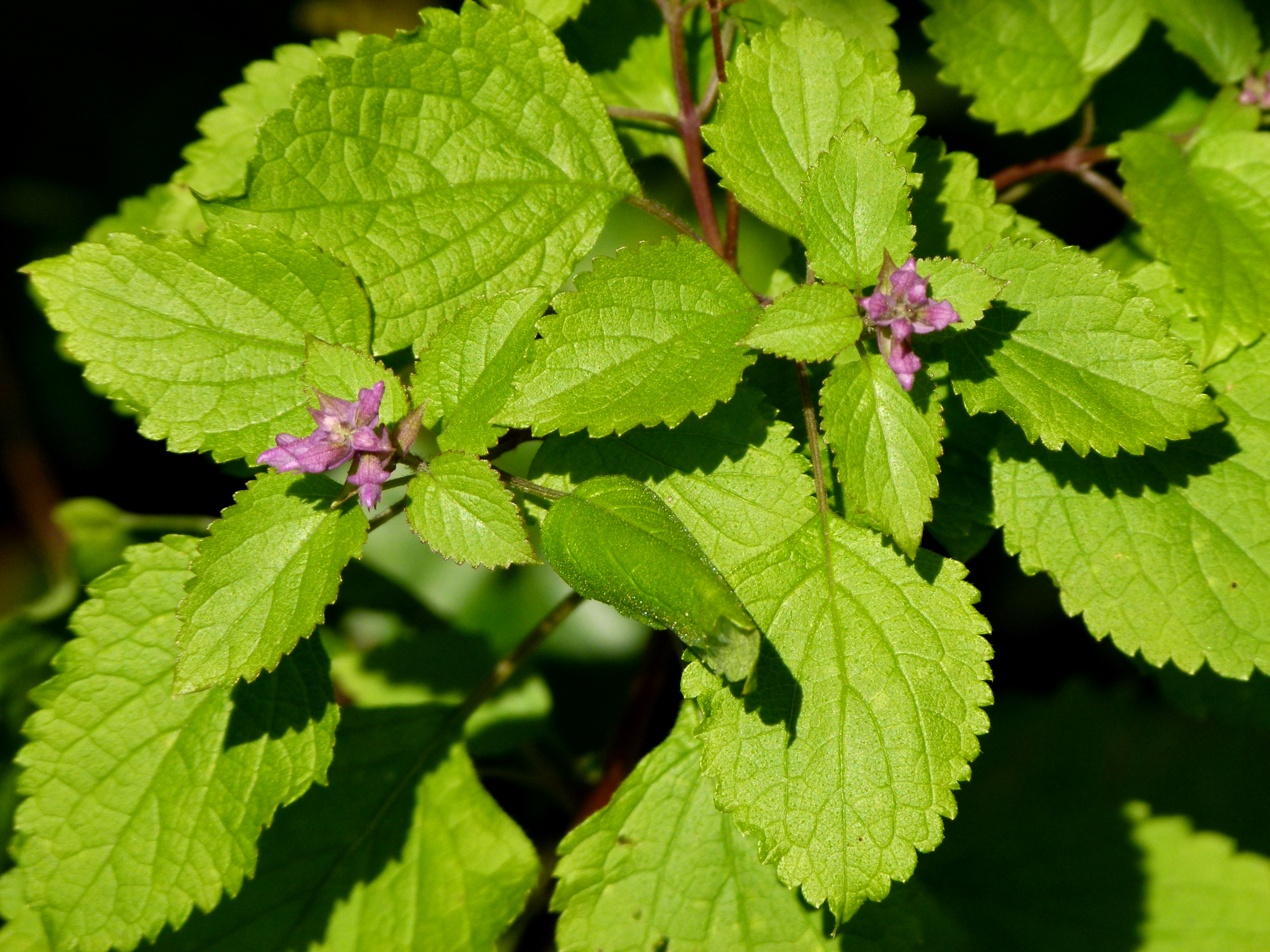
Ocimum labiatum
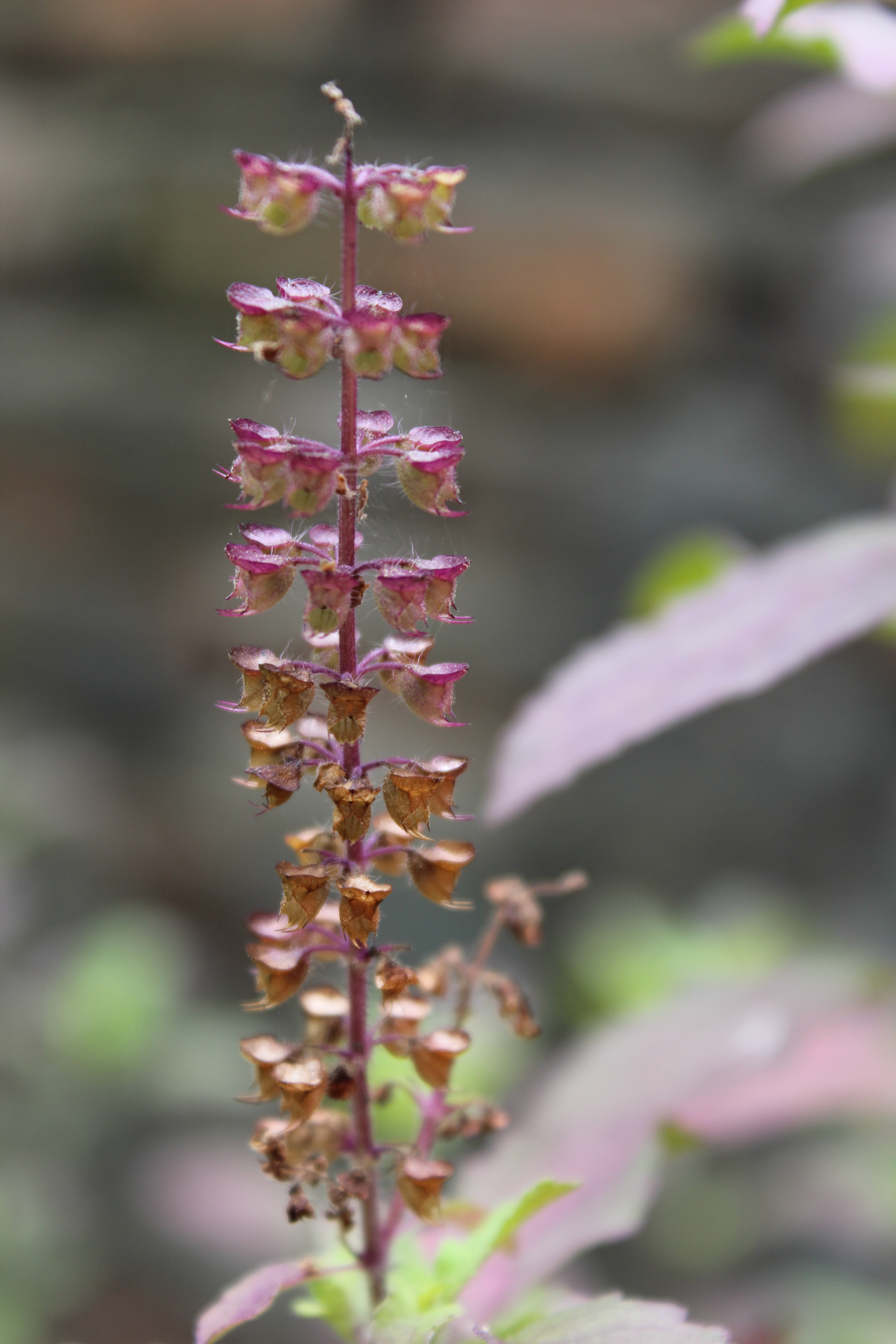
Ocimum tenuiflorum
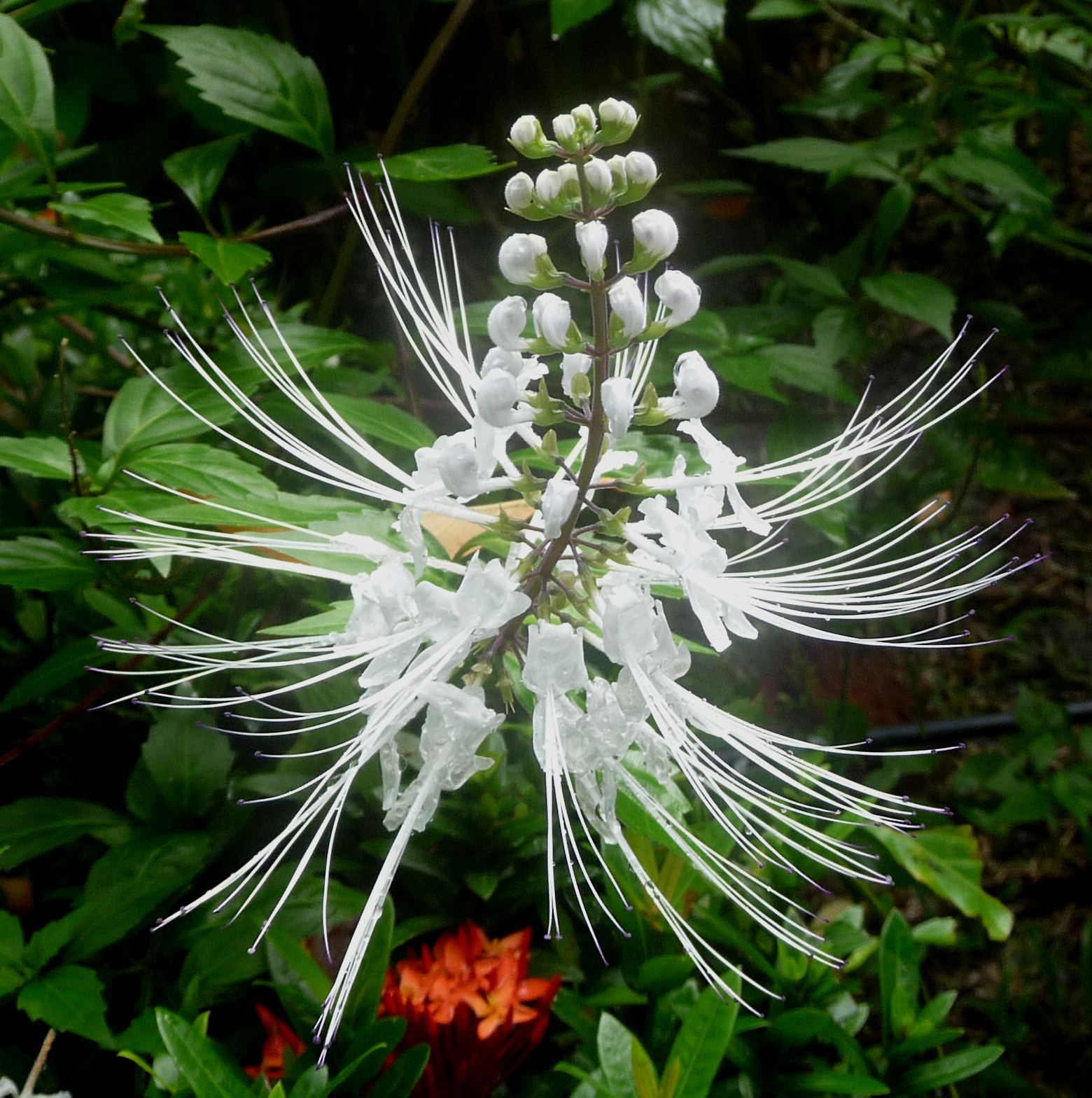
Orthosiphon Aristatus
Orthosiphon pallidus
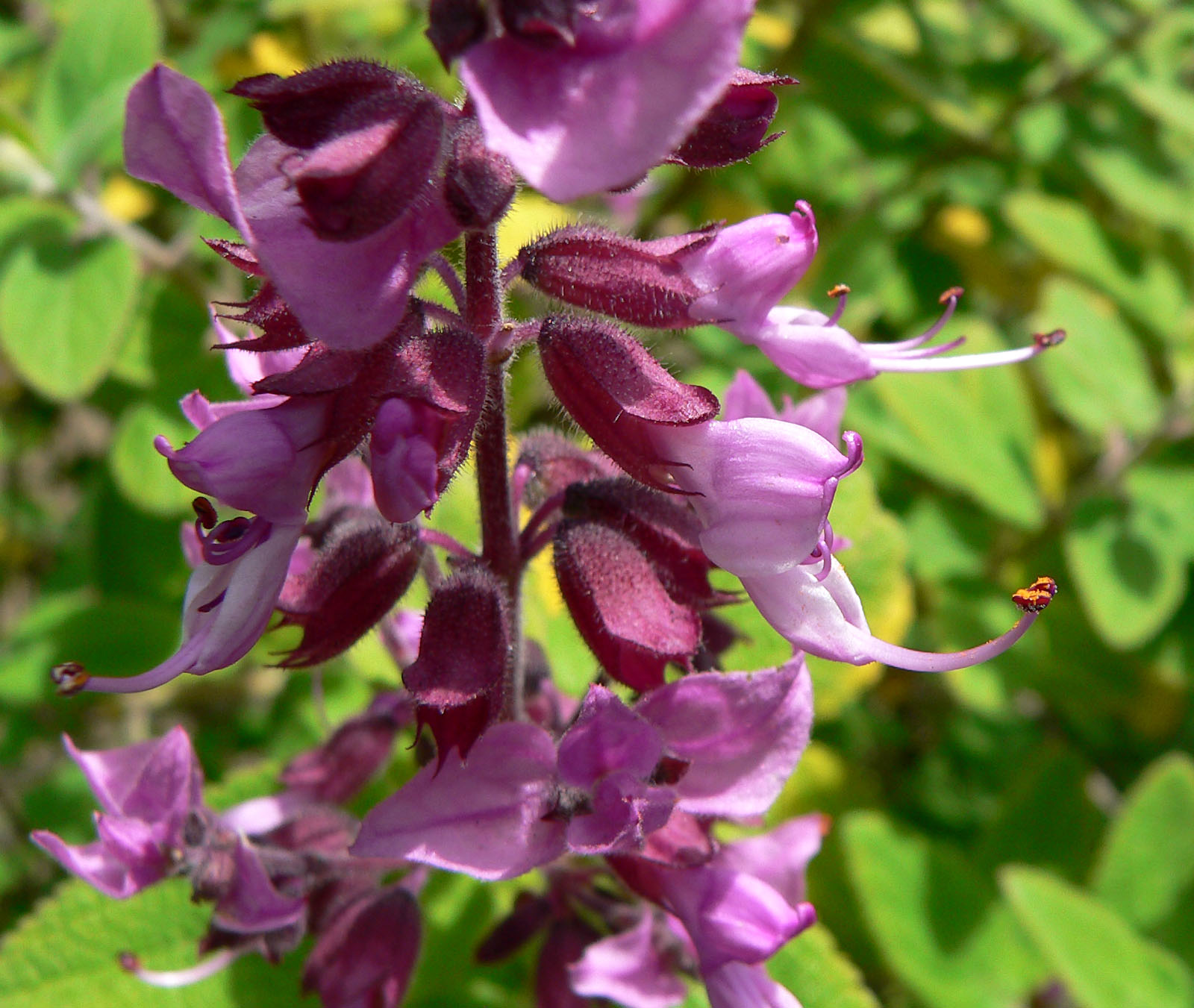
Syncolostemon obermeyerae

#### Sottotribù Hanceolinae

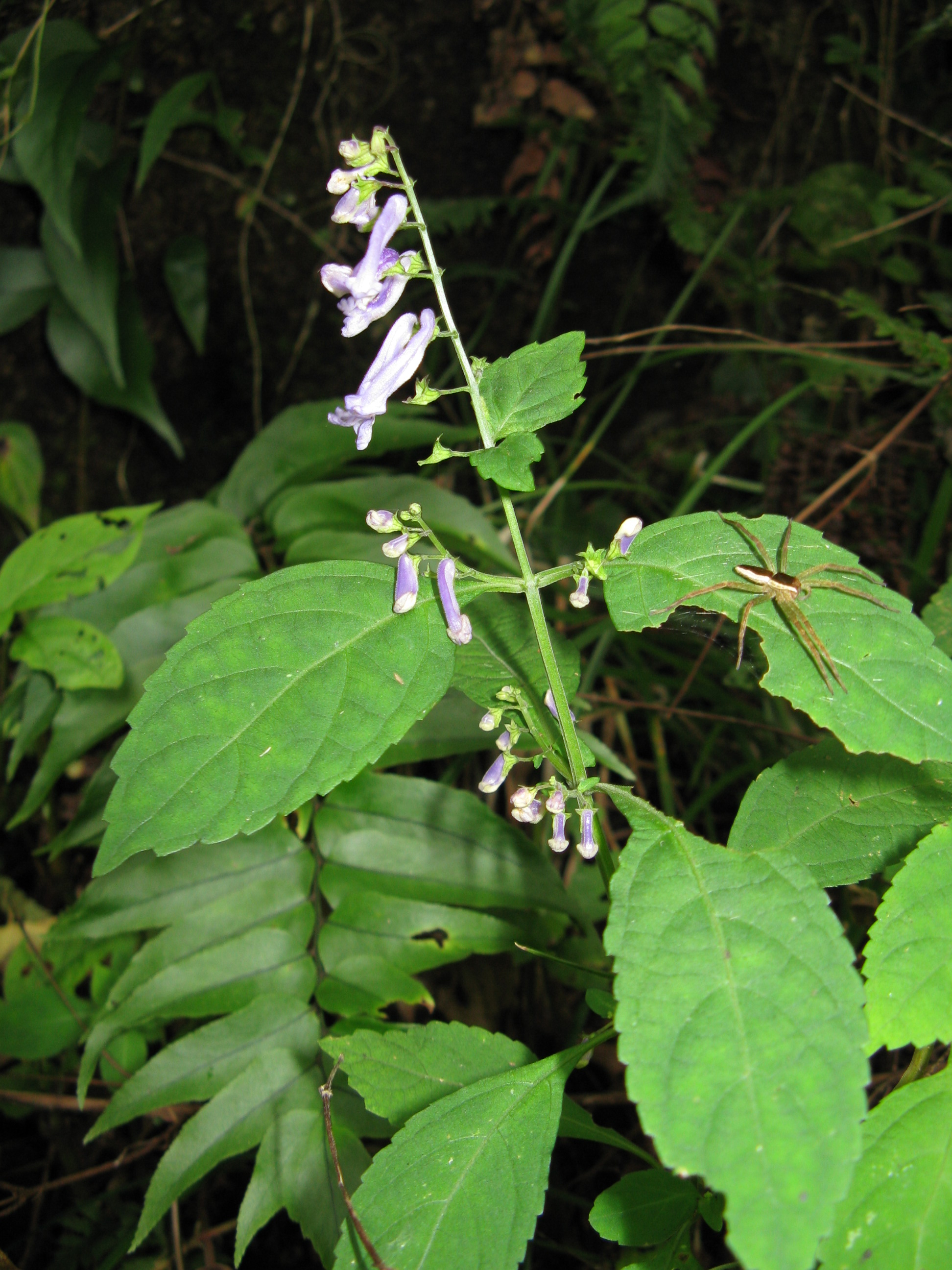
Isodon longitubus
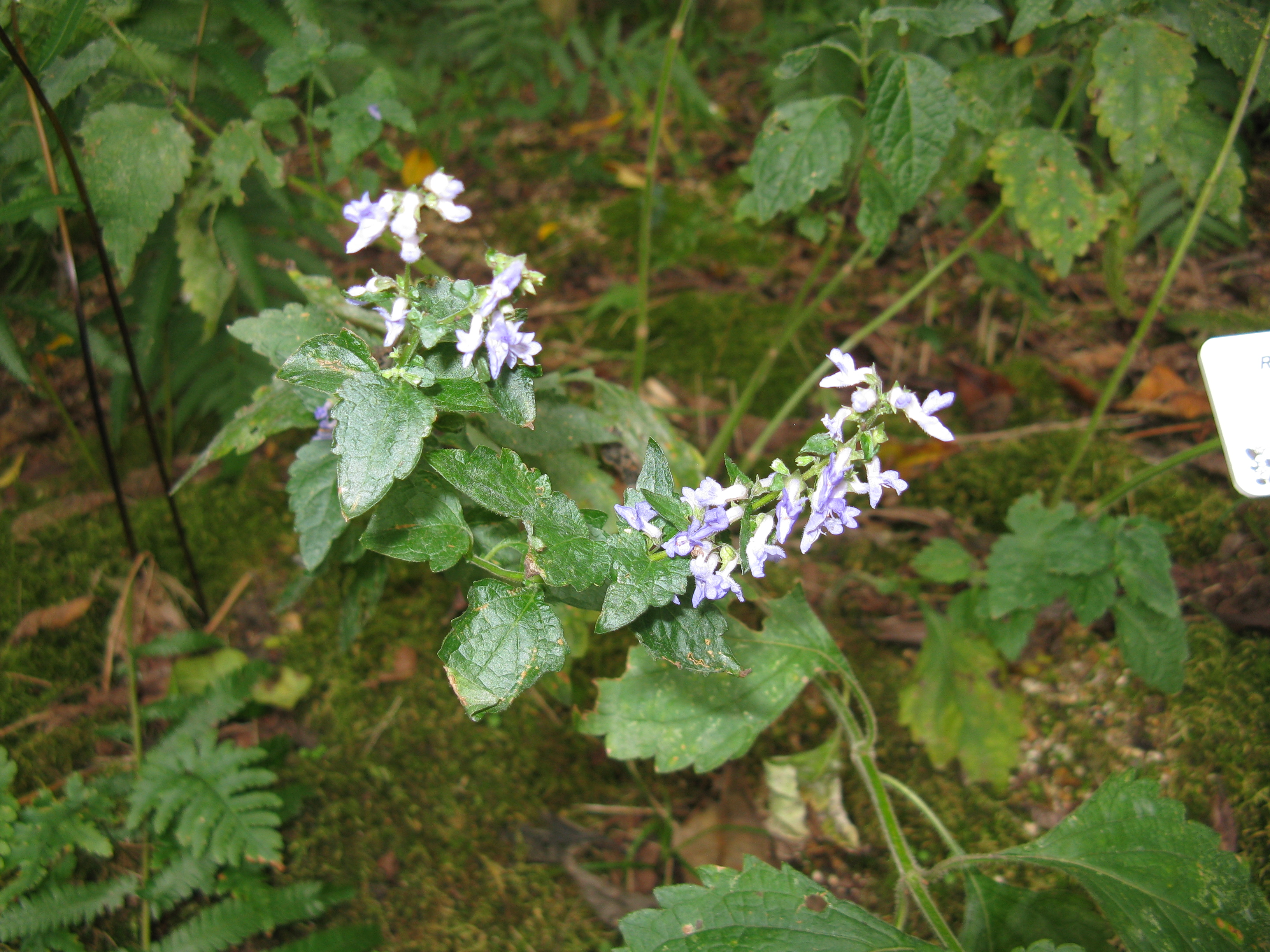
Isodon inflexus
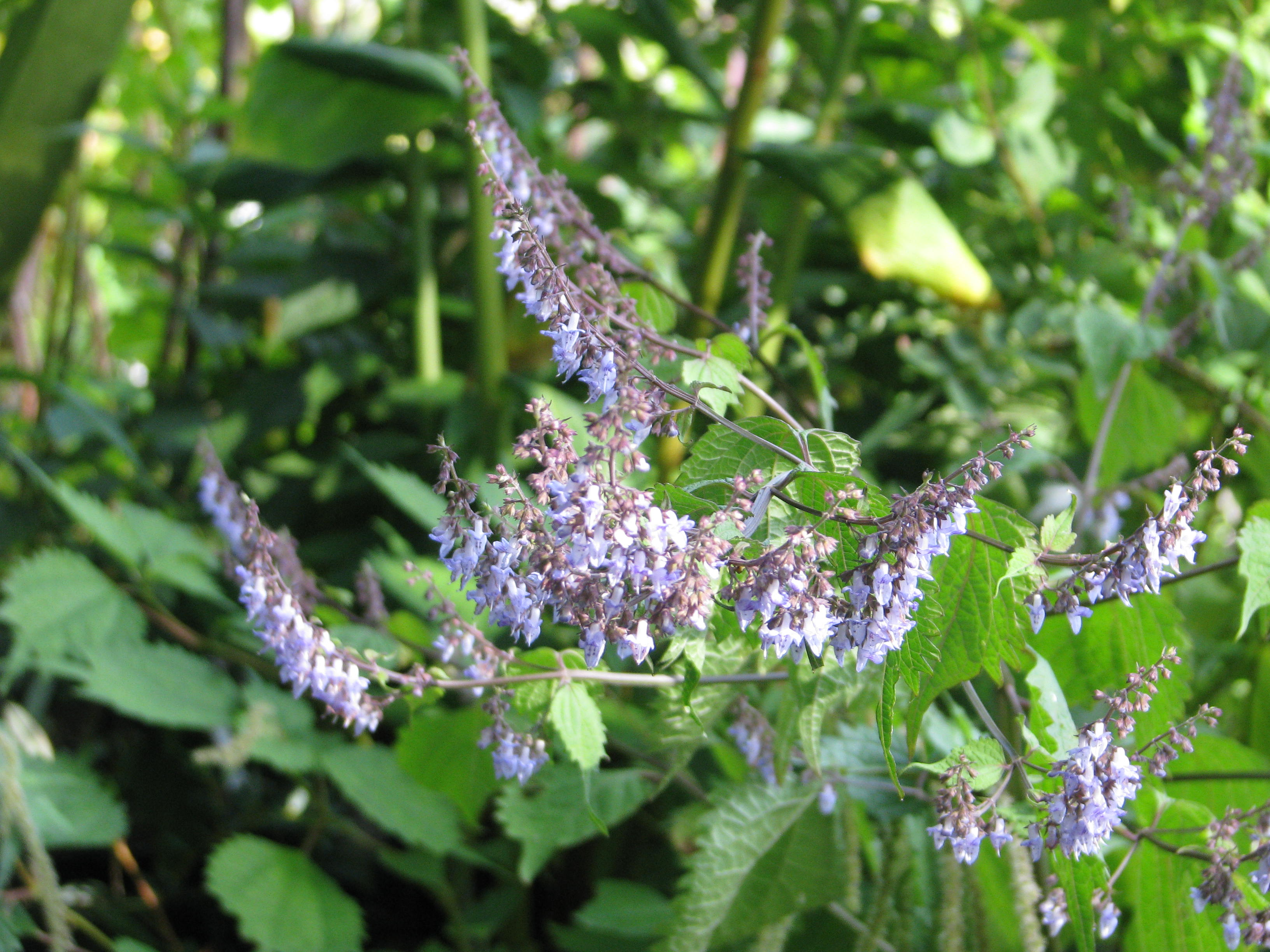
Isodon excisus

#### Sottotribù Hyptidinae

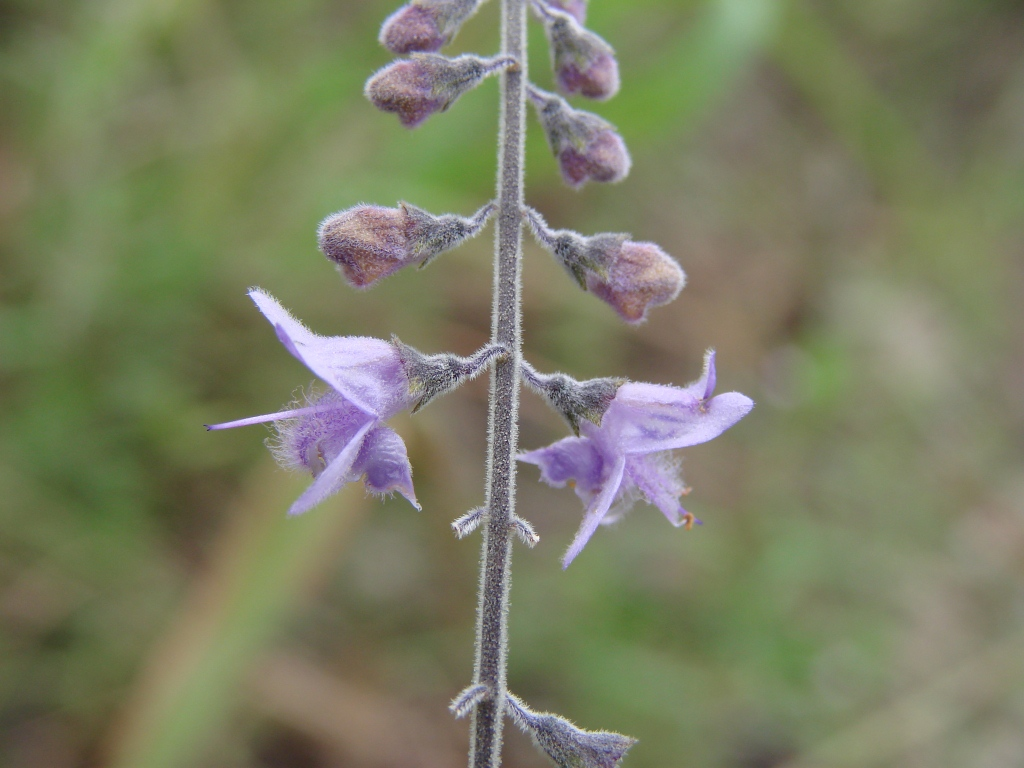
Eriope macrostachya
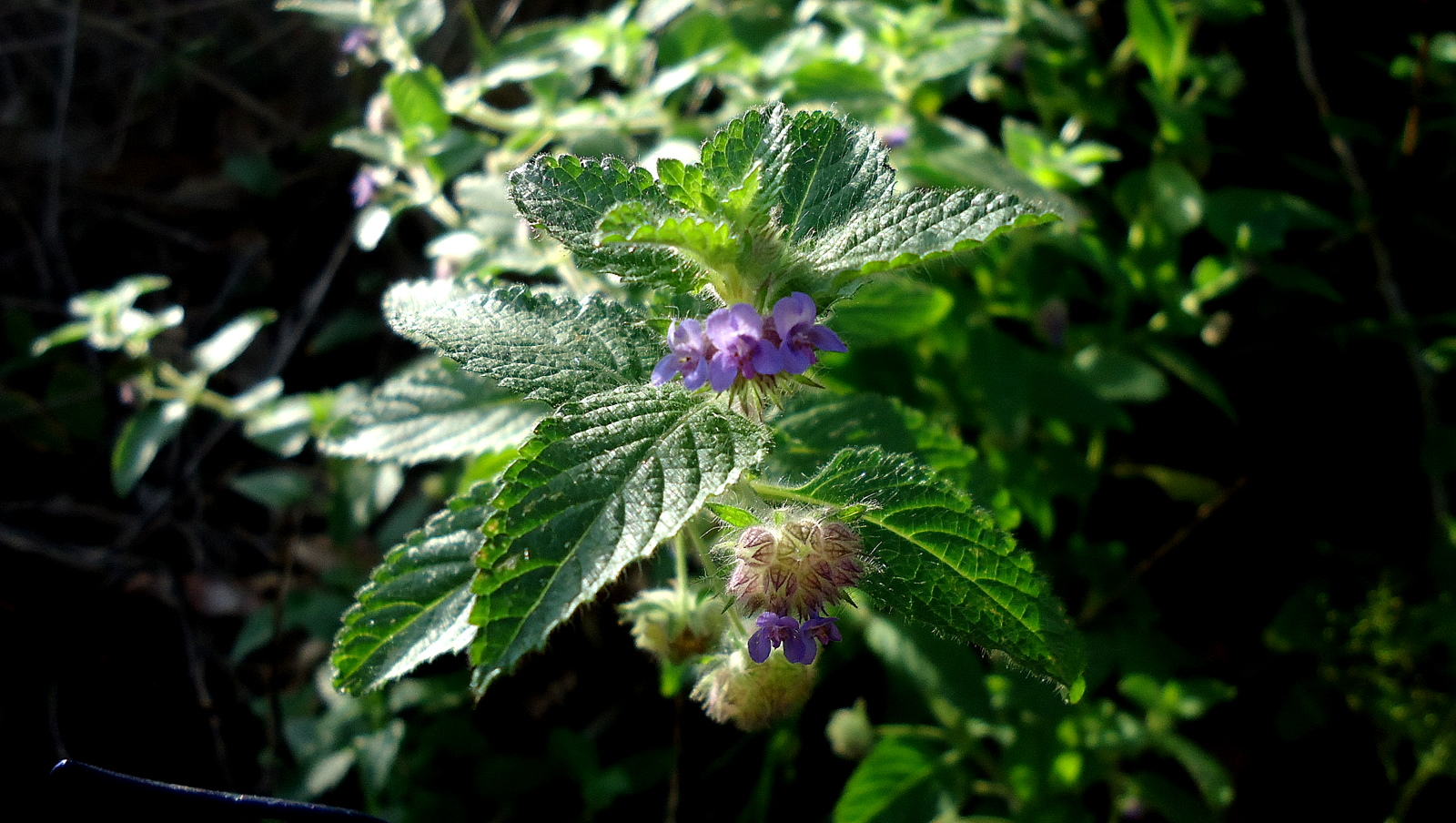
Marsypianthes chamaedrys
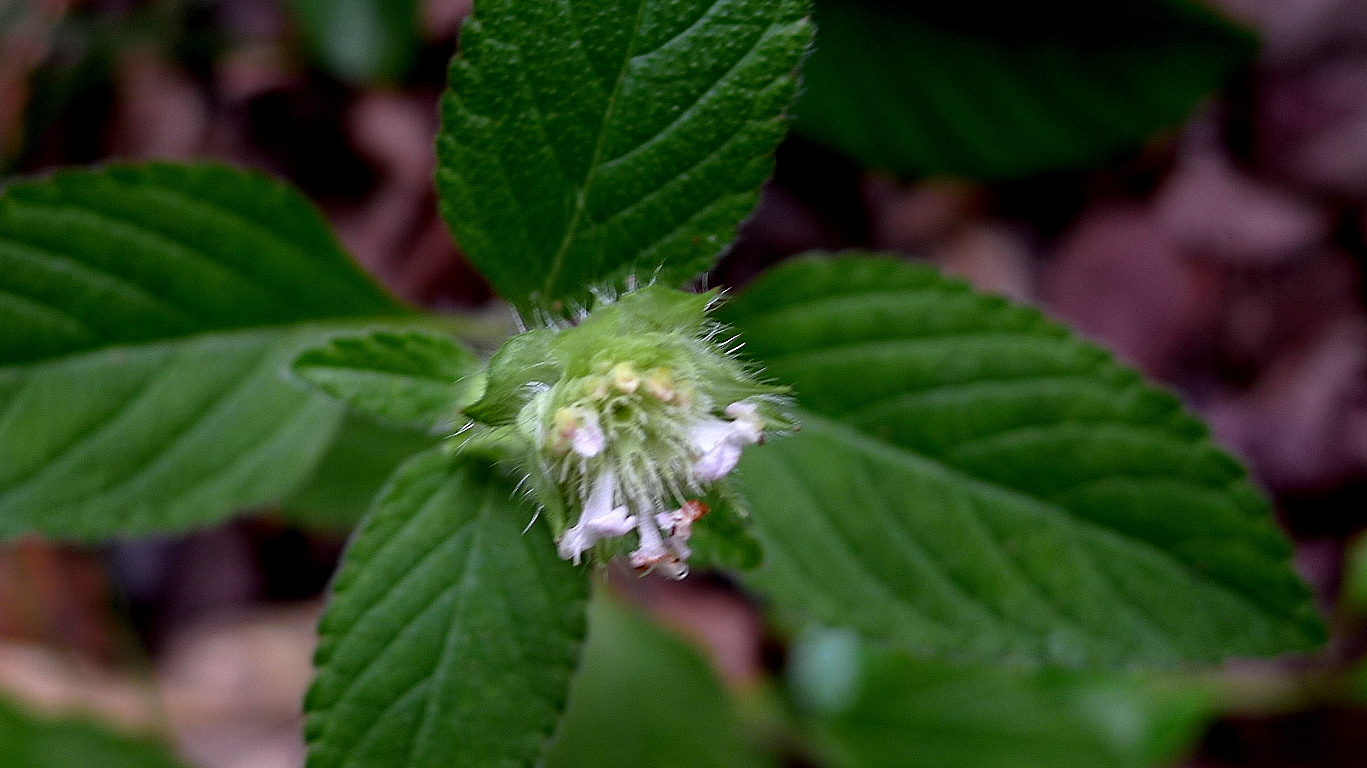
Hyptis atrorubens
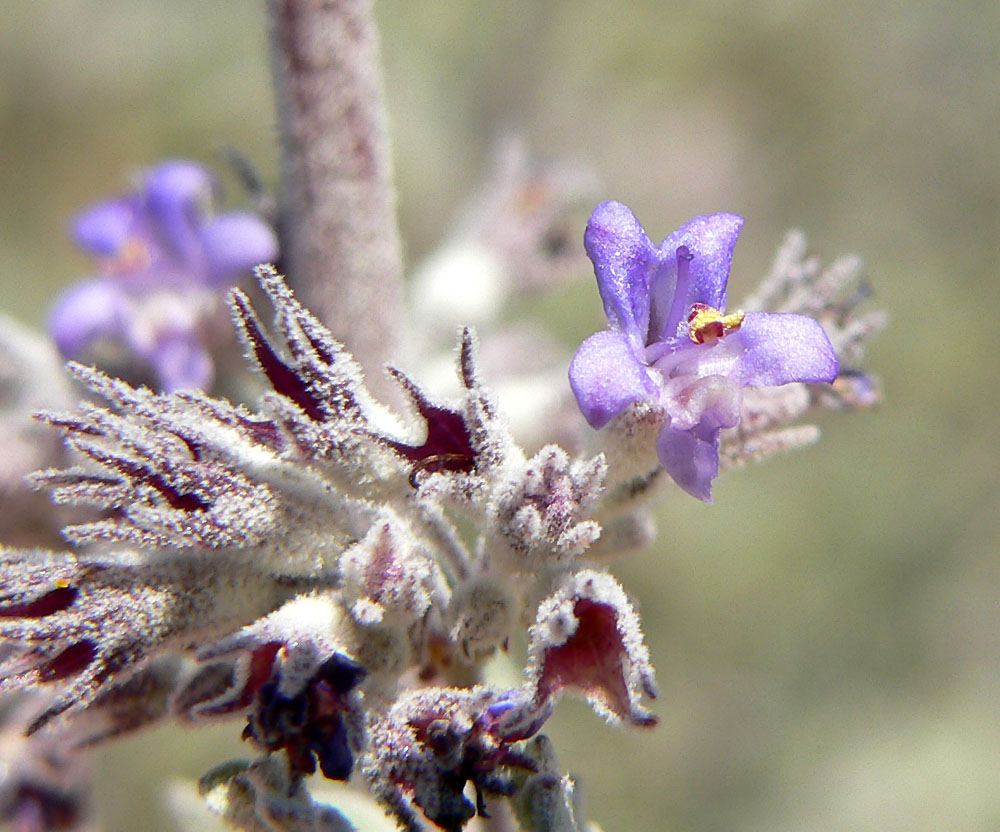
Hyptis emoryi
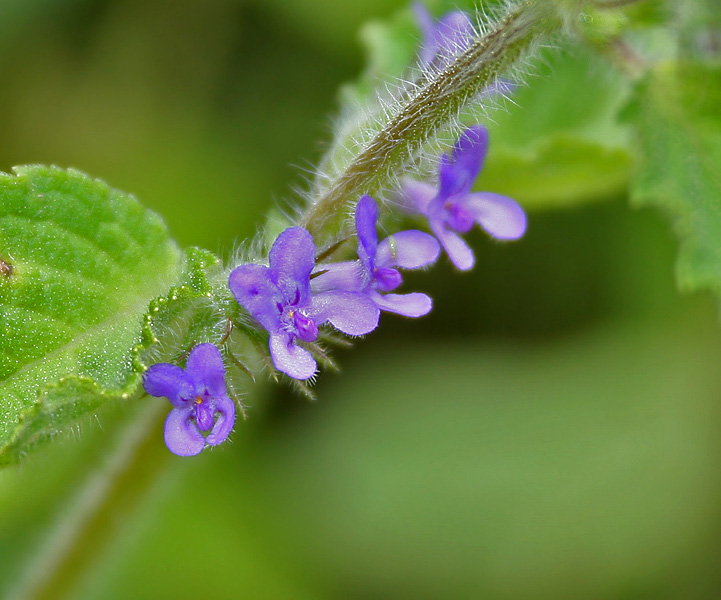
Hyptis suaveolens

#### Sottotribù Plectranthinae

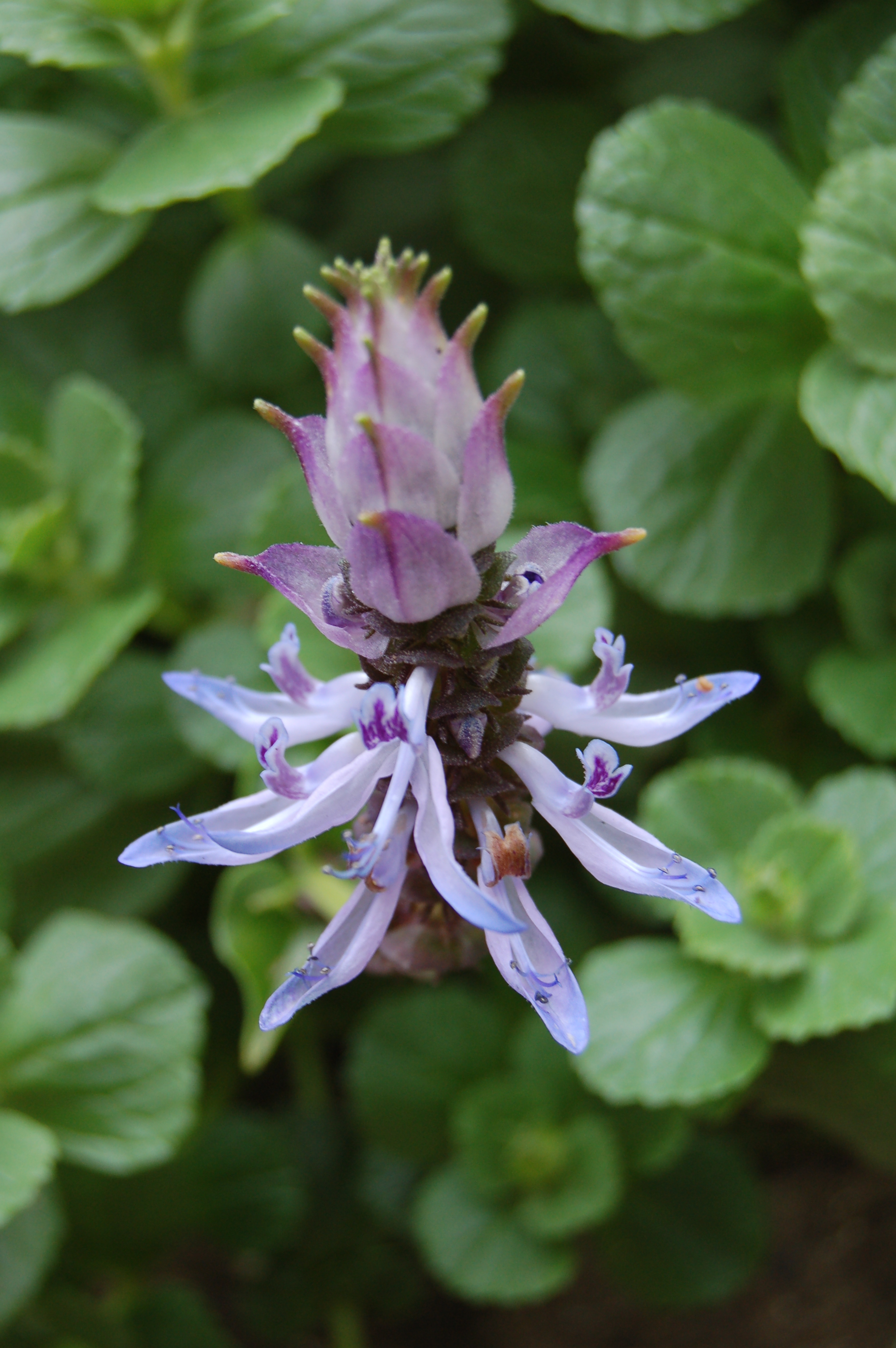
Plectranthus caninus
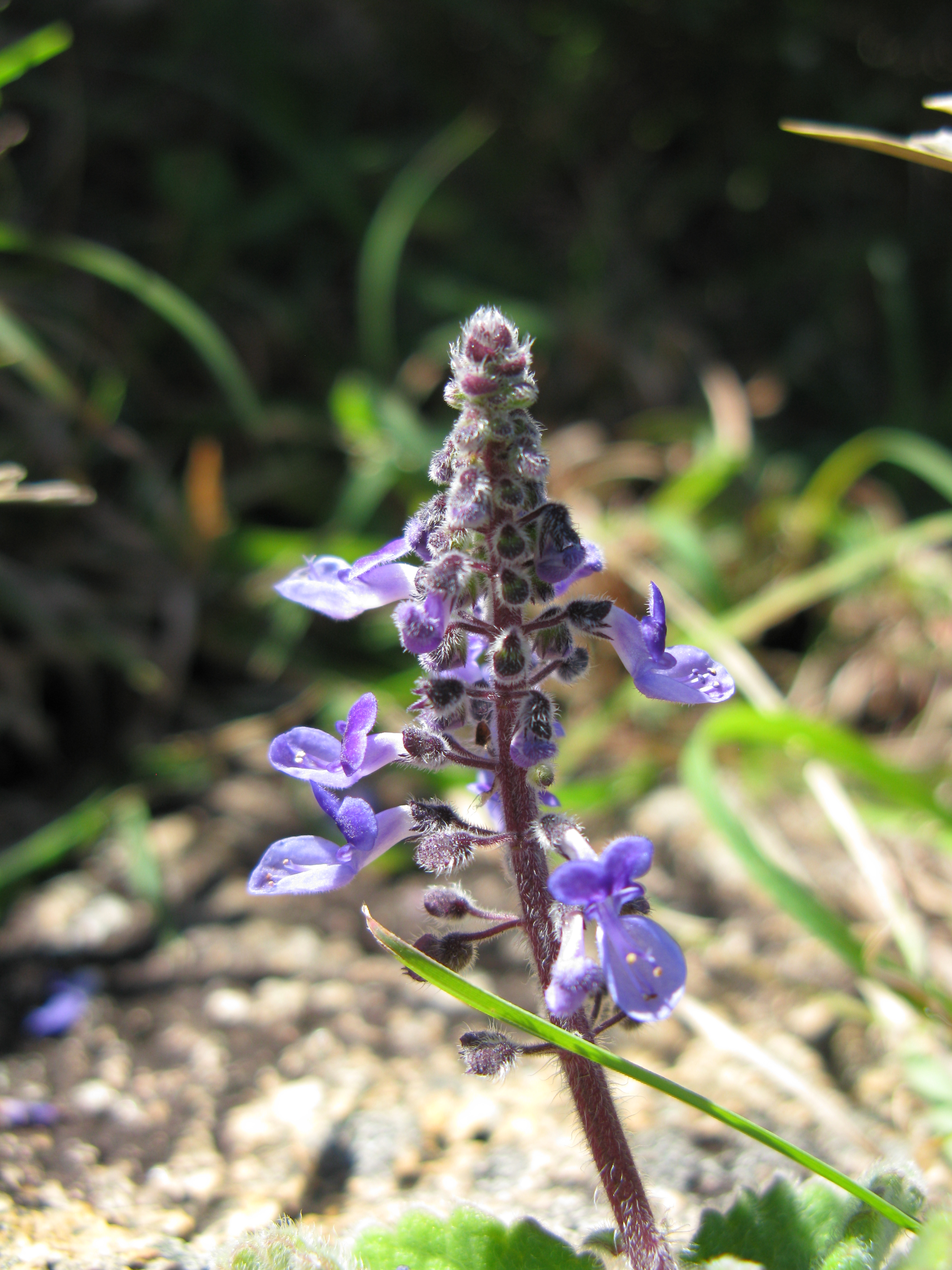
Plectranthus cremnus
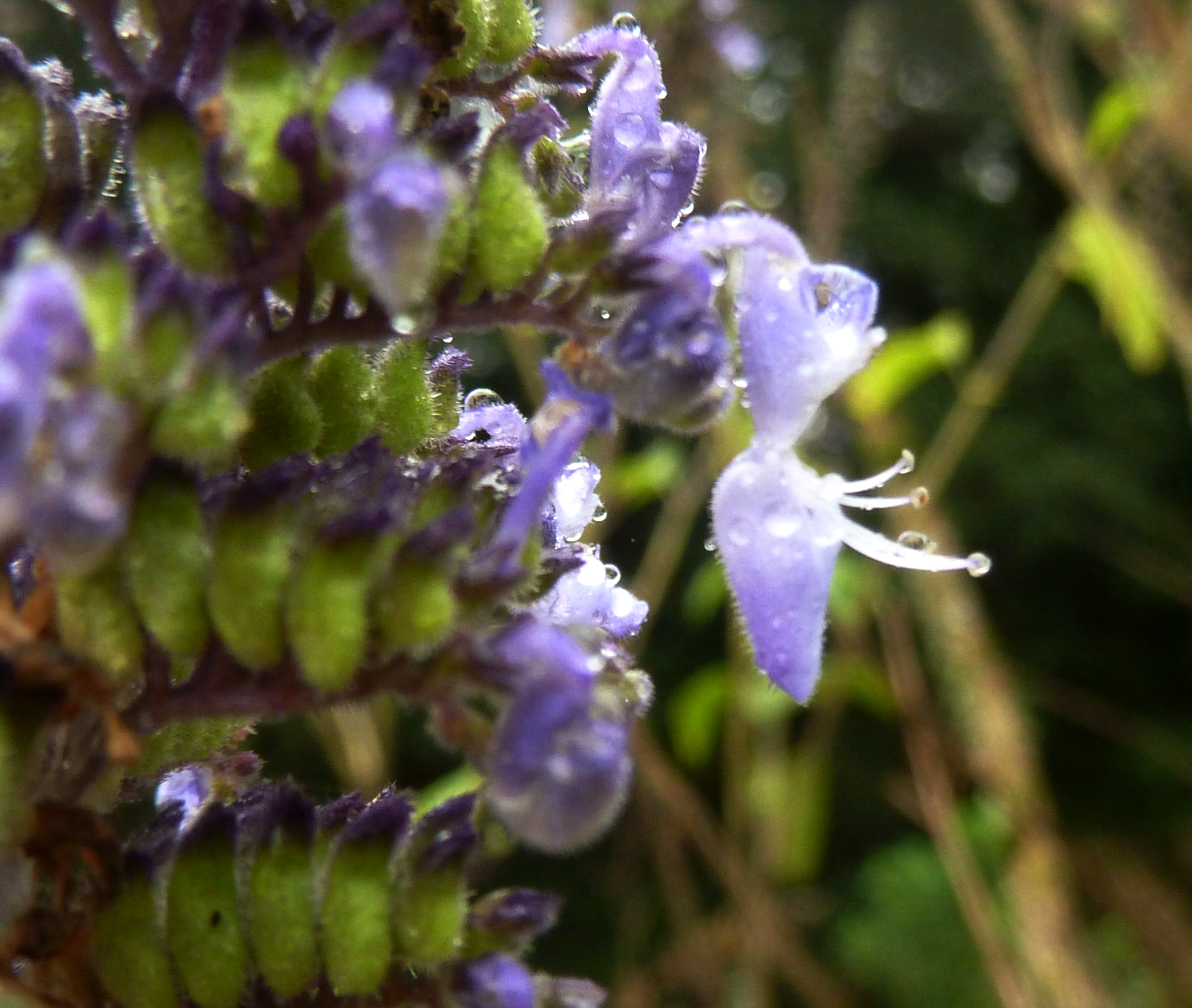
Plectranthus hereroensis
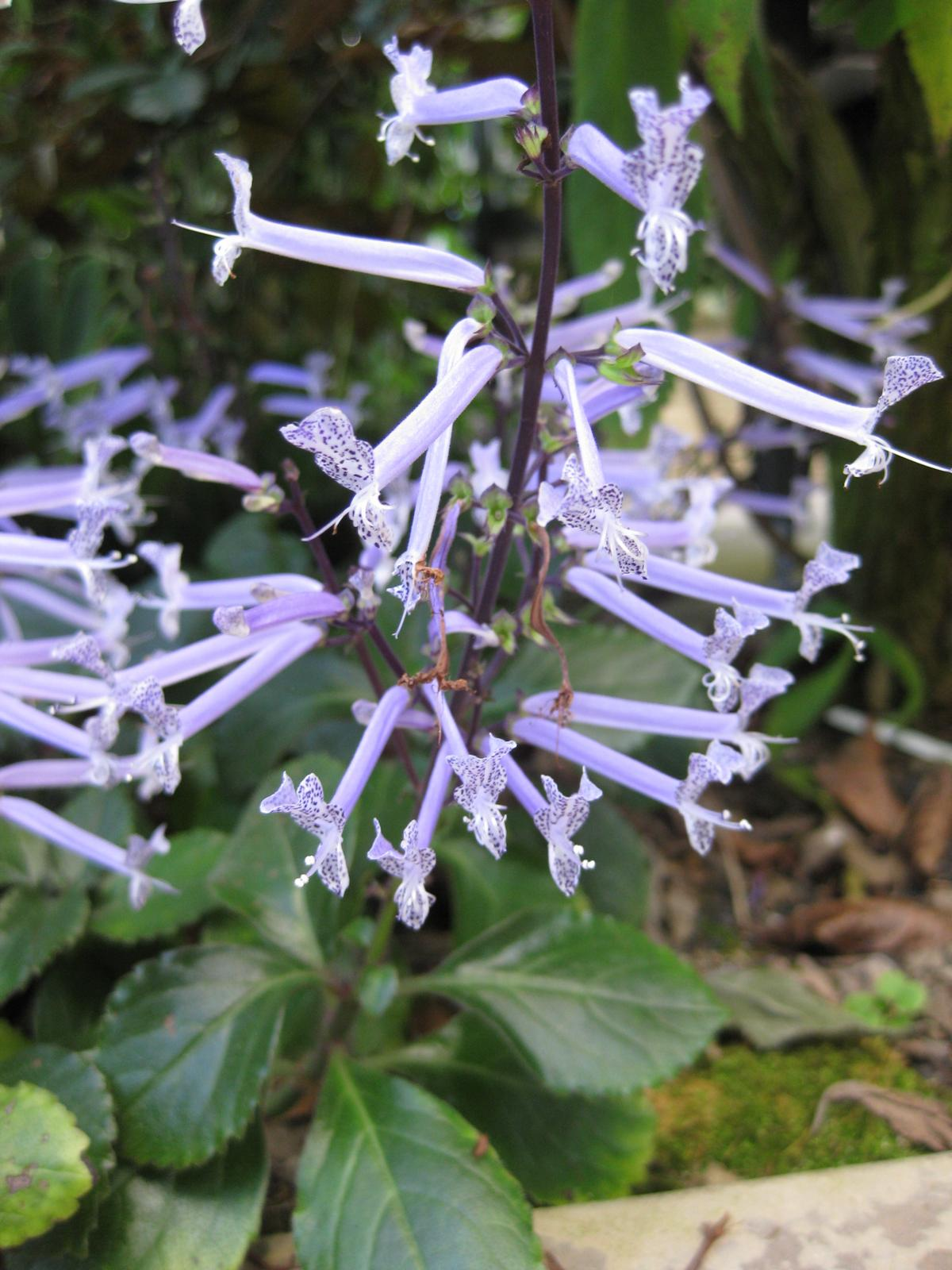
Plectranthus hilliardiae
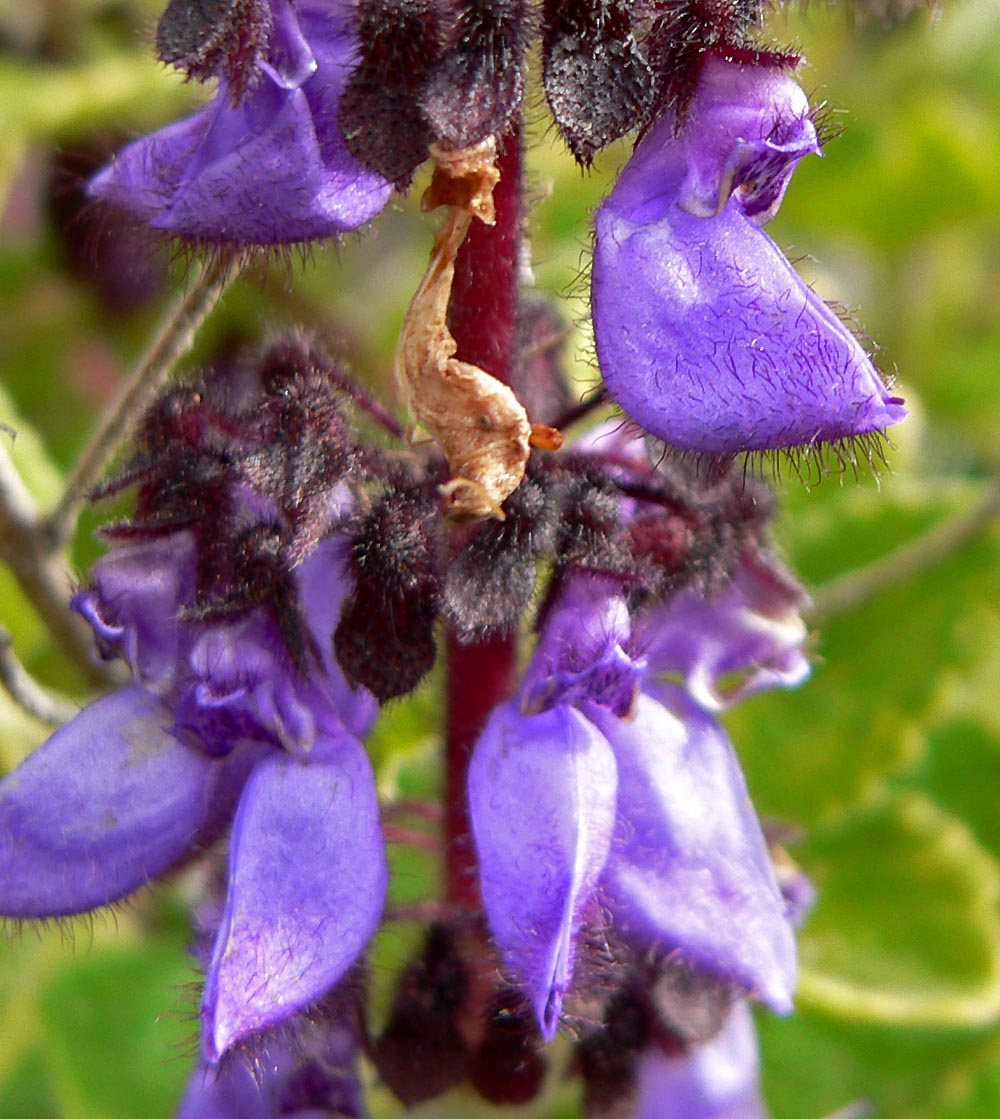
Plectranthus lanuginosus
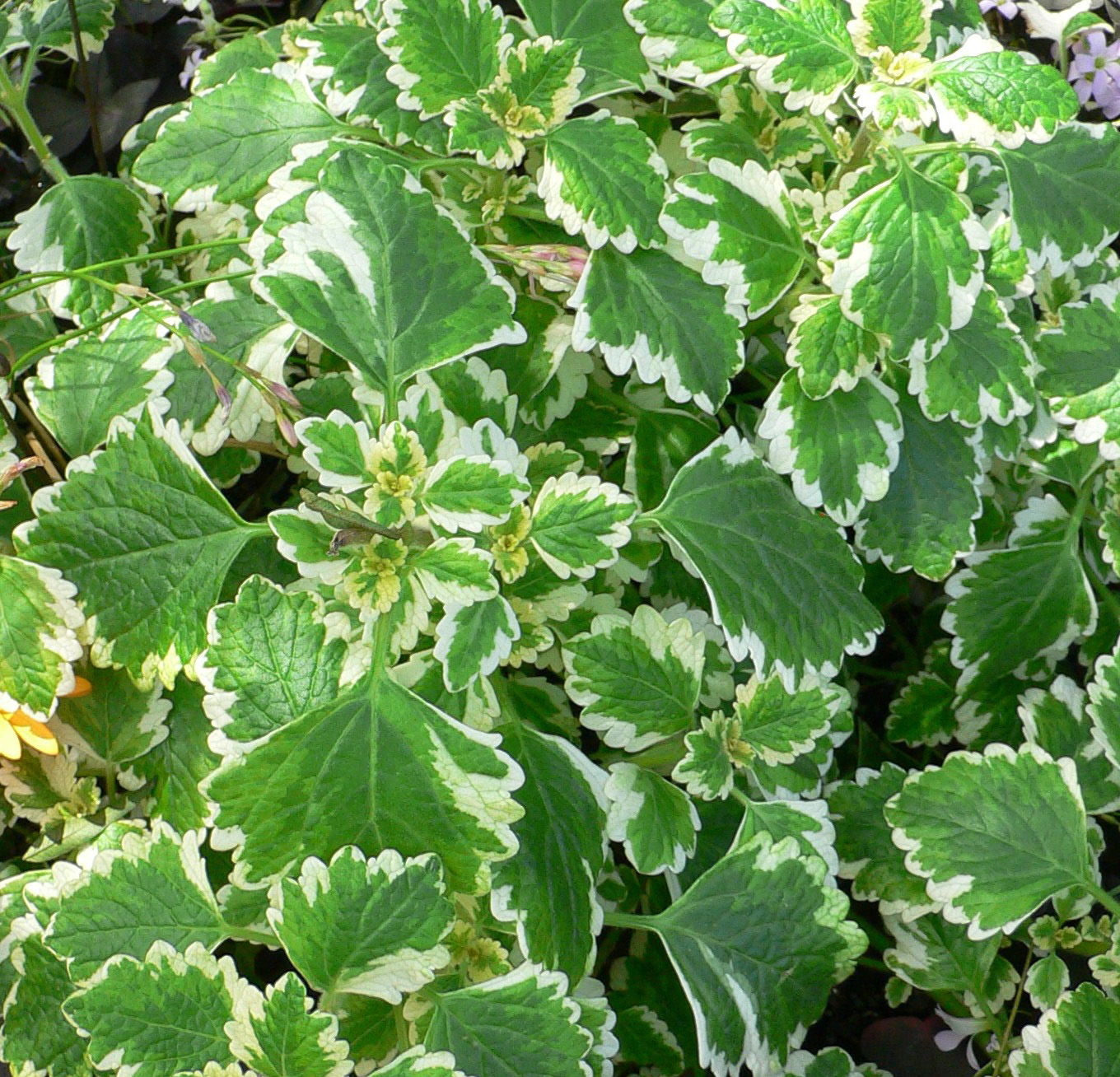
Plectranthus madagascariensis
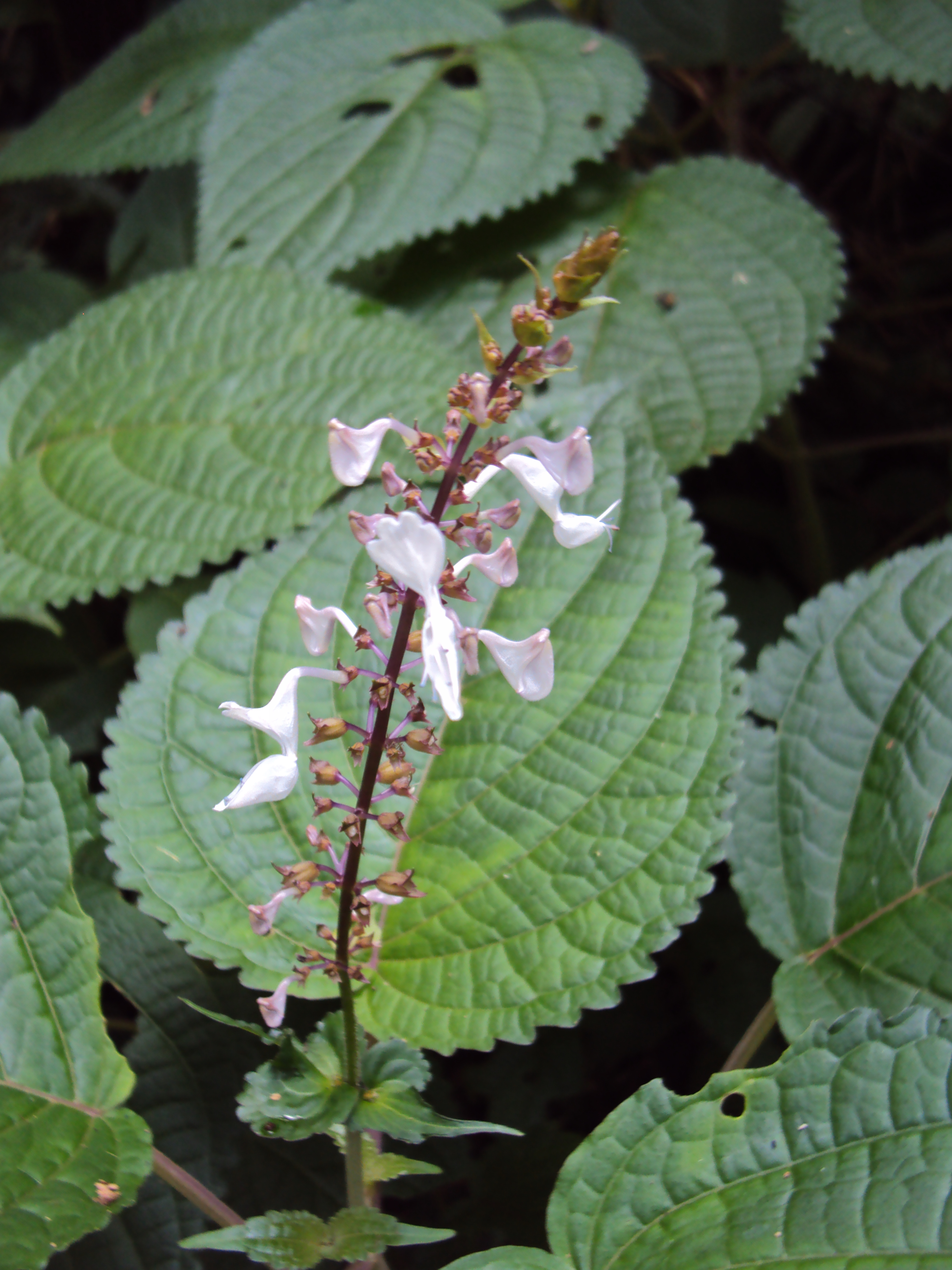
Plectranthus malabaricus
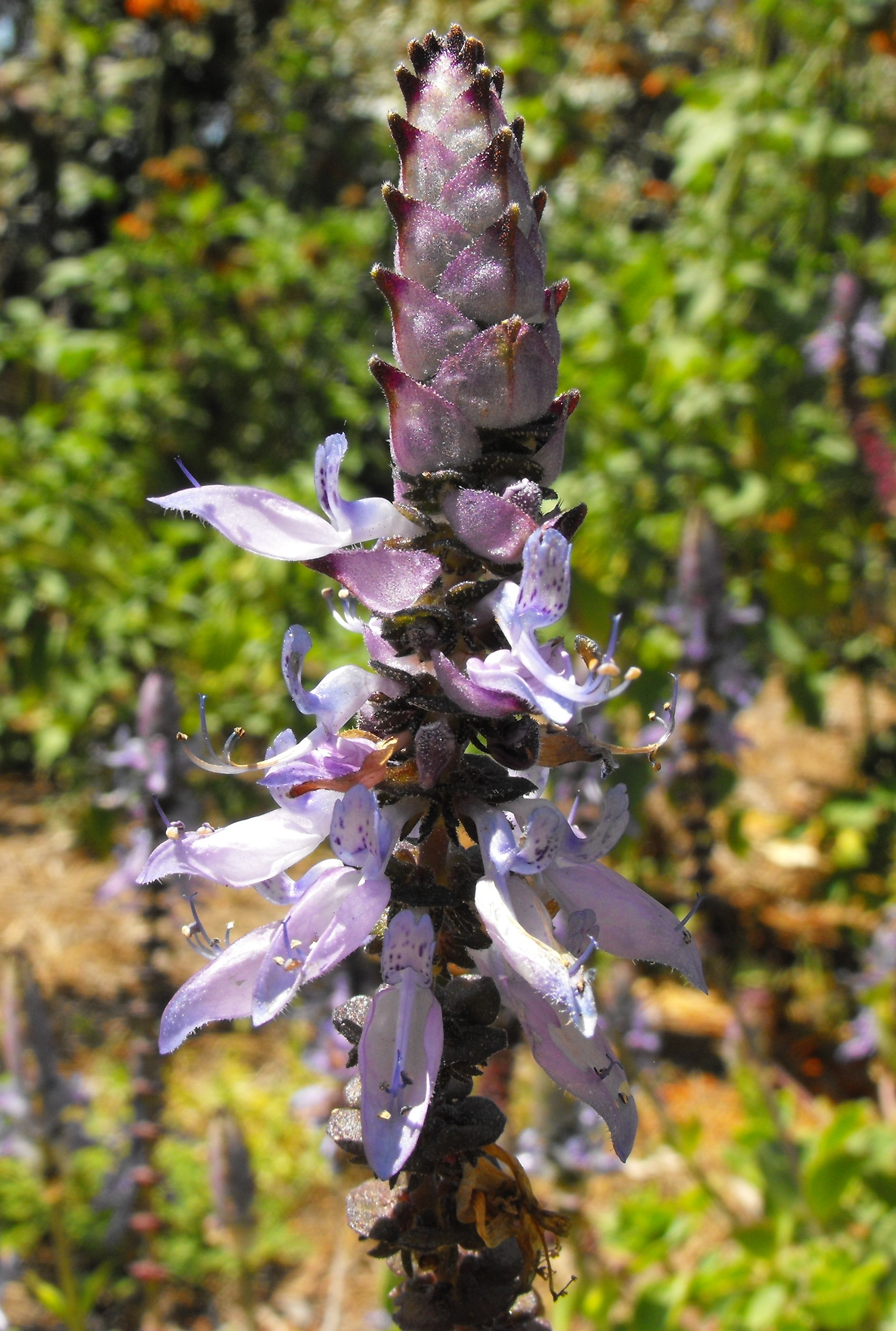
Plectranthus neochilus
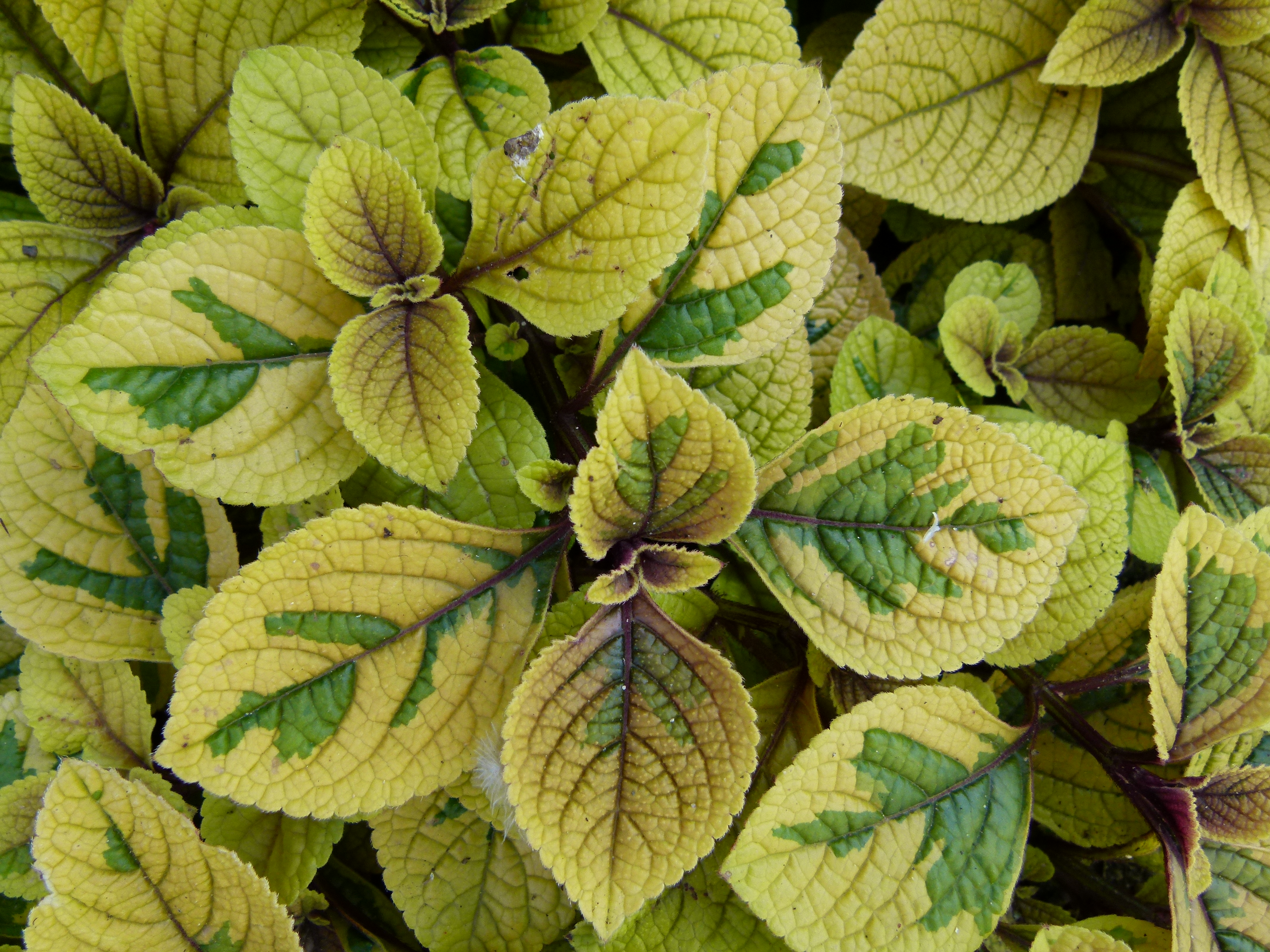
Plectranthus oertendahlii
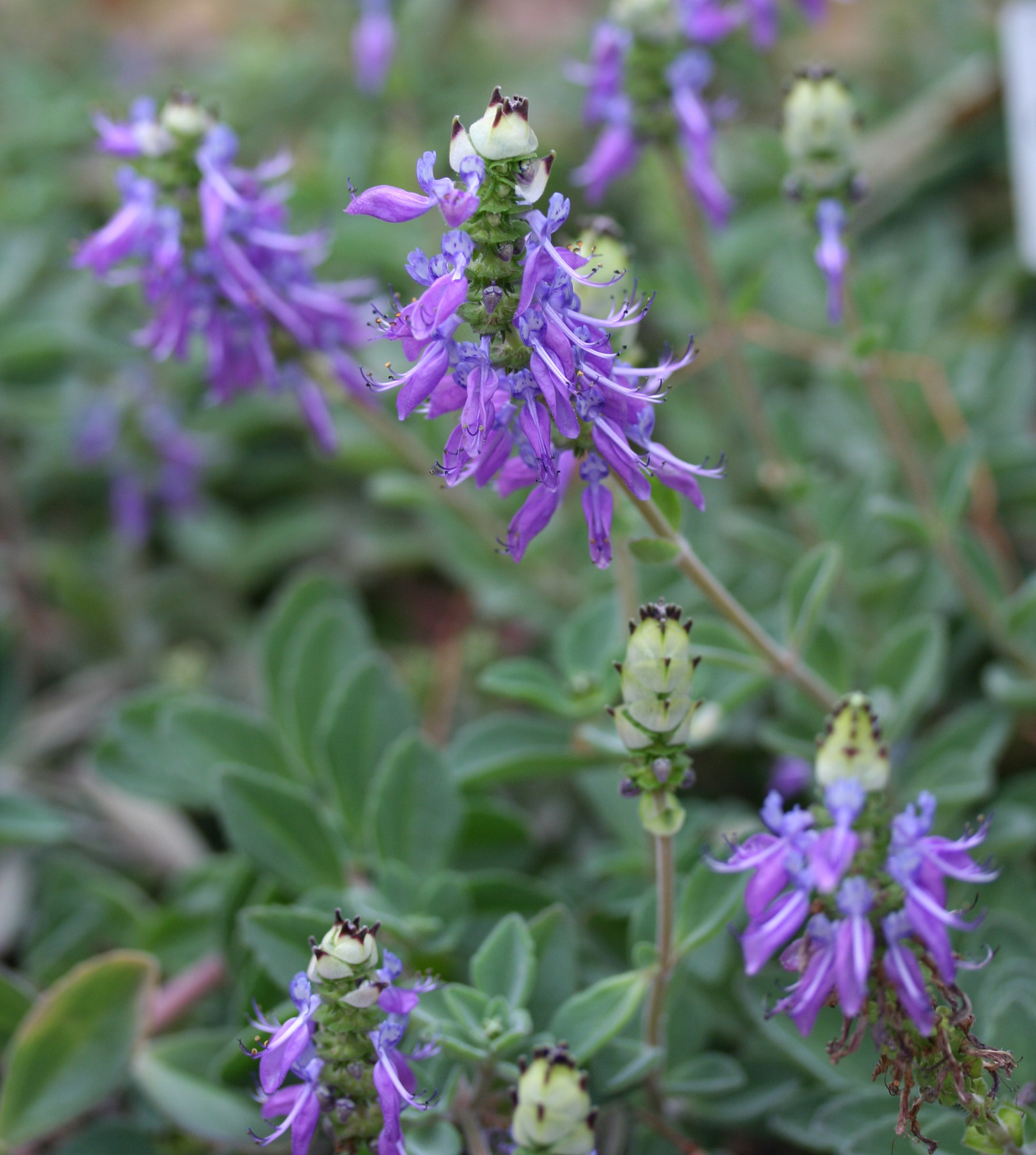
Plectranthus ornatus
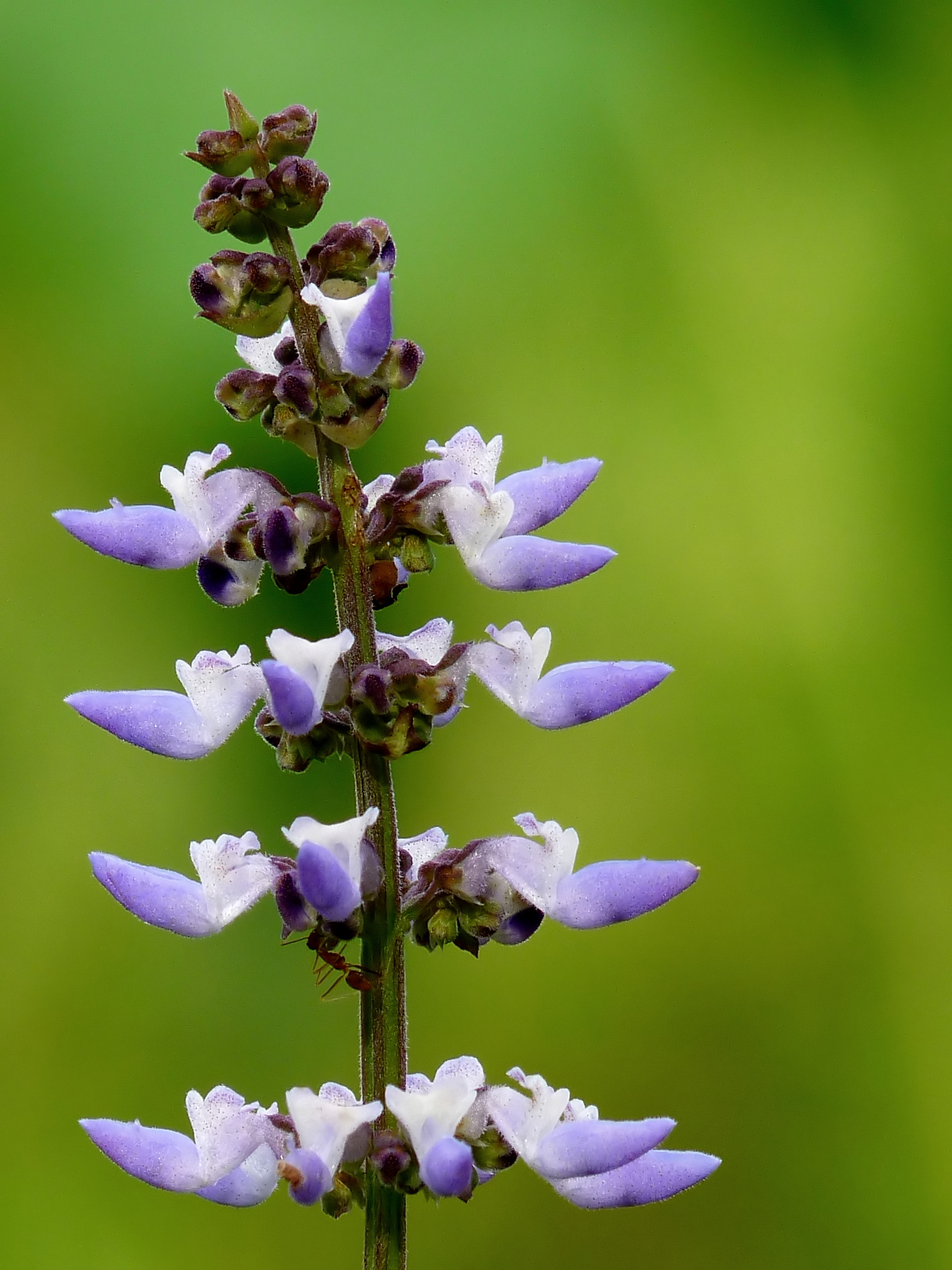
Plectranthus rotundifolius
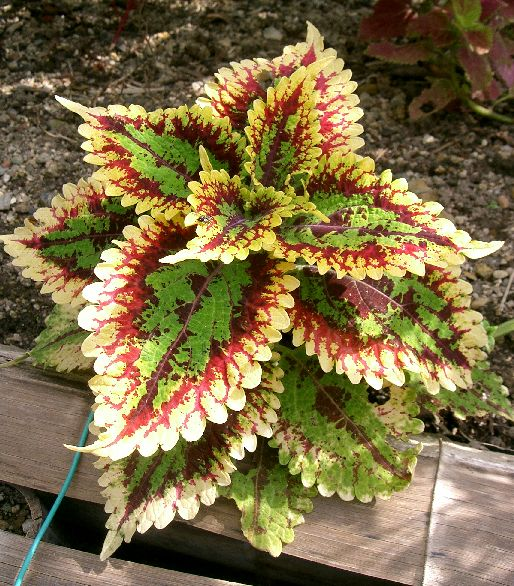
Plectranthus scutellarioides
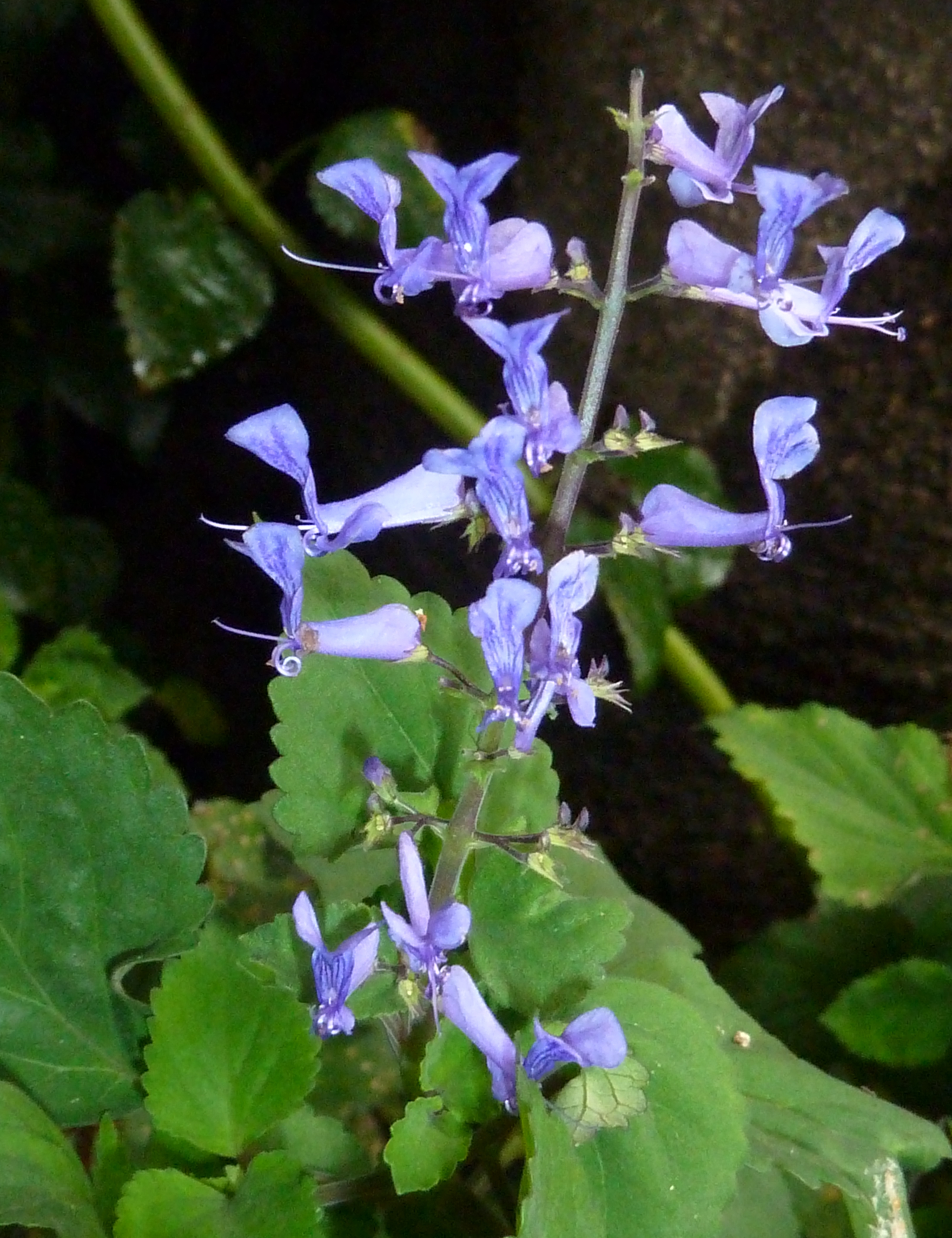
Plectranthus zuluensis